# アンパンマンの登場人物一覧
アンパンマンの登場人物一覧（アンパンマンのとうじょうじんぶついちらん）では、やなせたかし原作の絵本『アンパンマン』およびテレビアニメシリーズ『それいけ!アンパンマン』などの関連作品に登場するキャラクターについて一覧形式で解説する。

## 概要
キャラクター数の多さについては「アンパンマン#キャラクター数」を参照のこと。
テレビアニメ版に登場したキャラクターの大半は初期に1回限り登場したゲストキャラクターである。また、エピソードによっては、共演したにも関わらず別の話では初対面になっていたり、改心したにも関わらず再び暴れたりイタズラを働くキャラクターに戻っていたりすることもある。

## 閲覧の手引
- 本項におけるキャラクターの解説は、特に断りのない限り、テレビアニメ版および映画版での設定に基づいたものである。なお、ほとんど記述されないものの、本作には演劇版（舞台版）もあるため、正確性を欠く「劇場版」という呼称は固有名詞以外では用いない。
- キャラクター毎の「初登場回」の項目については、原作で既に登場しているキャラクターに関してもテレビアニメ版および映画版で初登場した放送回・作品を優先して記載している。
- テレビアニメ版に登場したことのあるキャラクターの名前が、サブタイトル、クレジットタイトル、公式ウェブサイト、キャラクター商品など、媒体によって違っている場合は、テレビアニメ版のサブタイトル[1]、または、テレビアニメ版および映画版のクレジットタイトルでの名前を優先して記載している。
- 英語名は確認できるものに限って表記する（英：〇〇と表示する）。ここでいう「英語名」とは、日本語名の対訳名ではなく、英語圏で通用している名称を指し、対訳とは限らない。実際のところ、インターネット・ムービー・データベース（IMDb）で見る限り[2]、「めいけんチーズ」以外の全ての主要キャラクターの英語名は、翻訳が困難なうえに無理をして意訳するべきものでもないということで、日本語名をなぞったものとなっている。

## アンパンマンと仲間たち

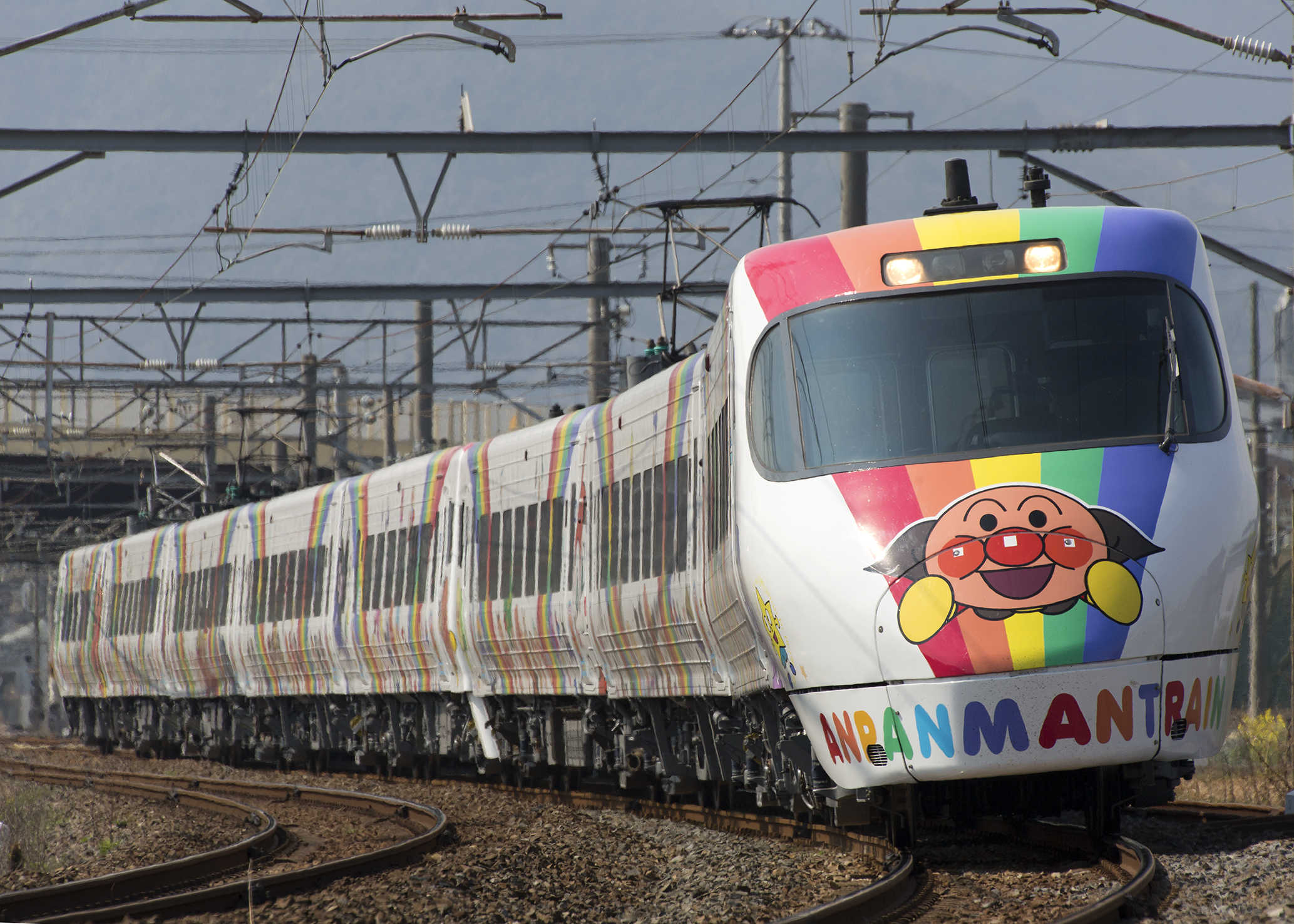
JR四国8000系特急形「アンパンマン列車」/ 先頭車両には空飛ぶアンパンマンがデザインされている。虹の帯は本作アニメ版のオープニングアニメーションのイメージに倣っている。

### パン工場の関係者
アンパンマン（英：Anpanman）
声 - 戸田恵子
性別 - 男 / 初登場回 - TV第1話「アンパンマン誕生」
本作の主人公。頭があんパンでできた正義のヒーロー。お腹を空かせた者に自分の“顔”（※作中ではそのように呼ぶが、実際は頭部）を食べさせ、悪いことをする者がいれば「アンパンチ」や「アンキック」で懲らしめる。弱点はカビや水などで力が出なくなるが、新しい顔を焼いて交換すると元気100倍になる（バタコさんが投げて交換する）。一人称は「ぼく」。
ジャムおじさん（英：Jam-ojisan）
声 - 増岡弘（第1話 - 第1464話、映画：第1作 - 第31作）（1988年10月3日 - 2019年8月9日）→山寺宏一（第1465話 - 、映画：第32作 - ）（2019年8月16日 - ）
性別 - 男 / 初登場回 - TV第1話「アンパンマン誕生」
パン工場に住んでいるパン職人で、アンパンマンの生みの親。■トップ画にいる。「おいしくな〜れ…おいしくな〜れ…」と、食べてくれる人が元気になるように、笑顔になるように、真心を込めてパンを作っている。移動用パン工場のアンパンマン号でバタコさん、めいけんチーズと共に遠方でのアンパンマンの戦いをサポートする。当初は一人称が「わし」で口調も老人らしいものだったが、1990年代中頃からは一人称が「私」で口調も「〜だよ」など素朴なものへ変化している。周りからは基本的に「ジャムおじさん」と呼ばれており、呼び捨てにされることは極めて少ない。
アンパンマンとそっくりな顔をしている。基本的にいつもコック帽を被っているが、コック帽を被っている部分は髪の毛がない状態である。人間に近い容姿だが、やなせによると他のキャラクター同様に人ではなく妖精に近い存在という設定である。
パンだけでなく他の料理や食べ物も作ることができる（天丼、カレールー、おむすび、ぶたまん、ハンバーグなど、食べ物のキャラクターに力を与えたり、転職への道を導いたりすることもある）。また、科学者としての側面も持ち併せており、巨大メカの発明や歴史や地理にも博識である。また、交友関係が非常に広く様々な知り合いがいる。つたで上空からダイブしたりと運動神経も抜群だが、体力にはあまり自信がない様子。オートバイから複葉機まであらゆる乗り物の運転もこなす。マジカちゃんのクリーナーやカメラのパチリくんのカメラなどあらゆる道具も完璧に修理できる。絵画の才能もあるが、アンパンマンと同様お芝居は苦手。
性格は優しく穏やかで、パン工場の関係者や町の住民をはじめ多くの人達からの信頼を寄せられている。さらに寛大で、例えばいきんまんでも悪事をしていない場合は協力したり食べ物を分け与えたりしている。ばいきんまんに誘拐された際 も、空腹に困っているドキンちゃんとかびるんるんにパンを焼いてあげるなど、達観したところもある。映画では、様々な姿に変えられたりパン工場を破壊されたりしてもアンパンマンを助けるために、新しい顔を焼いたりアンパンマン号を操縦したりして活躍している。誰かが弱音を吐いても「諦めてはいけない」と最後まで励まし続け、自らもまたその信念で行動するとても芯の強い人物でもある。子供達が竹とんぼや凧など昔ながらの遊びで楽しんでいるのを見て童心に返り、遊びの輪に加わることが多い。小さい頃の夢は自分で飛行船を作って冒険することで、のちに実現している。コーヒーが特に好物。
幼少時は「J」と描かれたキャップを目深に被った姿をしており、その頃に空腹でひもじい思いをした経験がある。夜空から降ってきた流れ星があんパンとなり、それを食べたことがパン作りを始めるきっかけとなった。
担当声優が増岡から山寺に変更されて以降はチーズとダブルキャストのため「ジャムおじさん/チーズ」名義でクレジットされている（交代直後の第1465話・第1466話ではクレジットされなかった）。
バタコさん（英：Batako-san）
声 - 佐久間レイ
性別 - 女 / 初登場回 - TV第1話「アンパンマン誕生」
パン工場でジャムおじさんの助手をしている女の子。■トップ画にいる。バタコさんの名前はバターに由来する。テレビアニメ版ではジャムおじさんの孫という設定があるが、諸説設定は様々である。放送開始当日の読売新聞朝刊テレビ欄番組紹介枠では「娘のバタコ」と記載されている。「一人称は「私」。やなせによると、ジャムおじさんと同じく彼女も人ではなく妖精に近い存在である（テレビアニメ版ではジャムおじさんと同様「ふつうの人間」）。年齢 は子供から大人までと様々な差がある（声をあてている佐久間は「小さな女の子だが、どことなく母性を感じさせる」とイメージして演じている）。テレビアニメ版では誕生日は4月3日。通常は「さん」付けであり、作中でもジャムおじさんやばいきんまん達以外からは「さん」付けで呼ばれているが、2000年代までのクレジットタイトルでは「バタコ」と呼び捨てにされていたが、映画版では第22作から、テレビシリーズでは2013年（平成25年）頃から「バタコさん」表記に変わった。ただ、「サンサンたいそう」の歌詞は、「ジャムおじさん、バタコ…」という、呼び捨てにされている形のままである。
ジャムおじさんと同じく基本的にいつもコック帽を被っているが、話や時期によって前髪の形がわずかに異なっている。
料理やお菓子作りのほか、裁縫も得意で、アンパンマン達のマントを作り、マントが破れたりした時は繕っている。
ジャムおじさんと同じく優しい性格で、寛大。家庭的で、掃除や洗濯が好きなことからふけつまんを嫌っていた。好きな食べ物は綿飴。ばいきんまんに人質にされることの多い人物の一人でもあるが、例えばいきんまんでも悪事をしていない場合は協力したり食べ物を分け与えたりしている。ばいきんまんが拾ってきた魔法の鏡によると「（アンパンマンワールドで）最も心の美しい女性」とのこと。原作では『月刊いちごえほん』版から登場。現在とは異なり、かなりやんちゃでハチャメチャな性格で口癖も「びじんのいのちはみじかい」だったが、テレビアニメ化に伴い、今のような性格になった。テレビアニメ版初期の頃はパン工場の誰よりもおむすびまんが旅から寄ってくるのを楽しみにしていた。たぬきおにから好かれているが、本人は気づいていない模様。かつてはジャムおじさんと異なり、お芝居が得意なほうだったが、現在は苦手になっている。
アンパンマンの仲間達の中では、彼の新しい顔を投げて届けることが一番多い。投げ方は多岐にわたり、ばいきんまんに顔を投げることを邪魔されてもほぼ百発百中でアンパンマンの顔を入れ替えることができる。アンパンマンの顔は、誰が投げても邪魔さえなれけば百発百中で入れ替えることができるが、多彩な投法を使うのは彼女だけ。
めいけんチーズ（英：Cheese, the dog）
声 - 山寺宏一
性別 - 男 / 初登場回 - TV第1話「アンパンマン誕生」
ある日、森の中で泣いていたところを子供だったアンパンマンに助けられ、以来パン工場に住み着いている犬で性別はオス。■トップ画にいる。愛称はチーズ。書籍『アンパンマン大研究』では「名犬」という犬種だとしている。
バタコさんと顔の輪郭がそっくり。黄色い首輪を付けている。
犬なのに二足歩行やジェスチャーができる。走る時は四足になることが多い。壊れた犬小屋くらいなら自分で直せる。アンパンマン号の運転もこなしてしまう。アンパンマン達（特にバタコさん）にはチーズの伝えたいことが理解できる。言葉が話せないと思われがちだが、やなせによるとチーズも他のキャラクター同様に言葉をしゃべることができ、作中ではしゃべる必要がないのでしゃべらないだけらしい。初期は文字を読めなかった が、後に書くことはできるようになった。動物の姿をした妖精でなく、動物として登場するのは、チーズのほかにもレアチーズ、ピクルス、小鳥、サーカスのライオンなど多数存在する。サーカスのゾウは、言葉を話す個体もいる。
名付け親のバタコさんとは一番仲が良い。クリームパンダやカバオくん達とも仲良し。
原作での初登場となったいちごえほん版の第65回（いちごえほん85号 1982年1月 掲載）では、アンパンマンが犬が苦手だということを知ったばいきんまんがチーズに乗ってパン工場を襲撃。しかし、犬の扱い方を知るバタコによって餌付けされたチーズはばいきんまんを裏切ってバタコさんに懐き、パン工場に迎え入れられたというエピソードが描かれている。
一斤の食パンを模した犬小屋はチーズが住み始める前から存在しており、現在のチーズの小屋は3代目で、壊れたり吹っ飛んだりした場合は自分で直すこともある。犬小屋で寝ることが多いが、稀にバタコさんの寝室で寝る時もある。「アンアーン!」と鳴き。強靭な歯でロープやバイキンメカのケーブルを噛み切ったり、穴掘りで幽閉先から脱出したり、特に鋭敏な嗅覚を活かし、ばいきんまんの基地を探り当てたりさらわれたゲストキャラクターを見つけ出したり、空でアンパンマンの異常を知らせるサインに最初に気づくなど「名犬」の名に恥じない大活躍を見せることが多い。バタコさんと一緒にアンパンマンの顔を投げて届けることもある。ジャムおじさんやバタコさんとは異なり、ばいきんまんに対しては彼が悪さをしていない時でも警戒し、威嚇することもある。ジャムおじさんらがばいきんまんに優しくしようとすると、チーズが制したり、腑に落ちない顔を浮かべたりすることもある。そのため、ばいきんまんの変装をいち早く疑い、見破ってみせることも少なくない。
とても食いしん坊で、ゲストキャラがパン工場または町へ料理を振る舞いに来てくれると聞くたびに嬉しがる。箸などを器用に扱い、周りと同じように食事をするが、テーブルマナーの悪いところが目立ち、たびたびバタコさんに注意されている。アンパンマン曰く海水浴が好きらしい。ガールフレンドのレアチーズとは相思相愛でたびたびデートに誘っているが、待ち合わせに遅刻したりなど自身のドジな性格が災いし、彼女の機嫌を損ねてしまうことが多い。アンパンマン号の運転をすることも多いが、ジャムおじさんより少し運転が下手なようでアンパンマン号がドリフト走行している時は大抵チーズが運転している。演技力は高く、ゲストキャラクターの物真似も得意。ジャムおじさん達の仕事も積極的に手伝っているが、菓子作りを自分で上手くやれるまでは上達していない。普段から勇敢だが、レアチーズ絡みになる（彼女がばいきんまんにさらわれたり、彼女の飼い主であるウサ子の手作りクッキーをドキンちゃんが食べたがっていたためにばいきんまんがパン工場に侵入して奪いに来た時）とその勇敢さが彼女にいいところを見せようと割り増しされる。
担当声優の山寺は今作でチーズやジャムおじさんを含め20以上もキャラクターを担当しており、クレジットタイトルにおいて「ジャムおじさん/チーズ」 以外がクレジットされることはないが、一部の映画版では稀にその他の役名がクレジットされることがある。
カレーパンマン（英：Currypan-man）
声 - 柳沢三千代、冨永みーな（代役：第532話Bパート、第533話、第538話Bパート）（1999年8月6日、1999年8月13日、1999年9月17日）
性別 - 男 / 初登場回 - TV第2話B「アンパンマンとカレーパンマン
アンパンマンの仲間で、彼と同じくジャムおじさんによって作られた。頭部がカレーパンで出来ている。一人称は「俺」で、短気で熱血な性格。口から熱いカレーを吹き出す攻撃が得意技。カレーがなくなると顔がへこんで力が出なくなるが、カレーをたっぷり補給し、満タンにすると辛さ100倍になる。甘い食べ物は苦手で、食べ過ぎると体が弱ってしまう。カレーを作ることができる。
しょくぱんまん（英：Shokupan-man）
声 - 島本須美
性別 - 男 / 初登場回 - TV第3話B「アンパンマンとしょくぱんまん」
アンパンマンの仲間で、頭部が食パンでできている。赤色の「Sマーク」入りの白色の服と白色のマントを着ている。アンパンマンやカレーパンマンとは違い、トースター山という山から生まれたらしい。「しょくぱんまん号」に乗り、町や学校へ食パンを届けている。一人称は「私」または「僕」で、優しく紳士的な性格で芸術への関心が高い。ポエムが趣味で、感動した気持ちをポエムで表現する事が多い。
メロンパンナ（英：Melonpanna）
声 - かないみか
性別 - 女 / 初登場回 - TV第200話「メロンパンナちゃん誕生」
1992年（平成4年）に初登場。メロンパンの女の子。流れ星（いのちの星の流群と大変よく似ている）を見たジャムおじさんが「皆が幸せに生きていくには、勇気と同じくらい優しさが必要」と考えたことから、メロンパンナが作られた。アンパンマンと違い、成長した姿で誕生している。従来のパン工場関連のパンのキャラクターでは最初の女性キャラクター。一人称は「私」。クレジットタイトルやサブタイトルなどでは呼び捨てにされている が、ばいきんまん達 やロールパンナを除けば「ちゃん」付けで呼ばれるのが通例。また、登場初期にはアンパンマン達に呼び捨てにされることがあった。
アンパンマンや姉のロールパンナに比べ、身長・体格は心持ち小さい。頭部は色も形も円形のメロンパンのサンライズ系に似ており、マスクメロンの網目を模した縦横の線が顔に6本入っていて、そうしてできた格子模様のうち、両眼が位置する2つの面だけ色目が濃くなっている。額には「m」の字が筆記体で記されている。黒目は緑色（■ミディアムシーグリーン）の濃淡2色で描かれ、よく目立つハイライトが入っているのが大きな特徴。おでこや服には「m」の文字が書いてある （服に書かれてあるマークの色は黄緑）。。緑の服を着ており服のマークと同じ色の手袋とブーツを履いている。
頭からメロンジュースを出す 。このジュースにはカビなどの汚れや悪い心を浄化する力があり、姉のロールパンナが悪い心に染まった時には善い心を取り戻させる効果を発揮する。また、一度ブラックピエロになったピエロくんを元に戻すためにメロンジュースを使い切ったことがある。アンパンマンらと同じく顔に異常を来すと力が出なくなり、顔を交換しなければならない。ただし、アンパンマンの顔より耐久性は高めで、カビが生えたり、川に落ちて顔全体が濡れたり する程度ではアンパンマンのように極端に弱ることはない。映画版では、しょくぱんまんとカレーパンマンに比べ、強制的に変身させられたり動きを封じられることは少ない。アンパンマンのようにお腹を空かせた人に顔を食べさせたり、カレーパンマンのように食べ物を与えたりすることはない。TV第397話A「ロールパンナとかぜこんこん」の中盤では、風邪をこじらせて寝込んでしまったが、薬を飲めば回復する。バタコさん同様、ばいきんまんに人質にされたり、拉致・監禁されることが多く、アンパンマン達が戦意喪失に追い込まれる際には「助けて、ロールパンナお姉ちゃん！」と叫んでロールパンナに助けを求めることが多い。心の中で助けを求めることもあった。
得意技は「メロメロパンチ」で、相手をメロメロにさせて戦意を喪失させたり、頑丈な金属を柔らかくしてしまうなど、ダウナー系とも言える不思議な非戦闘的効果を発揮する。効果時間は曖昧で、ポータルサイトの Q&A によれば、「好きな人と会った時や美味しい物を食べた時に『メロメロ』になる時と同じ位」とのこと。元気のなくなったカビンちゃんを元気づけるために用いたこともある。TV第1456話Bパート「クリームパンダと3ばいメロンパンナ」では、メロメロパンチを嫌がるメロンパン子にエンエンパンチを放たれたメロンパンナが泣かされている。このように、勢いに欠けるためにかわされてしまうことも多く、そのことから、状況によっては不意打ちの形で使われる。アンパンマン達と力を合わせて「ダブルパンチ」や「トリプルパンチ」を繰り出すこともある。腕力などではアンパンマンやバイキンメカに及ばないものの、身軽さが大きな武器で、飛ぶスピードはアンパンマンよりも速く、飛ぶ音もアンパンマンとは異なる。それもあってか、アンパンマンのピンチをジャムおじさん達に知らせることが多く、新しく焼き上げたアンパンマンの顔を投げて届けることも多い。
可愛く優しい性格をした女の子らしい女の子。その顔には「愛の花」の蜜が混ぜられており、ジャムおじさん曰く「誰にでも優しくて愛の心を持ったパン」。登場初期の頃は末っ子のような存在で、純真で、ばいきんまん達が悪さをしていても優しく接したこともあった。また、「メロン"パンダ"」と呼ばれて怒るなど道化師的役回りも多かった。弟分のクリームパンダが登場した頃からは母性的な面も見られるようになり、徐々に道化師的役回りは影を潜めていった。しょくぱんまんやカレーパンマンと同じく普段はどのような生活をしているかは不明だが、パン工場で寝泊まりする描写は少なくない。ジャムおじさんに頼んで作ってもらった“姉”のロールパンナが大好きで、いつかずっと一緒に暮らせるようにと願っており、姉のことを思い出したり心配したりしている。気持ちの切り替えは早く、姉が飛び去るたびに涙を流すが、その際にアンパンマン達に励まされて元気を出すことが多い。弟分のクリームパンダにも優しく、彼のわがままな態度にも柔軟に応じる辛抱強さも持ち併せている。アンパンマンと違って食事をするシーンがある。食欲は旺盛で、ウサ子から「カバオくんみたい」と言われたこともある。学校で授業を受けることが時々ある。パン工場で仕事をしていない時は野原で草花遊びに興じていることが多い。
映画版ではアンパンマンの次に主役回が多く、ゲストキャラ（ノッシー、リリカ、マリン、カボちゃん、カーナなど）と深くかかわる機会も多かった。
やなせは、メロンパンナのキャラクター制作に取り掛かるまでメロンパンを食べたことがなかったという。
ロールパンナ（英：Rollpanna）
声 - 冨永みーな
性別 - 女 / 初登場回 - TV第300話「ロールパンナのひみつ」
1994年（平成6年）に初登場。ジャムおじさんがメロンパンナのために作ったロールパンの女戦士で、ジャムおじさんが作った最後のパンのキャラクター。ジャムおじさんは単なる仲間を作るつもりだったが、「お姉ちゃんが欲しい」と言うメロンパンナの願いを叶えてやることにし、彼女より後に生まれながらも「姉」に当たるロールパンナが生まれた。メロンパンナ同様、現在の姿で誕生している。名前はメロンパンナに似せて名付けられた。ロールパンナが登場する話では大抵メロンパンナも登場する。絵本では後述する海の白馬マリンに跨って登場することが多い。一人称は「私」で、男性語を話す。優しい心が強くなると丁寧口調になることもある。
頭部は白い布の覆面で眼の周り以外のほとんどを隠しており、一束の巻き毛が眉間のあたりから飛び出している。覆面は外した場面も剥がされた場面も描かれていないため、どのような素顔をしているのかは分からない。黒目の色は濃い目のターコイズブルー（■）の濃淡2色で描かれ、メロンパンナと同じくよく目立つ眼球ハイライトが入っている。覆面の額の位置には赤い字で「R」と記されている。黒い服に、白手袋と白いブーツと白いベルトをしており、裏地が赤い青色のマントを羽織っている。黒い服の胸の部分には赤色と青色のハートマークがあり、彼女の内なる善と悪（※後述）を象徴している。
妹のメロンパンナが10年に一度咲く「まごころ草」を偶然見つけたことでその花粉を加えてジャムおじさんが作ろうとしたが、それを聞きつけたばいきんまんが「バイキン草のエキス」も入れてしまったため、ロールパンナは善と悪という相反する心を一身に抱いて生まれてしまった。誕生直後にばいきんまんに「アンパンマンはお前の敵だ」と刷り込まれたことで、アンパンマンと対峙すると悪い心になってアンパンマン達と戦うことなり、アンパンマンがやられるとカレーパンマンやしょくぱんまん、メロンパンナ、クリームパンダを阻止する。正義のヒーローとは相剋せざるを得ない境遇にあり、アンパンマンのいるパン工場とは距離を置いている。善悪二つの心の板挟みに悩むロールパンナは、普段、くらやみ谷や高い岩山があちこちに連なる荒地にいる。メロンパンナに「一緒にいて欲しい」と懇願されても、パン工場へ帰ることを拒んでいる。
当初は悪い心になっても外見上は変化のない描写だったが、途中から、悪い心になるとブラックロールパンナに変身するという設定に変わった。ブラック化すると、衣装の白かった部分は全て黒くなり、マントの色も彩度が低くなる。肌の色は屍人色（あるいは、ゾンビカラー）に、黒目は禍々しい赤色に変わる。胸にある二つのハートマークは、善い心が強調される時には赤いほうが、悪い心が強調される時は青いほうが光る。善い心と悪い心との間で気持ちが揺れ動き出すと両方のマークが交互に点滅し、頭を抱えて悩む。TV第852話「ばいきんまんとブラックロールパンナ」、TV第1283話「メロンパンナとブラックロールパンナ」、TV1319話「ジャムおじさんとブラックロールパンナ」ではブラックに変身し、アンパンマンを含めて仲間たちを襲撃する場面も見られるほか、TV第998話B「しょくぱんまんとロールパンナ」ではアンパンマンが落ちてくる絵を見てブラックに変身する場面もある。映画第7作『ゆうれい船をやっつけろ!!』では、ドクター・ヒヤリによってまごころ草を全て抜き取られる形でブラックになってしまう場面もあった。映画第14作『ロールとローラ うきぐも城のひみつ』では、バイキン光線をまともに浴びてしまい、ブラックロールパンナの額のマークが「R」から「B」になり、胸の青いハートも真ん中に位置するが、メロンパンナのこぼした涙で正気に戻ると左半分が赤く割れる。
メロンパンナとクリームパンダを大切に思っていて、特にメロンパンナが現れる（姿を見せる、話しかける、メロンジュースをかけるなどする）とブラック状態であっても元に戻る。TV第654話「ふたりのロールパンナ」では、ドクター・ヒヤリが開発した薬「フタリニナール」によって善い心と悪い心の二人に分かれ、善い心を持ったロールパンナは悪い心が抜けたため、口調も丁寧で穏やかな性格となり、破壊を好む完全な悪の心を持ったロールパンナが誕生してしまったことがある。“完全体”のブラックは、ばいきんまんの言うことすら聞かなくなり、メロンパンナの声にも全く反応せずに彼女さえ攻撃対象とした。また、善い心には悪い心を浄化させる能力が、悪い心には相手を石化させる能力が追加された。最終的には双方のロールパンナ同士による壮絶な戦いになったが、互いが激突したと同時に薬の効果が切れて元に戻った。その後、メロンパンナに「一緒にパン工場へ帰ろう」と誘われるも自分の悪い心が犯した罪を重く受け止めて飛び去ってしまう。ジャムおじさんは「いつか悪い心に勝つ日がやって来るだろう」と彼女を見送った。
主要な攻撃は新体操で使われているのと同じスティック付きリボン（帯状布）「ロールリボン」をくるくると回すことで繰り出される。得意技は特訓によって体得した「ローリングハリケーン」で、自分を中心にして高速回転し、竜巻を起こすパターンと、リボンを回転させて気流を発生させるパターンがある。普段は1本だが、稀に2本所持している場合もあり、両手持ちで戦うこともある。ロールパンナは格闘戦でアンパンマンを圧倒する数少ないキャラクターだが、大抵はメロンパンナが現れて戦闘が中断する。また、アンパンマンのほうは前述の経緯からロールパンナとの戦闘を拒否しているため、普段はまともに戦おうとはしない。助けを求めてメロンパンナが叫ぶ時には、ロールパンナはどんなに遠くにいてもすぐに駆けつける。飛行時は直立不動の姿勢で飛ぶ。声色について、当初は善悪で大差なかったが、ブラック化すると野太い声に変化する描写に変更された。その後、善の状態でも以前に比べて低く落ち着いた雰囲気に変わっていった。メロンパンナと同じくばいきんまん達以外からは基本的に「ちゃん」付けで呼ばれることが多い がフラワー姫からは「さん」づけで呼ばれていた。
やなせ曰く、宝塚歌劇団の男役をモデルにしており、また、「悪役（ブラックロールパンナ）のほうが美少女ぶりが冴えて格好よくなるのには少々困っている」「なぜこのような陰のあるキャラクターを考えたのだろう」などと語っている。登場する時や攻撃時の掛け声は、ターザンをイメージしている。
登場初期は強い者（アンパンマン、鉄火のマキちゃん、ばいきん仙人など）との勝負を望んでいたが、ブラックロールパンナにされた頃から普段は優しい気持ちのほうが強くなった。ばいきんまんやジャムおじさんによると、これはバイキン草の力が弱まっているため。クールで寡黙だが、普段は優しく大人しい性格で、特に小さい子供や弱い者には同情を寄せる。メロンパンナと同じく花が好きで、自然や動物を愛する女の子らしい面がある。自らが率先して犠牲になることができるアンパンマンの「強さ」も理解している。映画第9作『虹のピラミッド』ではジャムおじさんに代わってパンを作ったことがあるほか、裁縫もできる模様で、バタコさんの代わりにアンパンマンの破れたマントを繕ったこともある。しょくぱんまんに誘われて絵を描いたこともある。映画第12作同時上映『やきそばパンマンとブラックサボテンマン』では、自分同様にばいきんまんの手によって悪の道に進んでしまったブラックサボテンマンに同情を寄せる場面があった。また、映画第18作『いのちの星のドーリィ』でも、自分が心を持った意味に悩むドーリィと2人きりで話をしている。直接食事をする場面は見られないが、メロンパンナが作ったケーキを美味しいと言ったり、TV第753話B「ロールパンナとドクダミ夫人」では後ろ姿ながらどくだみ茶を飲むシーンがあり、飲食をしないというわけではない。
登場初期はテレビアニメ版・映画版ともに出番が多かったが、2000年代後半から出番が減少している。また、TV第998話B「しょくぱんまんとロールパンナ」以後、第1283話「メロンパンナとブラックロールパンナ」まで（放送期間では6年余り）ブラックロールパンナに変身することが無く、アンパンマンの名前を聞いたり彼と対峙しても悪い心が反応しなくなり、ばいきんまんがアンパンマンを倒すよう命令することもほとんど無かった。ロールパンナの話は前述の複雑な設定ゆえに複数の回に跨る伏線が多数散りばめられていて、彼女が頻繁に苦悩・葛藤し、着実に変化を見せる姿が描かれるなど、他のキャラクターの話に比べてドラマ性が強い作品が多く、やや大人向けのテイストになっている。
配役については、冨永がドキンちゃん役を引き継いでからはダブルキャスト（二重配役）となるため、基本的にクレジットされなくなった。
クリームパンダ（英：Creampanda）
声 - 長沢美樹
性別 - 男 / 初登場回 - TV第469話「アンパンマンとクリームパンダ」
1998年（平成10年）に初登場。ある日突然ジャムおじさんが呼んだクリームパンの男の子。■トップ画にいる。パン工場関連のキャラクターでは最後に登場した。カスタードの国からやって来た。家族や経歴も不明だが、メロンパンナやロールパンナを「お姉ちゃん」と呼んで慕っており、彼女たちにとっては可愛い弟分という位置付けにある。一人称は「僕」。名前は、他のパン工場関連の男の子タイプのキャラクターが「〇〇パン + マン」という語構成なっているのと違い、女の子タイプのパンのキャラクターに使われる「〇〇パン + …ナ」をアレンジしたものとなっており、愛称的敬称も「ちゃん」が使われている（ばいきんまん達やロールパンナを除く）。
頭の形は、焼きむらを防ぐための切れ込みが数か所入った野球のグラブにも似たクリームパンにそっくりで、焼いたパンの色（濃い目の■小麦色）をしている。当初、本人は自分のことを「『クリームパン』だ!」と言い張っていたが、ジャイアントパンダのように眼の周りが黒いことから「クリームパンダ」と勘違いされることが多く、そのうち諦めて自ら「クリームパンダ」と名乗るようになった。キャラクターソングによると、これは「仕方がない」ことらしい。それでも単に「パンダ」と呼ばれるのだけは嫌がっており、しばしば「『パンダ』じゃないやい!」と抗う。しかし、ドン・キ・ホタテがサンチョ・パンダを呼んだ際は「パンダ」に思わず反応し、間違って返事をしてしまった。映画版では「くたびれパンダ」「くちびるパンダ」と呼ばれたこともある。クリーム色（■）の服を着て、黄色い手袋とブーツをしているが、アンパンマン達とは違ってベルトは着けていない。服の胸の部分には「C」をかたどった赤いマークがある。裏地がピンク色の赤いマントを羽織っている。
頭が野球のグラブ状なのを活かし、パンチを手ではなく頭で行うことが多い。登場初期は空を飛ぶのが苦手だったものの、アンパンマンやメロンパンナに特訓してもらったお蔭で安定して飛べるようになった。それでも、急な突風に煽られて墜落してしまい、マントを破ってしまうこともある。ジャムおじさん特製のカスタードクリームを食べると、非常に速く飛ぶことができる。得意技は頭突き技の「グー・チョキ・パンチ」で、末尾にグー・チョキ・パーのいずれかが入る（グーの頻度が高い）。威力はバイキンUFOを軽く突き飛ばして隙を作る程度でそれほど強くないが、つなぎの技となることが多い。メロンパンナと同様、アンパンマンの戦闘を後方からサポートする立場にいることが多く、アンパンマンがピンチになった時にはジャムおじさん達に知らせたり、新しく焼き上げられた顔を投げて届けることもある。前線で戦おうとする時もあるが、力不足のため、しばしば足手まといになってしまい、ばいきんまん達から見くびられて軽くあしらわれることも多い。
怖いもの知らずで意地っ張りな性格。負けず嫌いな一面もあり、映画第15作『ルビーの願い』のルビーや『いのちの星のドーリィ』のドーリィ、テレビアニメ版クリスマススペシャル「がんばれクリームパンダ!クリスマスの冒険」のアミちゃんなど、わがままで押しの強い女性と衝突することもしばしば。性格の不一致がなければ誰とでも仲良くなれるが、人見知りが激しい。アンパンマンと同じく舞台に立つと緊張してしまうことがある。他人に対して感情的になりやすく、時々自分を見失いがちになったり、周りが見えなくなったりしてしまう。初登場時は、ばいきんまんを落とし穴に引っ掛けたり、勝手にバイキンUFOを乗り回したりなど、悪戯好きだった。また、当初は甘えん坊で泣き虫な一面が強かったが、アンパンマン達と交流を重ねていくうちにわずかながら逞しさを見せるようになり、子供扱いされることも嫌うようになった。「悪者をやっつける強いヒーロー」を目指していたが、アンパンマンらに助けられたことをきっかけに、率先して人助けを行う彼らを尊敬するようになる。ロールパンナについては、初めは彼女を第一印象から怖がり、さらにブラック化した彼女を目の当たりにしたことで嫌ってしまうが、彼女の性質や事情をアンパンマンから聞かされたことで和解し、彼女を慕うようになった。
メロンパンナと同様、顔の一部や食べ物を与えることはない。アンパンマンと違い、食事をするシーンがある。メロンパンナと同様、学校の授業に参加し、パン工場に寝泊まりすることがある（特に映画版）。普段はジャムおじさんが作ったパンを届けるお手伝いをしている。
好物はカスタードクリームで、豚肉の代わりにカスタードクリームを入れた「クリームまん」などを好む。前述したようにジャムおじさん特製のカスタードクリームを食べると飛行能力まで向上する。初登場時には「カスタードクリームしか食べない」と発言していたが、よくおやつやゲストキャラクターの料理などを呼ばれるので、実際に偏食をする描写は少なく、その一方で、食わず嫌いを克服する描写はある。当初は辛い物が苦手で、通常のカレーの代わりに辛味を控えた「クリームカレー」を食べていたが、普通のカレーライスを食べるシーンものちには描かれるようになった。餡の入った食べ物は敬遠する。

### どんぶりまんトリオ
丼物の三人組。多数あるどんぶりまんの中の、てんどんまん、カツドンマン、かまめしどんの三人組。原作絵本では数あるゲストキャラクターの内の数名に過ぎなかったが、シリーズ初期の脚本を手がけた翁妙子がてんどんまんを気に入り、第1回のゲストに起用したのを境に、他の2人も登場させ続けた事もあり、最終的には準レギュラーにまでなった。3人共負けず嫌いで、誰の丼物が一番おいしいかでいつも喧嘩をしているが、本当はとても仲が良く、一緒に旅をしていることが多い。3人がはじめて揃ったのは、映画版第1作（1989年）、テレビアニメ版も同年である。映画版では、お互いの自己紹介はなかったものの、カツドンマンはてんどんまんがジャムおじさんの知り合いだということを知らなかった様子。ラストで、カツドンマンとかまめしどんはアンパンマンと対面する。後者では、トリオは知り合いで、ばいきんまんのことも知っていた。しかし、カツドンマンとかまめしどんは、アンパンマンとは初対面で挨拶をしていた。それぞれ料理の腕に自信はあるが、ジャムおじさんの料理（パンや丼物）の腕に憧れている。また、おしるこちゃんのおしるこ、カレーパンマンのカレーライスやバナナ島のバナナなど、他のキャラクターの作った物を食べて笑顔になる描写もある。高慢なキャラクター（うなどんまん、てんむすちゃんなど）に関しては対抗して料理を出し合うこともある。漫才師のような掛け合いも多い。ばいきんまんに襲われるなどいざという時は勇気を奮って助け合い意地を見せることも多い。また、アンパンマンの新しい顔を投げることもある。カツドンマンいわく、どんぶりまんトリオは「Family」同然の間柄。なお、タイトルに「どんぶりまんトリオ」と出た場合は三人全員が登場することが多いが三人のうち、一人の場合だと一人別行動として登場することがある。
てんどんまん
声 - 坂本千夏、山田栄子（映画：第7作）
性別 - 男 / 初登場回 - TV第1話「アンパンマン誕生」
「てんてんどんどんてんどんどん」「ふっくら衣の揚げたてエビ天 おつゆの染みたご飯がおつザンス」などと歌いながら箸で頭の丼のふちを叩きつつ出てくる。この歌は『てんどんまんソロ』と呼ばれている。中身は天丼。一人称は「アタシ」で、語尾に「ザンス」をつけて話す。お腹を空かせて困っている者に自分の丼を食べさせたり、自身の作った丼を提供している。蓋からはみ出すほどの大きなエビ天が何よりも自慢。中身は何でもいいらしいが、エビ天丼（エビ天ふたつが乗っていることが多いが、しいたけやたまねぎが加わる場合もある）が一番力が出るらしい。中身が無くなると力が出なくなる（初登場時は無くなってもパワーはある程度持続していた）。よくばいきんまんやドキンちゃんに食べられ、そのたびにジャムおじさんに丼の中身を作り直してもらったり、カツドンマンやかまめしどんに中身の釜飯を分けてもらったりしている（彼らに分けてもらった場合は、性格や能力に変化はない）。母親にてんどん母さんという肝っ玉の母親がいる。仲間が危機に陥った時は果敢に立ち向かおうとする勇気がある。手持ちの箸はストックがあるようで、大量の箸を手裏剣のように投げつけて攻撃に使うこともある。てんどん母さんいわく、てんどん家伝統の「お箸の舞」という技があり、てんどんまん本人もしらたき姫に「しらたき二刀流」を習い、バイキンメカに善戦したことから、あまり発揮されないものの剣の素質はある。
TV第1話「アンパンマン誕生」で、アンパンマンが最初に出会ったその他の仲間であり、ばいきんまんと最初に戦ったのも、実は彼である（その最中にアンパンマンとばいきんまんは初めて会っている）。初期は少し傲慢な性格でアンパンマンやおむすびまんと初めて会った時には高級ではないと馬鹿にしていた。
カツドンマン
声 - 三ツ矢雄二、富山敬（映画：第7作）
性別 - 男 / 初登場回 - 映画第1作目『キラキラ星の涙』、TV第40話「アンパンマンとどんぶりまんトリオ」（TVデビュー）
「黒豚お肉をパン粉で包み、カラッと揚げたて豚カツを」と歌いながら指を鳴らしつつ出てくる。中身はカツ丼。中身を失うと体中の力も失う。てんどんまんと同じくよくばいきんまん達に中身を食べられる。一人称は「ミー」で、英単語を混ぜて外国かぶれで話す。初期の頃はてんどんまん同様「ザンス」口調で話すシーンもあった。キザな性格で、自分が一番格好いいと思っている。たまごどんまんという弟丼がおり、彼には厳しい態度をとることが多いものの、同時に勇気を出して彼を守ろうとする強さを見せたこともある。初期はバタコさんに恋心を抱いていた。三人の中では唯一手ぶらだが、映画『ばいきんまんの逆襲』では、フライ返しやお玉杓子を持ってバイキングモに立ち向かったり、ナイフやフォークを持っているシーンもあった。
かまめしどん
声 - 山寺宏一
性別 - 男 / 初登場回 - 映画第1作目『キラキラ星の涙』、TV第40話「アンパンマンとどんぶりまんトリオ」（TVデビュー）
「かまかまどんどんかまどんどん」と歌いながらしゃもじを持って出てくる。トリオで唯一、顔が丼鉢ではなく釜になっている。中身は釜飯。モチーフは駅弁の「峠の釜めし」。一人称は「オラ」で、語尾に「ダベ」をつけて東北弁を使用して話す。お人よしで、一本気な性格。てんどんまんやカツドンマンに比べればばいきんまん達に中身を食べられることは少ない。そのため、中身を食べられてしまった二人に自分の中身を分け与えることは多い。基本的に実力は決して高くないものの、手持ちのしゃもじや頭の蓋を投げつけたりしてばいきんまんと戦うこともあるなどたまに高い実力を見せることもあり、逆立ちが得意（村で一番身軽らしい）であることや、蓋の一撃でだだんだんにとどめをさしたこともある。また、女の子の友達が多い（きのこちゃん、たけのこちゃん、おしるこちゃんなど）。喧嘩の最中に「ごめんねごめんね〜」と言ったこともあるなど、ギャグメーカーとしての役割も多い。また森の泉に大事なしゃもじを落としていずみのせいに拾われ、正直に「普通のしゃもじを落とした」と言ったので、金のかまめしどんに姿を変えられたこともある。うなどんまんと丼もの対決をしたときに、高級食材を揃えた金のお釜になったり、てんどんまん、カツドンマンと比べてサブタイトルに名前が載ることも多く、作中のキャラクターの中でも変身・変装パターンが多彩でかつぶしまんやさくらもちねえさんなど、強い人に憧れてそのコスプレをするなどのパターンもある。

### 頼りになる味方
アンパンマンと同様にお腹を空かせた人や困っている人を助けたり、みんなを喜ばせている。悪者を懲らしめることもあり、ばいきんまんとも互角に渡り合う実力者が多い。彼らに憧れを抱く者も多く、中には弟子入りを志願する者もいる（これらに該当するキャラクターについてもこちらで詳述する）。テレビアニメ版・映画版ともに通常のゲストキャラクターよりも特に出番が多く、オープニングやエンディングでも目立って登場することが多い。
おむすびまん
声 - 京田尚子（第4話Bパート - 第1619話Bパート、映画：第1作、第2作同時上映、第5作、第10作同時上映、第11作同時上映）（1988年10月24日 - 2023年5月26日）→野沢雅子（第1691話Bパート - ）（2025年4月25日 - ）／歌 - 柳志乃
性別 - 男 / 初登場回 - TV第4話B「アンパンマンとおむすびまん」
渡世人の格好をしていていろいろな国を旅している、力強い正義の味方。困っている人がいると放っておけない性格。
顔はコシヒカリやササニシキといった高級米で握られた三角形のお結びで、鼻は梅干しでできている。おむすびの具は梅干しで、悪者をやっつける時には梅干しなどを使う。持ち歌『ルンルンおむすび仁義』にもあるように、自分の顔を食べさせ飢えに苦しむ人たちを助ける設定だが、テレビアニメ版では食べられることを拒んでおり、代わりに普通のおむすびを持ち歩いている。ジャムおじさんに顔を取り替えてもらったこともある。一人称は「あっし」で語尾に「ござんす」をつけて話す。作中では未登場だが、妹がいる。三度笠を被って流浪の旅をしており、たまにパン工場に立ち寄る。アンパンマンやバタコさんは彼のことを「さん」付けで呼んでいたことがある。その実力はアンパンマンと同等であり、ロールパンナにも「強い」と思われるほど。疑うことを知らないアンパンマンワールドの住人の中では数少ない「ばいきんまんの変装」を見抜くことが出来る人物の1人である（変装に気付いた際はわざと無理難題を吹っかけたり通常とは味の違う食べ物を与えたりしてボロを出させ、自ら正体を明かさせる作戦を用いる）。絵本版では当初は独立した作品『おむすびまん』シリーズの主人公として登場し、その後に『アンパンマン』シリーズに加入したという経歴がある。武器は杖にしている六尺棒で仕込み刀にもなっている。三度笠を回転させて勢いをつけることでそれに乗り、空を飛ぶこともできる（こむすびまんもこの技を会得している）。怒ると顔が熱くなり湯気が出る。顔の周りの海苔が汚れると力が出なくなるが、新しい海苔を巻いたり梅干しを食べたりすれば再び力が湧く。戦う相手が女の子の場合でも本領を発揮できない（本人曰く、「弱い者や女の子を虐めるのは男のクズ」）。
テレビアニメ版初期はバタコさんに一目惚れをし、お土産やプレゼントを渡そうと訪れるもばいきんまんに邪魔をされることがあったが、それでもしっかり気持ちは届いている。現在はこの想いがどうなっているかは不明。アンパンマン同様お芝居は苦手であるが、自身に弟子入りしようとするおせんべまんを帰らせるために弱虫を上手に演じたことがある。
こむすびまんの事を「もう一人前になった」と認めるようになってからは、こむすびまんと2人で共に旅を続けるようになった。
やなせは、アンパンマンを考えたことでパンの消費量が増えたことから、米を作る農家に配慮して、おむすびまんを考えたと語っている。
映画第2作同時上映「おむすびまん」は旅先で悪事を働く者を懲らしめたりするスピンオフ作品であり、アンパンマンやばいきんまんなどテレビアニメのレギュラーキャラクターは全く登場せず、悪役はたぬきおにになっている。
こむすびまん
声 - 林原めぐみ、松岡洋子（映画：第3作同時上映）
性別 - 男 / 初登場回 - 映画第2作同時上映「おむすびまん」、TV第122話A「アンパンマンとこむすびまん」（TVデビュー）
おむすびまんが旅先のひとくち村で出会った男の子。おむすびまんを師匠と慕い、弟子入りする。ビー玉攻撃が武器。顔は丸顔で、鼻は梅干し。一人称は「オイラ」で、語尾に「ござんしゅ」をつけて舌足らずなしゃべり方をする。おむすびまんのように湯気を出すこともできるが、かなり力まないと出すことができない。やなせは、おむすびまんがかなり大人っぽいキャラクターになっていることや、「旅人は一種のやくざ者」ということで、おむすびまんの持つ雰囲気を中和するためにこむすびまんを考えたと語っている。登場当初は未熟でばいきんまん相手に全く歯が立たないことも多かったが、今は実力的に成長しておむすびまんと別れて1人で行動するようになってからは見事な戦い振りを披露するようになっている。しっかり者でコキンちゃんのようなわがままな子には厳しい態度を取る。
おむすびまんに「もう一人前になった」と認められてからは、おむすびまんと2人で共に旅を続けるようになった。
はみがきまん
声 - 塩沢兼人（第3話Aパート - 1999年クリスマススペシャル）（1988年10月17日 - 1999年12月24日）→阪口大助（第582話Bパート - ）（2000年9月15日 - ）
性別 - 男 / 初登場回 - TV第3話A「アンパンマンとはみがきまん」
体がピンク色の歯磨き粉用のチューブになっている歯医者。手に持っている大きな真っ白歯ブラシで痛い虫歯を治してくれる。「グッドはみがきモーニング!」と挨拶する。アニメ初期では「さん」付けで呼ばれたことがある。虫歯だけでなく何でも綺麗に磨いてくれる。虫歯にならないように歯磨きの指導もしている。アンコラとは仲のいい友達で口腔ケアをしている。チューブの中の歯磨き粉が無くなると力が出なくなる。宿敵にムシバキンマンがいて、彼による虫歯ははみがきまんの歯磨きでないと治せない。歯磨き粉を飛ばしてメッセージを送ったり、アンパンマンの危機を伝えたりすることができる。歯ブラシをプロペラのように回して空を飛んだり風を起こしたりすることもできる。2013年（平成25年）まで虫歯予防デーの時期（5月最終週 - 6月第1週）に合わせて登場することが多かった。同年にムシバキンマンの担当声優である内海賢二が死去して以降しばらくアニメには登場していなかったが、TV第1405話B「はみがきまんとコアンコラ」（2018年〈平成30年〉5月11日放送）より2代目として龍田直樹が担当したことで、5年ぶりにムシバキンマンと再共演を果たした。
はみがきこちゃん
声 - 美波わかな→和多田美咲（2020年以降）
性別 - 女 / 初登場回　TV第1464話A「アンパンマンとはみがきこちゃん」
はみがきまんに憧れる女の子。明るくて元気のいい性格。はみがきまん同様、歯磨き粉のチューブの体で外見ははみがきまんに似ているが、彼より小柄で頭の上にリボンを乗せている。手に持った歯ブラシで空も飛べる。色もはみがきまんより薄い。歯磨きの腕はいいが精神面ではまだ幼く、眠くなると歯磨きを忘れて寝てしまう。それでも、目が覚めれば張り切って歯磨きを始めるなど歯磨きに対する熱意は本物である。歯磨きとお菓子が大好き。
ひのたまこぞう
声 - 田中真弓、梅沢廉（映画：第32作）
性別 - 男 / 初登場回 - TV第5話A「アンパンマンとひのたまこぞう」
火山から誕生した火の玉の男の子。口から火を吹いたり触れた物に熱を負わせたりする。小僧というだけあってやんちゃで元気な性格をしている。水に弱く、小さくなって消えてしまう。氷の女王やなだれおにの攻撃にも弱い。完全に消える前に火の中（パン工場のかまどなど）に入れると復活できる。空を飛ぶことができるが、アンパンマンやしょくぱんまん、カレーパンマンに元気な状態でも送ってもらうこともある。その際には鍋が使用された。初登場時はばいきんまんの口車に乗って、山火事を起こしたことがある。その火事を雨雲の雨で消したアンパンマンを敵視していたが、彼に命を助けてもらったことで仲間になる。その恩返しとして初めてアンパンマンを助けたエピソードは、TV第5話B「アンパンマンとらーめんてんし」で、雪山で氷漬けになったアンパンマンを助け、吹雪の苦手なアンパンマンを元気づけた。ゆきおおかみ、雪鬼、こおり鬼からアンパンマン達を救った。その後もテレビアニメ版初期では、らーめんてんしやみるくぼうやと同様に、氷の国で危機に陥ったアンパンマン達を助けるために多く登場していた。映画第1作、第2作と共にジャムおじさんの知らせでアンパンマンを助けるなど活躍していた。はなびまんとも仲が良く、夏祭りを盛り上げるため協力することもある。
みるくぼうや
声 - あきやまるな、冨永みーな（代役）
性別 - 男 / 初登場回 - TV第6話B「アンパンマンとみるくぼうや」
体は小さいがとても強い哺乳瓶の男の子。サカサマ島の中心にあるミルク島に住んでいる。一人称は「ボクちゃん」で、語尾には「でちゅ」とつける。あかちゃんまんやベビードーナツの赤ちゃんなどを助ける。遊ぶことが大好きだが、幼稚な遊び（いないいないばあ、たかいたかい）を嫌う。お腹が空いた赤ちゃんに体の中のミルクを飲ませてくれる。怒りの熱で中のミルクを熱くさせ、それを悪者にかけて攻撃する。空を飛ぶこともできる。パトロールをするために飛んで行くアンパンマンの姿を見て、彼を尊敬するようになった。
ミルクが大好きなあかちゃんまんとは大の仲良し。
やかんまん
声 - カシワクラツトム→坂本千夏
性別 - 男 / 初登場回 - TV第18話B「アンパンマンとやかんまん」
黄色いやかんの男性。負けず嫌いだが気は優しい。昔の頃は形が古くなり人気が無くなってきたが、現在はカバオくん達の学校で働くことになった。その経緯から彼が登場する話には大抵学校がよく登場する。ポットちゃんのことが好き。
おそうじトリオ
おそうじ島に住む綺麗好きの3人組。チームワークの良さでどんな汚れでも綺麗に掃除をしてくれる。
おそうじまん
声 - 佐々木望→三ツ矢雄二→中原茂、山寺宏一（代役）、北村弘一（映画：第9作同時上映）、鈴木琢磨（映画：第32作）
性別 - 男 / 初登場回 - TV第21話B「アンパンマンとおそうじまん」
背中に背負った掃除機でゴミや汚れを吸い取る綺麗好きの男性。掃除機状の口とモップ状の髪が特徴。テレビアニメ版初期の頃は、ばいきんまん達に町などを汚される話で、アンパンマン達の助っ人で登場することが多かった。頑固な汚れを見るとプロテクターを身に着けたスーパーおそうじまんになる。

タワシくん
声 - 小林優子→冨永みーな→松尾銀三（第620話Aパート）（2001年7月27日）→冨永みーな、木村陽子（映画：第32作）
性別 - 男 / 初登場回 - TV第168話B「アンパンマンとタワシくん」
束子の男の子でとても綺麗好き。洗剤と2本の柄付き束子で何でもピカピカに磨く。よく「ワタシはタワシのワタシです〜」と歌う。登場して間もない頃は少しでも汚れていれば人物もピカピカに磨く対象だった。おそうじトリオを結成する前の頃はおそうじまんとよく喧嘩していた。一度だけ、タワシマンと呼ばれたことがある。

バケツくん
声 - 松本保典→山口健→吉田小南美→千葉千恵巳→高橋美佳子（映画：第32作）
性別 - 男 / 初登場回 - TV第180話B「アンパンマンとバケツくん」
バケツの男の子。おそうじ島を雑巾で綺麗に磨いて、おそうじまん達の留守を守っている。時折、バケツマンと呼ばれている。
あかちゃんまん
声 - 千原江理子（第27話Bパート、第38話Aパート、第395話Bパート - 第1574話Aパート）（1989年4月17日、1989年7月3日、1996年9月9日 - 2022年4月8日）→天野由梨（第82話Bパート - 第322話Aパート、第1617話Aパート - ）（1990年5月14日 - 1995年3月13日、2023年5月12日 - ）
性別 - 男 / 初登場回 - TV第27話B「アンパンマンとあかちゃんまん」
赤ちゃんのヒーローで、赤いベビー服とベビー帽子に、赤いマントを纏っている。普段はただの赤ちゃんだが、ミルクを飲むとばいきんまんの巨大なメカや大きな金槌も素手で受け止めるほどの怪力になる。かつてはコウノトリと共に困っている人を助ける旅をしていた。しかし、コウノトリとはぐれてしまい、ばいきんまんやアンパンマン、ドキンちゃんたちと出会う。話の終盤では、あかちゃんまんを捜していたコウノトリが迎えに来た。飛び立つ時には「あかちゃんまん！」と言い、「バブベイビー」とコミュニケーションを取ることもあった。
語尾に「でちゅ」を付けるなど赤ちゃん言葉で話す。しっかり者だが、傍を飛んでいたチョウに気を取られるなど赤ちゃんらしく精神的に幼い所もある。眠くなったりお腹が空いたりすると泣いてしまう。そのように基本的思考は赤ちゃんなだけに、予測不能な行動をすることも多い。ばいきんまんは、関わるとろくなことにならないという理由であかちゃんまんを苦手としている。ただし、容赦なく真剣にやっつけようとする場面もある。
ミルクが大好きで、みるくぼうやとは大の仲良し。1989年（昭和64年／平成元年）頃はドキンちゃんとも仲が良かった。
得意技は「あかちゃんパンチ」で、アンパンマンと「ダブルパンチ」を披露することもある。何に対しても怖がることが少なく、アンパンマンでさえ悲鳴をあげた遊園地も笑顔で楽しんでいたことがある が、大声で怒鳴られた時など例外もある。お腹が空くと元の弱い赤ちゃんに戻り泣き出すか眠ってしまう。
元々はやなせの考えた独立したヒーローで、「赤ちゃんにはどんな人でも優しくなり、言うことを聞くことから一番強い」ということで活躍していたが、アンパンマンより「ヒットしなかった」ため、いつの間にかアンパンマンワールドに組み込まれ、そこで人気者となった。
母親（声 - 島本須美）がいる設定だが、映画『あかちゃんまんの大冒険』でナレーションとして登場したのみで、テレビアニメ版で姿を見せたことは一度もない。
ハンバーガーキッド
声 - 三ツ矢雄二
性別 - 男 / 初登場回 - TV第30話B「アンパンマンとハンバーガーキッド」
顔がハンバーガーのカウボーイで正義の味方。愛馬のピクルスに乗って旅をしている。投げ縄で敵を捕える。お腹を空かせた者には顔ではなく一個のハンバーガーを作って与える。口の中のハンバーグが無くなると力が無くなる。ハンバーガーはいわばパンであるため、顔の交換が可能。テレビアニメ版初期には、ジャムおじさんに顔を交換してもらうシーンがあった。滅多に使わないが、二丁拳銃で悪者を退治することもある。ハーモニカやギターによる演奏も得意。テーマパークのウエスタンランドでショーを披露する時もある（ピクルスのほかにもう一頭の馬を連れて来た）。なお、初登場時の一人称は「俺」でしばらくしてから「私」になり、それ以降は「俺」「私」を使い分けていたが、現在は「私」に統一している。
ピクルス
声 - 山寺宏一
性別 - 男 / 初登場回 - TV第30話B「アンパンマンとハンバーガーキッド」
ハンバーガーキッドの愛馬。やきそばパンマンと共演した際に彼の愛馬のホワイトソースと恋仲になっていたため、性別はオスのようである。アンパンマンのマントをつけて、空を飛んだこともある。TV第86話「おかしな自動車レース」では、アンパンマン達やばいきんまんの車と互角以上のスピード勝負を繰り広げていた。人参が好物で臭いをかいだり、絵を見ただけでも我を忘れ駆け寄ってしまう。
鉄火のマキちゃん（てっかのマキちゃん）
声 - 榊原良子（第46話Aパート - 第126話Aパート、映画：第2作）（1989年8月28日 - 1991年3月25日）→勝生真沙子（第212話Aパート - ）（1992年12月14日 - ）、島本須美（映画：第3作同時上映、第7作）
性別 - 女 / 初登場回 - TV第46話A「アンパンマンと鉄火のマキちゃん」
鉄火巻の女の子で正義の味方。頭の上に付いている2本の鉄火巻とくノ一のような格好が特徴。短気で男勝りだが困っている人を助けずにはいられない鉄火肌の性格。大きな巻き簾を使った棒術で攻撃する。ワサビを摂取することで元気が百倍になる。生まれ故郷はおすしの国で、弟にかっぱ巻きくんがいる。じっとしていることやちゃわんむしまろの風流が苦手で眠っていたり、さらに我慢できなくなった時は猛烈に走り回る。さらに機械も苦手な様子。ロールパンナとはライバル同士で互角に戦うことができる。男の子の泣き虫は嫌い。鉄火のコマキちゃんは妹分で、おむすびまんとこむすびまんの関係に近い。かつてはパンや蕎麦を好まず勧められても拒んでいたが、お腹を空かせている子を助ける心は同じだという理由で、アンパンマンやかつぶしまん達とも仲がいい。てんどんまんやカツドンマンに尊敬されていた。やなせは本人の好物が鉄火巻きであるため、男勝りで気風のいい鉄火のマキちゃんには思い入れがあると語っている。初期頃は出番も多かったが、コマキちゃんが登場して以来、彼女との共演を除いて出番が減少した。
鉄火のコマキちゃん（てっかのコマキちゃん）
声 - 沖佳苗
性別 - 女 / 初登場回 - TV第994話A「アンパンマンと鉄火のコマキちゃん」
鉄火のマキちゃんに憧れて、鉄火巻作りを修行中の女の子。マキちゃんと異なりおすしの国の住民ではない。頭の上に鉄火巻が1本あり、瞳はマグロのような赤。元気はいいが少々おっちょこちょいで酢を入れすぎるなど大雑把なために、マキちゃんのような鉄火巻がまだうまく作れない。本人は見た目ではなく味で勝負と言うが、多くの人々には見た目からして食べるのを拒まれてしまうことが多く、ばいきんまんには「ご飯は酢が多すぎてべちゃべちゃ、マグロが入っていない部分も多い」と酷評されている。料理の腕が最初は悪いキャラクターもジャムおじさんや他のキャラクターに手ほどきを受けて上手になるが、コマキちゃんの場合はそれでも未だに改善が見られていない。負けず嫌いの自信家で、他のゲストキャラクターと料理の味で啀み合うことが多い。マキちゃんと同じく持っている大きな巻き簾を装備している。
アリンコキッド
声 - 山口健（第53話Bパート - 第1107話Bパート）（1989年10月16日 - 2011年12月9日）→山口キヨヒロ（OVA『それいけ！アンパンマン ハッピーおたんじょうびシリーズ 3月生まれ』- ）（2015年 - ）
性別 - 男 / 初登場回 - TV第53話B「アンパンマンとアリンコキッド」
バッタに乗って旅をしている、とても小さなアリのガンマン。一人称は「おれ」または「おいら」。武器はアリンコ銃という2丁の拳銃でそれぞれ、何でも小さくするアリンコ酸の液体の入った赤い拳銃、元の大きさに戻すモドースアルカリの液体の入った青い拳銃（青い方は赤い拳銃で小さくしたものを元に戻す効果があり、通常の状態から巨大化させることはほとんどない。また一度だけはみがきまんやムシバキンマンを巨大化させたこともある）を持っている。ばいきんまんによく拳銃を奪われる。巨大メカや巨大キャラをアンパンチで飛ばすことのできるアンパンマンだが、縮小時のアンパンマンのパンチでは、通常の大きさのばいきんまんには歯が立たなかった。初登場時は拳銃に加えてギターも武器にしており、正義の味方を目の敵にして悪の手助けをしていたが、アンパンマンとの決闘をきっかけに町を救ったことにより正義の味方に転身することに決めた。ハンバーガーキッドとは対立しており、決闘にまでなっている。TV第107話「アンパンマンとなかゆび姫」では、なかゆび姫とは最初は喧嘩ばかりしていたが最終的には友達になった。また、アンパンマン達と同じ大きさで描かれたこともあった。
バッタ
性別 - 不明 / 初登場回 - TV第53話B「アンパンマンとアリンコキッド」
アリンコキッドの相棒のバッタ。言葉は話さないが、アリンコキッドには意思疎通ができる。見かけ以上にジャンプ力が高い。
かつぶしまん
声 - 井上和彦、大塚芳忠（代役：第97話Bパート - 第287話Aパート、映画：第6作同時上映）（1990年8月27日 - 1994年6月20日）、山寺宏一（映画：第7作）
性別 - 男 / 初登場回 - TV第58話B「アンパンマンとかつぶしまん」
顔が“かつぶし（鰹節；かつおぶし）”の形をした侍で、鞍馬天狗に似た姿をしている。一人称は「拙者」で、語尾に「ござる」を付けて話す。武器はかつぶしで出来た刀「かつぶし剣」で、「かつぶし剣三日月剣法」が攻撃技だが、初登場時は気合いで声の塊を飛ばしてばいきんまんを撃退したことがある。剣の道から退いて蕎麦屋専業になっていた時は蕎麦の器を円盤投げする形で武器にしていた時もあった。また、かつぶし剣の代わりに割り箸を使ってバイキンメカと互角に渡り合ったこともある。集中力は全キャラクターの中でもずば抜けて高いがややドジな性格。猫が大の苦手で、猫の絵を見たり「猫」という単語を聞いただけで気が動転して逃げ出してしまうほどだが、一部の猫の耳を持つ住民を恐れていない。機械のねこだとわかれば怖がるのをやめていたが、いまでは猫型のメカでも驚く。また、猫と認識できなくなれば勇敢に立ち向かう。女の子の涙にも弱い。また、雷も苦手だったが、かみなりピカタンとの修行で克服した。初期の頃はばいきんまんのことを「ばんざいまん」、ドキンちゃん「ぞうきんちゃん」と呼んでいたが、現在は普通に呼んでいる。
一時期はばいきんまんにかつぶし剣を折られたことで剣の道から退いて、ピョン吉におもちゃの剣をもらい元気をつけて蕎麦屋を営んでいたこともあったが、アンパンマンを助けるために剣の道に戻った。現在はお腹の空いた人がいる時に必要であれば蕎麦屋になって蕎麦を作る。ただし、蕎麦屋の姿では力が出ないらしい。笑い声は「か〜かっかっかつおぶし」。本人曰く「かつぶしまんになる前は『鰹』だったでござる」。初めて出会った時から鉄火のマキちゃんのことが大好きであり、「かつぶしまんと鉄火のマキちゃん」というサブタイトルが同名で2話ある。「かつぶし侍」と呼ばれることもある。
SLマン（エスエルマン）
声 - 富山敬（第62話Aパート - 第326話Aパート、映画：第4作同時上映、第5作、第7作）（1989年12月18日 - 1995年4月17日）→西村朋紘（第400話Aパート - 、映画：第9作 - ）（1996年10月18日 - ）、千田光男（代役：OVA『クリスマスだ！みんな集まれ』）（1995年11月1日）
性別 - 男 / 初登場回 - TV第62話A「アンパンマンとSLマン」
力持ちの赤い蒸気機関車の男性。初登場時は黒い小さな機関車だったが、ばいきんまんに拾われて食べ物をもらうことで本来の姿になり、その後いつの間にか大きくなった。また、初めの頃は腕が付いていなかった。ばいきんまんに騙されてパン工場を襲うが、アンパンマン達と和解してジャムおじさんに調整してもらった。
富山や千田が声を演じていた頃の一人称は「おいら」だったが、西村が演じるようになって「僕」に変わった。
子供達を乗せてあげたり色々な物を運んだりするのが仕事。線路が無くても走ることができる。積雪地も難なく走ることができるが、泥濘に嵌まって動けなくなってしまう様子が多く見られる。水中を走ることも可能。アンパンマンの顔を食べれば空も飛べる。本体と客車部分は外すことができる。頭の煙突から出す煙でSOSのメッセージを送ることができる。ジャムおじさんや鉄の星の人々に宇宙飛行用や潜水型に改造してもらったこともある。
ポッポちゃん
声 - 浅川悠（第854話Bパート）（2006年8月4日）→工藤晴香（第881話Aパート - ）（2007年3月7日 - ）
性別 - 女 / 初登場回 - TV第854話B「アンパンマンとあかちゃんSL」
小さくて可愛らしい蒸気機関車の幼女。愛称はあかちゃんSL。体色はピンク。ほとんど「ポッポー」としか話さないが、初登場して間もない頃は普通にしゃべっていた。荷物を運ぶのが大好きで、崖の上からみみせんせいを牽引して引き上げることができるほどの力持ち。煙突にはガラガラが付いており、煙を出すたびに音を鳴らす。まだ赤ちゃんなのでミルクを飲み、あかちゃんまんやベビードーナツと同様、ほかのものに気を取られやすい。自己紹介ができないため、彼女と初対面となるゲストキャラクターはジャムおじさん達から事前に彼女のことを紹介されている場合が多い。SLマンと特別な関係はない模様だが、TV第1089話A「SLマンとポッポちゃん」では一緒に荷物を届けたりするなどと仲はいいと思われる。ばいきんまんやドキンちゃんが乱暴をすれば抵抗するが、彼らが悪事をしていなかったり彼らに助けてもらったりした場合は、仲良く接することもある。
にんじゃのニャンジャ
声 - 頓宮恭子（第72話Bパート - 第220話Bパート）（1990年3月5日 - 1993年2月22日）→高乃麗（第242話Aパート - ）（1993年8月2日 - ）、田中真弓（映画：第2作）、坂本千夏（映画：第3作同時上映）、山田栄子（映画：第7作）
性別 - 男 / 初登場回 - TV第72話B「アンパンマンとニンジャのニャンジャ」
猫の忍者で正義の味方。忍術の修行のために世界中を旅している。一人称は「オイラ」で、語尾に「ニャ」を付けて話す。手裏剣など様々な忍術が使えるが、中でも木の葉隠れの術が得意。猫であるがゆえにマタタビの匂いや炬燵に弱い。師匠にネコジャラシがいる。俊足の持ち主の一人で、TシャツくんやSLマン、ホットドッグにラクダット達と対等に走れるほど。
ニガウリマン
声 - 大塚明夫
性別 - 男 / 初登場回 - TV第491話A「アンパンマンとニガウリマン」
白いギターを抱えて旅をしている、顔がニガウリの流れ者で正義の味方。語尾に「ウリ」を付ける。少々キザな性格で、自分のことをニヒルだと言っているが小心者で怖がりな所がある。ギターの弦やギターから発射するニガウリやニガウリジュースで悪者を退治する。戦いが終わるたびに何かとニガウリをプレゼントしたがる。また、片足を乗せるための岩や切り株などを直接持ってくる。ばいきんまんとも互角に戦う。なお、ギターにはニガウリ以外に果物を詰めたこともあり、この場合、ジュースはフルーツジュースになる。ジュースの代わりにコキンちゃんの涙をギターに貯めて青い涙ジュースを発射してばいきんまんを泣かせたこともある。ギターを「相棒」と呼ぶほど大事にしており、持っていないと落ち着きを無くしてしまう。アンパンマンと同様あがり症で演劇は苦手。
やきそばパンマン
声 - 小杉十郎太
性別 - 男 / 初登場回 - TV第505話A「アンパンマンとやきそばパンマン」
顔が焼きそばパンでできている正義の味方。一人称は「おいら」。ガンマンの格好をしているが、武器は銃ではなく2枚のへら。特技は、両側から相手の急所をシンバルを鳴らすように挟み込み、相手を一時的に麻痺状態に陥らせる「ヘラヘラチョップ」や、へらをブーメランのように投げて攻撃したりロープなどを切ったりする「ヘラヘラブーメラン」がある。当初は「やきそばキック」というキック技も使用していた。愛馬のホワイトソースに乗って旅をしている。お腹を空かせた者には顔ではなく一個の焼きそばパンを作って与える。元気が無くなった時は頭の焼きそばを交換すれば回復する。縄跳びや社交ダンスが苦手。やきそばかすちゃんという生き別れの妹がいたが後に再会して現在もたまに会っている。キャラクターソング『やきそばパンマン流れ旅』は人気が高く、作者であるやなせも気に入っている曲である。
ホワイトソース
性別 - 女 / 初登場回 - 映画第11作同時上映「やきそばパンマンとバイキン西部劇 - アンパンマンとたのしい仲間たち（Bパート）」、TV第542話A「やきそばパンマン流れ旅」（TVデビュー）
やきそばパンマンの愛馬。愛称は「ソース」で、現在ではこちらの名前で呼ばれることがほとんどである。ハンバーガーキッドの愛馬のピクルスと恋仲になっていたため、性別はメスのようである。
やきそばかすちゃん
声 - 岩男潤子
性別 - 女 / 初登場回 - TV第508話A「アンパンマンとやきそばかすちゃん」
やきそばパンマンの妹で名前の通りそばかすがついている。幼い頃、竜巻に遠くへ飛ばされて生き別れになったが後に兄と再会した。兄思いで、兄の交換用の焼きそばを作る役目を持っている。また、悪人でもあるばいきんまんにも焼きそばを作ってあげる優しい女の子。へらの形をしたペンダントを首から下げており、中には兄妹の写真が入っている。ほとんど戦闘には参加せずばいきんまんに人質にされる話が多い。メロンパンナと仲がいいが、自分たちの兄と姉の良さで喧嘩したことがある。
ナガネギマン／ネギーおじさん
声 - 大塚明夫
性別 - 男 / 初登場回 - TV第513話A「アンパンマンとかいけつナガネギマン」
正義の味方の剣士で実力は非常に高い。その正体はネギーおじさんという行商人であり、普段は畑で育てたネギを売っているが、誰かがばいきんまんに襲われているなどいざという時には籠に隠したヒーローの服装・マント・帽子・黒い仮面マスクを着けて、レイピアを腰に差して「怪傑ナガネギマン」に変身する。普段は及び腰で非常に臆病だが、ナガネギマンに変身するとそれまでとは打って変わって勇敢で頼もしくなる。Nの文字を刻印する西洋剣術が得意技。仮面マスクはネギーおじさんしか使用は出来ない。他人に正体を知られることを極度に嫌っているため、自身がばいきんまんに襲われているなどの状況下にあると、変身しようにも出来ずにピンチに陥ることも少なくない。ばいきんまんが倒された後にはネギーおじさんに戻って陰から一部始終を見ていたかのようにナガネギマンを絶賛するのが定番である。この時に周りがナガネギマンを褒めると思わず照れてしまい、危うく正体がばれそうになることが多い。
現在、ナガネギマンの正体を知っているのはアンパンマン、ばいきんまん、ジャムおじさん、バタコさん、めいけんチーズ、ドキンちゃん、ホラーマン、メロンパンナ、やきそばパンマン、あかちゃんまんのみで、他の人は気づいていない模様。ドリアン王女に気に入られているが彼女のことは苦手。ネギーおじさんの時は一人称が「オラ」で語尾には「ダベ」をつけて東北弁訛りでしゃべるが、ナガネギマンの時は言動がクールになり、一人称は「私」で語尾には「ネギ」とつける（キャラクターソングでは「俺」と言っている）。
ナガネギマンはやなせのお気に入りのキャラクターでもあり、イベントでやなせ自らがナガネギマンに扮してばいきんまんと戦ったことがある。
コネギくん
声 - 藤村歩→川澄綾子、佐久間レイ（代役）
性別 - 男 / 初登場回 - TV第1178話A「アンパンマンとコネギくん」
頭が小ねぎの男の子。普段は小ねぎ畑で自分が育てたネギを籠に入れて配っている。ばいきんまんと戦っていたナガネギマンを見て憧れを抱き、弟子入りしようと決めた。ナガネギマンを模したマスクとマントを持っており、たびたび「コネギマン」に扮してばいきんまんに立ち向かおうとする。他のキャラクターと同様、ナガネギマンの正体がネギーおじさんであることはまだ知らない。頭からネギを飛ばして攻撃することができる。
しらたき姫（しらたきひめ）
声 - 折笠富美子、代役：夏樹リオ、高橋美佳子、島本須美
性別 - 女 / 初登場回 - TV第547話A「アンパンマンとしらたき姫」
スキヤキの里にあるすきやき城の姫で、すき焼き作りの名人。髪がしらたきになっている。おいしいすき焼きを食べてもらうために春菊さんと一緒に旅をしている。普段はお淑やかだが戦うと強く、ばいきんまんの変装を見破ってみせることもある。髪に挿している菜箸が武器で得意技は「しらたき二刀流」。ばいきんまんとも互角に渡り合う。一緒に登場する男性ゲストキャラクターのほとんどが彼女を初めて見た時に顔を赤らめており、どんぶりまんトリオに至っては弟子入りまで志願していた。
春菊さん（しゅんぎくさん）
声 - 津久井教生、代役：鈴木琢磨、鈴木千尋
性別 - 男 / 初登場回 - TV第547話A「アンパンマンとしらたき姫」
髪が春菊になっている、しらたき姫の付き人。しっかり者ですきやき号の運転手もしている。しらたき姫が料理をする時は鼓を打ってリズムを取り、武器の薙刀でしらたき姫を悪者から守る。優しくお淑やかなしらたき姫とは反対に厳しい性格で、言い争いをする焼きどうふくん、しいたけくん、フーちゃんの3人を叱ることもある。
ダテマキマン
声 - 内田直哉
性別 - 男 / 初登場回 - TV第674話B「アンパンマンとダテマキマン」
白浪物のような格好をした伊達巻の男性。伊達巻のおいしさを知ってもらうために旅をしている。人気者を目指している。口調はべらんめえ調。負けず嫌いで目立ちたがり屋だが女性には優しい。そのため、彼の作った伊達巻は必ず女性が先に食べることになっている。涙もろい一面もある。番傘とすりこぎが武器でばいきんまんとも互角に渡り合う。初登場時はアンパンマンが人気者だということを知って勝負を仕掛けていたが、共にばいきんまんと戦ったことで和解した。だいこんやくしゃのことは快く思っていないが、芝居の息は合っていた。

### その他の友人
らーめんてんし
声 - 荘真由美→潘恵子、佐久間レイ（代役）、中村ひろみ（映画：第5作）
性別 - 男 / 初登場回 - TV第5話B「アンパンマンとらーめんてんし」
青い中国服と中国帽子を着用している天使。お腹が空いた人においしくて温かいラーメンを食べさせてくれる。彼の作るラーメンは誰もがおいしいと評するが、本人はラーメンの味に拘りを持っていない。空飛ぶ丼に乗って移動するが、背中の小さな羽で飛ぶこともできる。ばいきんまん達が空腹に困っている時は快くラーメンを提供するが、乱暴や脅迫をされたりみんなのラーメンを独占されれば嫌がる態度を取る。丼から出す熱いラーメンや汁で攻撃する。テレビアニメ版初期は一人称が「私」で語尾は「〜アル」だったが、現在では一人称が「僕」で語尾は「〜ネ」に変更されている。ひのたまこぞうと共に行動することもあった。また、こおり鬼が暴れていれば怖がることなく戦ったりもした。
たこやきまん
声 - 岸野一彦→山寺宏一→堀内賢雄→岡本幸輔（2018年 - ）、秋元羊介（映画：第2作）、中村大樹（映画：第3作同時上映）、坂熊孝彦（映画：第22作）
性別 - 男 / 初登場回 - TV第6話A「アンパンマンとたこやきまん」
たこ焼き屋を営んでいる、タコの男性。一人称は「わい」「わて」「わし」で、大阪弁で話す。初登場時は自信過剰な威張り屋で、彼の作るたこ焼きの味はとてもまずかったが、ジャムおじさんに教えられ、おいしいたこ焼きが作れるようになった。おこのみやきまんとはライバル同士で、どちらの料理がおいしいかでいつも喧嘩をしているが、本当は仲良しらしく、彼がばいきんまん達にさらわれた時はソースの匂いを嗅いで捕らわれた場所を突き止めるという活躍をした。
かいじゅうアンコラ
声 - 亀山助清（第8話Bパート - 第1124話Aパート）（1988年11月21日 - 2012年4月27日）→逸見廣大（第1335話Bパート - ）（2016年11月25日 - ）、中村秀利（代役：第136話Bパート）（1991年6月10日）
性別 - 男 / 初登場回 - TV第8話B「アンパンマンとかいじゅうアンコラ」
山奥に住んでいる大きなピンクの怪獣。テレビアニメ版では二足歩行だが、原作絵本では四足歩行だった。餡が大好物。ジャムおじさんとは既に知り合いから物語は始まる。鼻が利き、お腹が空くと餡を求めて暴れまわるが、本当は気が優しく大人しい。カレーパンなどの辛い物は苦手だが、辛い物好きのカレーナとは仲良し。ばいきんまんやアンパンマンを払いのけたりと、怪力の持ち主でもある。そのため、初登場時はバスケットや食器類まで口にしたり、アンパンマンやパン工場を襲ったり森林を破壊したりと、アンパンマン達を困らせていたが、カレー入りのアンパンマンの余りの辛さに退散した。その後は、ばいきんまんに利用されない限り、アンパンマンを襲ったり自然を破壊したりすることはなくなったが、ばいきんまんの仕業でムシバキンがたくさん入ったあんこを口に入れて過去最大に大暴れしたこともあった。あんパン、あんドーナツ、あんみつ、柏餅などの和菓子以外にもバナナも食べる が、甘いメロンジュースは好まない。息子にコアンコラがいる。TV第207話A『はみがきまんとアンコラ』では、はみがきまんとは「友達同士」だという事が明かされた。
初代アニメOPではアンパンマン達以外のゲスト勢で唯一の登場で、「勇気りんりん」の2番の歌詞にも登場する。初期の頃は、かぜこんこんと並び巨大なキャラクターの代表として登場することもあった。アニメ初期の頃は言葉を話していたが（語尾に「わん」をつけるときもあった）、現在では「アンコラ」「コアンコラ」以外の言葉を口にすることはほとんどなくなった。
振り付けダンスDVD『おどろうよ!アンパンマンたいそう＆レインボーたいそう』では、『虹をつくる歌』の映像で、かぜこんこん、へどろまんと共に仲良く踊った。
コアンコラ
声 - 手塚ちはる→芝原チヤコ
性別 - 男 / 初登場回 - TV第346話B「チーズとコアンコラ」
卵から生まれた、アンコラの子供。生まれた時は、最初に出会っためいけんチーズを刷り込みにより父親と勘違いしていた。かつては「パパ」「ママ」「あんこ」など簡単な言葉なら話すことができたが、現在では「コアンコラ」としかしゃべれない。アンコラと同様甘い食べ物が好きで、フルーツよりもあんこを好む。彼が登場する話は、大抵ばいきんまんとドキンちゃんが彼に変装して、食べ物を奪うパターンが多い。
ポットちゃん
声 - 伊藤美紀、佐久間レイ（代役）
性別 - 女 / 初登場回 - TV第10話B「アンパンマンとポットちゃん」
ピンク色の水筒の女の子。体の中に温かい紅茶やコーヒーが入っており、彼女の喜怒哀楽によって温度を調節できる。初登場の話では手が無かったが、次に登場した話以降は手がある。ばいきんまんから好意を寄せられて困っている。TV第918話B「ばいきんまんとポットちゃん」で十数年振りに再登場した時には性格面においていくつか変更が加えられており、ばいきんまんにも紅茶や花を快くプレゼントしようとするなど、彼やドキンちゃんに対しても寛大な態度で接していた。また、ばいきんまんも彼女に対して特別な感情を抱く様子は見られなかった。
てれびっこのOVA「ゆかいなお誕生会」ではバタコさんの代わりに登場し、チーズと共にパーティーの飾り付けを行ったり皆でアンパンマン（最終的にはばいきんまんも）の誕生日を祝ったりした。
りんごちゃん
声 - 山本百合子、渕崎ゆり子（映画：第3作同時上映）
性別 - 女 / 初登場回 - TV第13話B「アンパンマンとりんごちゃん」
ミスりんご村のとても愛らしいリンゴの女の子。テレビアニメ版初期の頃はばいきんまんにとって憧れの的だった。登場するときは、服を着ているときとそうでないときがある。イチゴちゃんとは仲良しだが、気の強い彼女と喧嘩になってしまうこともある。イチゴちゃん以外ではかきくけこちゃん、あんずちゃん、ラズベリーちゃんなどといった果物系の女の子と仲が良い。映画『りんごぼうやとみんなの願い』では、主要キャラクターを支えた。
ドーナツマン
声 - 秋元羊介→青野武→堀内賢雄
性別 - 男 / 初登場回 - TV第46話B「アンパンマンとドーナツマン」
ドーナツの男性。頭からドーナツを飛ばして攻撃するが、体のドーナツが減ると力が出なくなってしまう。初登場時は自分が世界一強い正義の味方だと威張っていて、自分がやったいいことをメモをしたり、ばいきんまんに騙されて正義の力をアンパンマンと競い合おうとしたりしていた。だがその後、アンパンマン達に助けてもらったことで本当の正義を学んだ。映画第2作目『ばいきんまんの逆襲』ではばいきん大魔王戦に参加した。現在はドーナツハウスでおいしいドーナツを売っている。
ベビードーナツ
声 - 松本梨香→斉藤貴美子
性別 - 男 / 初登場回 - TV第126話B「赤ちゃんまんとベビードーナツ」
ドーナツマンの息子。まだ小さな赤ちゃんで言葉はほとんど話せないが力は強い。父親と同様、頭からドーナツを飛ばして攻撃する。ドーナツ作りを率先して手伝おうとするがドーナツマンに止められている。
エクレアさん
声 - 三田ゆう子
性別 - 女 / 初登場回 - TV第111話B「エクレアさんとプリンちゃん」
顔がエクレアの女の子。プリンちゃんと仲が良くいつも一緒に行動している。何でもすぐに心配するが、ばいきんまんを善人だと思い込んでいる。機械のセンスはばいきんまんと互角で、ばいきんまんの第2秘密基地用の材料で丘に遊園地の遊具を作ったこともある。ばいきんまんが苦手としている人物の1人。プリンちゃんと違い初登場時はばいきんまんのことを最初は悪人と疑っていたが、彼の罠に閉じ込められた時に逆に助けられたと思い込んでしまい、プリンちゃんと同じく現在のようにばいきんまんを善人と捉えるようになった。ただし、ばいきんまんが本気で悪さをした時は、彼を敵対することがあり、アンパンマンに新しい顔を届けたり、アンパンマンのマーチを歌ってアンパンマンを応援したりすることがある。映画版ではばいきんまんに襲われる立場でばいきんまんに捕まったり、姿を変えられたりしていた。プリンちゃんとコンビで登場するが、初登場回以外でサブタイトルに彼女の名前が載ったことはない。
プリンちゃん
声 - 稀代桜子、原えりこ（代役：第428話Bパート）（1997年5月23日）
性別 - 女 / 初登場回 - TV第111話B「エクレアさんとプリンちゃん」
頭にプリンを乗せた女の子。少々天然の入った明るい性格。ばいきんまんを善人だと思い込んでいる。機械のセンスはばいきんまんと互角で、ばいきんまんの第2秘密基地用の材料で丘に遊園地の遊具を作った。エクレアさん同様、ばいきんまんが苦手としている人物の1人である。エクレアさんと違い初登場時は最初からばいきんまんの行動を全てよい方向に捉えていた。エクレアさん同様、たまにばいきんまんの被害者になるエピソードも存在する。エクレアさんとコンビで登場するが、初登場回を除きサブタイトルには彼女の名前しか載らない。
カステラ男爵（カステラだんしゃく）
声 - 安西正弘→中村秀利→相沢まさき
性別 - 男 / 初登場回 - TV第287話A「かつぶしまんとカステラ男爵」
顔がカステラになっている男爵。カステラの味と剣術が自慢。バラの花びらを操ることも出来る。語尾に「テラ」を付けて話す。カステラ城の住人が心を込めて作ったカステラを町へ振舞いにやって来る。カステラ姫に対する忠誠心は強く、彼女に変装したドキンちゃんにアンパンマンと勝負するよう命令された際にも、不本意ながら従っていた。彼と決闘した相手にはかつぶしまんがいる。
ドリアン王女（ドリアンおうじょ）
声 - 江原正士
性別 - 女 / 初登場回 - TV第478話B「アンパンマンとドリアン王女」
顔がドリアンの形をしている、ドリアン王国の王女。アボガドじいやと一緒に町の人達にいろんなフルーツを振る舞っている。アンパンマンに登場する王族出身のキャラクターの中でも特にわがままな性格で自分の気に入った物は何でも欲しがり、さらに押しが強く凄まじい迫力があるので彼女を苦手とする者も多い。さらに、畑仕事をサボってばいきんまん達ばかりにやらせるなど、図太い面もある。珍しい物にも目がなく目立ちたがり屋で、正義の味方などの影響を受けやすく芝居への関心も強い。自身の顔がドリアンだけに頭突きや体当たりの威力は非常に高い。また、気に入ったバイキンメカ（バイキンUFO、もぐりんなど）をばいきんまんに無断で操縦したこともあるなど、破天荒な行動が多い。初登場時は、ばいきんまんに襲われていたところをアンパンマンに助けられ彼を家来にしようと執拗に追い回したが、彼が町の住人達に慕われていることを知り家来にすることはやめた。ナガネギマンに憧れており、『ドリアンの騎士』に扮したこともあるが、格好いい活躍が見せられなかった上に正体は子供達にもバレていた。しかし、寝呆けてバイキンUFOのマジックハンドを剣で切断するといった活躍を見せる。普通のカレーよりもフルーツカレーが好み。
女性キャラクターであるが、男性声優が声を担当している数少ないキャラクター。
アボガドじいや
声 - 辻村真人（第478話Bパート - 第1165話Bパート）（1998年6月5日 - 2013年3月22日）→鈴木琢磨（第1268話Bパート - ）（2015年6月5日 - ）
性別 - 男 / 初登場回 - TV第478話B「アンパンマンとドリアン王女」
顔がアボカドの形をしている、ドリアン王女の付き人で馬車の運転手。王女のわがままにいつも振り回されて気苦労が絶えないが、王女への忠誠心は高い。王女の歩くところにいつも絨毯を敷いたりラッパを吹くことが多い。アンパンマン達を「殿」という敬称を付けて呼んでいる。
ドリアン王女の白馬
声 - 山寺宏一
性別 - 不明 / 初登場回 - TV第478話B「アンパンマンとドリアン王女」
ドリアン王女の馬車を引く馬。
おくらちゃん
声 - 水谷優子（第491話Bパート - 第1301話Aパート）（1998年9月25日 - 2016年2月26日）→金月真美（第1397話Aパート - ）（2018年3月16日 - ）
性別 - 女 / 初登場回 - TV第491話B「ばいきんまんとおくらちゃん」
おいしい野菜を作っている優しい女の子。頭がオクラで、そのほかはぽっちゃり系な人間の外見をしている。右目尻に泣きぼくろがある。作った野菜を四輪の手押し車で運んで、町の人々に配っている。自分が育てた野菜にあまりにも思い入れがあるため、野菜と別れる時には必ず涙を流して別れを告げるが、野菜を売りたくないわけではなく、寧ろおいしく食べてもらうことを望んでいる。当初は暗い性格で、周りまで野菜を食べる気をなくしてしまうほどに暗い気持ちにさせていたが、ばいきんまんから「おいしく食べるには笑うべきだ」と教えてもらったことで明るい性格になった。ばいきんまん本人は、野菜を盗むのが目的だったのだが成り行きで仕事を手伝ってしまったために彼女からいい人と思い込まれてしまい、さらに口癖の「ハ〜ヒフ〜ヘホ〜」まで覚えてしまい会うたびに真似をするため、それ以降は彼女に苦手意識を持ってしまった。でんでん一座の芝居でヒロインを演じたことがあり、天然な性格ゆえにセリフを何度もど忘れしたり口調が棒読みであったりと散々な演技だったが、機転を利かせたしろかぶくん達が小道具として彼女に野菜を持たせることで、観客や他の演者をも号泣させることに成功した。
ゆず姫（ゆずひめ）
声 - 吉田小南美
性別 - 女 / 初登場回 - TV第503話B「メロンパンナとゆず姫」
ゆず城の小さな姫。好奇心が旺盛で勉強や薙刀の稽古が退屈になると隙を見ては城を抜け出してしまうため、いつもゆずじいやを困らせている。薙刀を武器にしており、鳩に乗って空を飛んで移動している。初登場時は初めてアンパンマン達と出会った時は「ゆずちゃん」と名乗り姫という身分を隠していた。メロンパンナとは特に仲が良く、自身が登場する話では彼女も一緒に登場することが多い。ドキンちゃんも彼女のことを気に入っており、必ずと言っていいほどばいきんまんに連れて来るよう命令するのでパン工場に行く途中に襲われることが多い。ロールパンナと同様、彼女が登場する話には大抵メロンパンナがよく登場する。
ゆず姫の鳩（ゆずひめのはと）
性別 - 不明 / 初登場回 - TV第503話B「メロンパンナとゆず姫」
ゆずじいや
声 - 松尾銀三→山寺宏一→中村大樹→相沢まさき
性別 - 男 / 初登場回 - TV第503話B「メロンパンナとゆず姫」
ゆず姫の世話をしている小さな家老。ゆず姫に立派なお姫様になってもらおうと厳しくしつけているが、居眠り癖があるため、しばしば稽古中に城を抜け出されてしまう。ゆず姫と同じく薙刀を武器にしており、鳩に乗って空を飛んで移動している。薙刀の腕は衰えを見せず、かつぶしまんの蕎麦作りを手伝った際には、蕎麦生地や薬味のネギを薙刀で完璧に切ってみせたことで住民から拍手喝采を受けた。ゆずを大量に投げるゆず攻撃も装備する。早口言葉が苦手。近年は城を抜け出したゆず姫を追ったり、ばいきんまん達と戦ったりと出番や活躍が増加している。
ゆずじいやの鳩
性別 - 不明 / 初登場回 - TV第503話B「メロンパンナとゆず姫」
ちゃわんむしまろ
声 - 鈴木勝美
性別 - 男 / 初登場回 - TV第518話A「アンパンマンとちゃわんむしまろ」
顔は蓋付きの茶碗で平安貴族の格好をした、風流で上品な男性。伝統のおいしい茶碗蒸しの作り方を教えている。一人称は「まろ」で、語尾に「〜でおじゃる」をつける。立派な屋敷に住んでおり、牛車に乗ってゆっくりと風流を探して気分がいいと舞を踊ったり和歌を作ったりしている。スポーツも万能。頭から銀杏を大量に飛ばし笏でノックする「銀杏ボール」が攻撃技。
牛（うし）
性別 - 不明 / 初登場回 - TV第518話A「アンパンマンとちゃわんむしまろ」
ちゃわんむしまろの牛車をけん引する牛。ちゃわんむしまろはこの牛がけん引する牛車で旅をする。一時期ばいきんまんの仕業でバイキンメカうしにすり替えられたこともあった。
ビクビクちゃん
声 - 七緒はるひ
性別 - 男 / 初登場回 - TV第579話A「よわむしおばけのビクビクちゃん」
臆病で弱虫なお化けの子。暗がりの森の中にある古い洋館に住んでいる。怖がらせるお化けになるのが夢だったが、愛されるお化けになることにした。些細なことですぐ怖がるが、彼自身もお化けであるがゆえに初対面の者に怖がられてしまうことがある。強くてかっこいい者に憧れている。たびたびばいきんまんに悪戯で怖がらせられるが勇気を出して立ち向かうこともある。物怖じしない気持ちが強くなると体を巨大化させることができる。
ちびおおかみ
声 - かないみか
性別 - 男 / 初登場回 - TV第627話B「アンパンマンとオオカミおばけ」
恥ずかしがり屋なオオカミの男の子。オオカミ森に住んでいる。満月やばいきんまんとドキンちゃんが作った丸い物を見てしまうと巨大なオオカミおばけに変身して悪さをする。そのために、森には恐ろしいオオカミおばけが出るという噂が広まり滅多に人が来なくなってしまったため、寂しさのあまり友達が欲しいと思っていた。満月を見ないようにアイマスクを着けており、立ち寄った彼と同じく善悪の心を持つロールパンナが手にリボンを結び、そばにいたこともあった。オオカミおばけを変身させるため、ばいきんまんにアイマスクを取られたり、丸い物を見せられて変身するというパターンが非常に多い。ただし、ばいきんまんとドキンちゃんが作った丸い物を壊すと元に戻る。尻尾を長く伸ばすことができ、それで泥沼にはまったクリームパンダ達を助けた。
同じかないみかが演じる「メロンパンナ」とは、クリスマススペシャルで1回だけ共演した事がある。
しらたまさん
声 - 伊倉一恵
性別 - 女 / 初登場回 - TV第698話A「アンパンマンとしらたまさん」
本名は「つきの しらたま」。新しい芝居やダンスを求めて旅をしているトップスター。一人称は「わたし」だが、芝居の時は「僕」や「わたくし」になる。青を基調とした男装の服とシルクハットを着けている容姿端麗な美女。金髪碧眼でアイシャドウを付けているが、初登場時には髪色を変えるシーンがあった。上演後は共演者や観客においしい白玉料理を食べさせてくれる。思い込みの激しい性格で、ばいきんまんのことを悪役専門の俳優でアンパンマンの友達だと思っており、いつも快く迎え入れている。アンパンマンとの真剣勝負さえも芝居と思われてしまうため、ばいきんまんが苦手としている相手の1人である。当初はアンパンマンも積極的に俳優として迎え入れていたが、近年では彼の大根役者振りに見切りを付けほとんど期待を寄せなくなり、人数合わせや代役などのため仕方なく舞台に立たせることが多い。次の芝居にばいきんまんを誘うよう頼まれるため、アンパンマンも彼女を少し苦手に思っている。一部の話ではばいきんまんが乗り気で芝居したこともあった。シルクハットから飛び出す「白玉攻撃」が武器だが、最近では主に剣術を使うことが多く、その実力はばいきんまんと互角に渡り合うほど。シルクハットを投げたこともあった。また、歌唱力とダンスも相当なものであり、彼女が登場する際は必ず自作のテーマソングを歌い踊りながら登場する。映画第16作同時上映「つきことしらたま〜ときめきダンシング〜」ではつきこという助手がいた。ミュージカルでは剣士の格好をすることが多い。ドキンちゃんにとって彼女は憧れの的で「しらたま様」と呼んでいる。ばいきんまんなどを含め、呼び捨てにされることはほとんどない。また、彼女が共演したゲストと共に芝居をする話が多い。モデルは元タカラジェンヌの紫吹淳。
つきこちゃん
声 - 石黒彩（元モーニング娘。）
性別 - 女 / 初登場回 - 映画第16作同時上映「つきことしらたま〜ときめきダンシング〜」
しらたまさんの付き人。しらたまさんと一緒にミュージカルに出演するのが夢。

#### でんでん一座
年中、旅興行をしている芝居の一座。上演した後、観客達に手作りのおでんを食べさせてくれる。チームワークが自慢。時代劇が専門だが、稀に「シンデレラ」や「白雪姫」などのお伽話や西部劇の公演も行う。また、だいこんやくしゃだけが登場する話もある。
だいこんやくしゃ
声 - 坂口哲夫
性別 - 男 / 初登場回 - TV第351話B「アンパンマンとだいこん役者」
だいこん座長の弟子で、でんでん一座の花形スター。顔が大根になっており、オカマ口調で少しドジな性格。当たり芸は大根おろしの技。名前が「大根役者」だが、演技に関しては人一倍厳しい。彼に憧れているしろかぶくんには特に厳しく接しており、時には冷たい態度を取ることもあるが、それらは全て彼の芝居に対する熱意や頑張りを理解し、将来に期待しているがゆえの言動であり、本当は誰よりも彼のことを深く思っている。かつては、でんでん一座にいたのだが、お芝居の失敗から、脱退して旅に出た。その際に、さつまあげどんとつみれくんも、回想のシーンにいた。しかし、彼らとだいこん役者はお互いに知らないという設定になっている。ばいきんまんが悪役のイメージに似合っていたので初めは彼を追いかけていた。悪戯をするばいきんまんに対しては、悪役としてお芝居に登場すれば成功すると期待しつつもお仕置きをする。だいこん座長より発言力や存在感が強く、一座の実権は概ね彼が握っている。
キャラクターショー『君こそスターだ！だいこん役者、大騒動！』では、役者を募集していたところをばいきんまんに出会い、彼の口車に乗せされアンパンマンと鉄火のマキちゃんを苦戦させるが、駆け付けたかつぶしまんに惚れたことで結果仲間割れになった。最終的にはショーに登場した人物全員で芝居をすることになった。
映画第10作目『てのひらを太陽に』ではブラック大魔王にでんでん一座で唯一石にされずに活躍した。映画『とばせ！希望のハンカチ』ではきらきら希望サーカスの団長を務めた。
だいこん座長（だいこん ざちょう）
声 - 田原アルノ、代役：山寺宏一、大塚明夫
性別 - 男 / 初登場回 - TV第271話A「アンパンマンとおでん一座」
でんでん一座の座長。白頭巾の役が大得意。だいこんやくしゃと同じく顔が大根になっている。お人好しな性格で、座長であるにも関わらず主役をやらせてもらえなかったり（セリフや出番すらないこともある）、弟子のだいこんやくしゃにタメ口で扱き使われたりすることを気にしており、たびたび「わし、座長なのに…。」とぼやいている。若い頃はふろふきだいこん座長の元で芝居の修行をしていた。
しろかぶくん
声 - 冨永みーな→渕崎ゆり子
性別 - 男 / 初登場回 - TV第498話A「アンパンマンとしろかぶくん」
顔がカブの男の子で、一座の新人。裏方の仕事での下積み時代を経て、現在は主役から脇役まで演じる傍らおでん作りも担当している。だいこんやくしゃのような有名な役者になるのが夢。少し慌て者だが真面目で責任感が強く、自身の失態で一座の公演が初めて中止に追い込まれた時には自ら責任を取るつもりで一座を脱退しようとしたことがある。生まれ故郷はひなた村で実家には祖父母が暮らしている。だいこんやくしゃと同様、彼がメインの話も多い。
ゆでたまごちゃん
声 - 南杏子→長沢美樹→原えりこ→佐久間レイ→長沢美樹
性別 - 女 / 初登場回 - TV第271話A「アンパンマンとおでん一座」
顔がゆで卵の女の子で、一座の看板娘。優しい性格で芝居を台無しにしたばいきんまんにもおでんを分けてあげたことがある。しろかぶくんを働かせすぎるだいこんやくしゃに真っ向から異論を唱える強かさも持ち合わせている。妹におでん三姉妹のたまごのタマちゃんがいる。
さつまあげどん
声 - 桜井敏治→坂本千夏→山寺宏一→梅津秀行→柳沢三千代→内田直哉→坂本千夏
性別 - 男 / 初登場回 - TV第271話A「アンパンマンとおでん一座」
顔が薩摩揚げの男性。かつて、だいこん役者とお芝居をした経験が、だいこん座長の回想で描かれるも、その話を聴いた際には、だいこん役者の存在を知らなかった様子。
ちくわん
声 - 江森浩子→中村ひろみ→坂本千夏→山寺宏一→中村ひろみ→すずきももこ
性別 - 男
初登場回 - TV第271話A「アンパンマンとおでん一座」
顔が竹輪の男の子。
さんくんトリオ
初登場回 - TV第271話A「アンパンマンとおでん一座」
でんでん一座の裏方を仕事している三人組。
つみれくん
声 - 小島悠理→柳沢三千代→坂本千夏→宮川美保→かないみか→坂本千夏→佐久間レイ→滝沢ロコ→佐武宇綺
性別 - 男
顔がつみれの男の子。紙吹雪などを降らせる裏方をやっている。かつて、だいこん役者とお芝居をした経験が、だいこん座長の回想で描かれるも、その話を聴いた際には、だいこん役者の存在を知らなかった様子。

こんにゃくん
声 - 山本圭子（第271話Aパート）（1994年2月28日）→中村ひろみ→浅井清己→山寺宏一→佐久間レイ
性別 - 男
顔がコンニャクの男の子。

こんぶくん
声 - 亀井芳子→伊藤静→佐久間レイ→ゆりん→沖佳苗→島本須美
性別 - 男
顔が昆布の男の子。
ふろふきだいこん座長
声 - 山寺宏一
性別 - 男 / 初登場回 - TV第1152話A「ばいきんまんとでんでん一座」
でんでん一座の先代の座長で、だいこん座長の師匠。顔が風呂吹き大根になっている。現在もでんでん一座の芝居小屋の舞台に彼の写真が飾ってある。

## 敵キャラクター

### ばいきんまんと仲間たち
バイキンのキャラクターたちや、アンパンマンとよく敵対するキャラクターたちを紹介する。ただし、話によっては敵として登場しないこともある。

#### バイキン城の関係者
ばいきんまん（英：Baikin-man）
声 - 中尾隆聖
性別 - 男 / 初登場回 - TV第1話「アンパンマン誕生」」
バイキン星から赤ちゃんの時にやって来た黴菌。■トップ画にもいる。一人称は「俺様」だが、極稀に「俺」と言うこともある。悪さと悪戯が大好きで、いつも皆に迷惑をかけて困らせているならず者。意地悪で暴れん坊だが、ドキンちゃんやばいきん仙人、みみせんせいやでかこ母さんには頭が上がらない。綺麗な物が大嫌いで花や宝石を壊したり、ばら撒いたり、汚したりすることになるが、満天の星やオーロラ姫のオーロラに見惚れる描写もある。風呂や掃除など清潔に関連することが嫌いであるため、掃除されると身体が縮む。アンパンマンをやっつけるために生まれ、そのために生きている。アンパンマンたちに敗れ、吹っ飛んで退散する時の捨てセリフは「バ〜イバ〜イキ〜ン！」。
ドキンちゃん（英：Dokin-chan）
声 - 鶴ひろみ（第13話 - 第1389話Aパート、映画：第1作 - 第29作）（1988年12月26日 - 2018年1月19日）→冨永みーな（第1390話Aパート - 、映画：第30作 - ）（2018年1月26日 - ）、佐久間レイ（代役：2017年クリスマススペシャル）
性別 - 女 / 初登場回 - TV第13話A「アンパンマンとドキンちゃん」
バイキン星から突然やって来た黴菌の女の子。■トップ画にもいる。ばいきんまんの手助けをする。一人称は「私」または「あたし」。わがままな性格で、いつもばいきんまんを扱き使うが、優しい一面を見せることもある。しょくぱんまんに一途な恋心を寄せている。
ホラーマン
声 - 肝付兼太（第159話Aパート - 第1330話Aパート、2016年クリスマススペシャル、映画：第3作、第5作 - 第28作）（1991年11月25日 - 2016年10月21日、2016年12月23日）→矢尾一樹（第1376話 - 第1680話Aパート、映画：第29作 - 第35作）（2017年10月6日 - 2025年1月10日）→岡本幸輔（映画：第36作 - ）
性別 - 男 / 初登場回 - 映画第3作目「とべ! とべ! ちびごん」、TV第159話A「アンパンマンとホラーマン」（TVデビュー）
1991年（平成3年）初登場。ひょうきんな骸骨のお化け。2本の骨が付いたボロボロの灰色のTシャツを着ている。体は自由にバラバラになることができ、頭のみが独立して動くことも可能。胸の小骨を用いてピッキングもできる。以前は頭蓋骨の形をした岩山の洞窟に住んでいたが、現在はバイキン城に居候しているが、普段は広大な自然の原っぱを散歩している。お人好しで少々お調子者だが憎めない性格で、基本的には誰にでも優しいため誰とでも仲良くなれる。初期はドキンちゃんのためにアンパンマンを襲うが、失敗ばかりして敵味方双方に笑われる始末であり、次第にアンパンマン達とも仲良くなった。料理が得意であり、ゲストキャラクターに料理を習うことも多い。ドキンちゃんに炊事や掃除をはじめ家事全般を押し付けられている。ばいきんまんにドキンちゃんからのお使いを丸投げされることも少なくないが、マイペースのため、すぐに忘れてしまう。神出鬼没で、想像もつかない場所から登場することも多い。怖がられることはほとんどないが（突然現れてばいきんまん達を驚かせることは多い）、暗がりの中にいる時に突然リアル顔で現れ、直面した相手を怖がらせることがある。TV版ではデジタル移行後は全く、ばいきんまんとは行動せず、アンパンマンに会うことが多い（特にハイビジョン移行後の場合、肝付が担当していた時は出番も少なくなった）。自身がお化けであることは自覚しているが、「妖怪」呼ばわりされて怒ったこともある。得意技は、シャツについた骨を投げる『ホネブーメラン』。
公式サイトでは「アンパンマンとばいきんまんの両方の仲間」と紹介されている。TV版ではアンパンマン側にいることが多いが、映画版ではドキンちゃん目当てからかばいきんまん側に付いていることが比較的多い。自ら積極的に悪事に加担することは少ないが、ばいきんまんに騙されて鉄骨ホラーマンにされたり、しょくぱんまん相手だと面白がって参加している。彼がメインの場合、ドキンちゃんに好きになって欲しい、もしくは自分を磨くために他のゲストキャラクター（ばいきん仙人、いなりずしのみこと、ちゃわんむしまろ、チェロヒキーさんなど）に弟子入りするエピソードが多い。話の流れは先述の2種類であり、後者の場合はアンパンマンの仲間のように振る舞うことが多く、仲良くなったゲストキャラクターを守るためならばいきんまんに攻撃を仕掛けることも厭わず、傍にドキンちゃんがいても目もくれないことさえある。いずみのせい、さくらちゃん、オオカビさんなどの個人的な知り合いも多く、登場初期は彼らをアンパンマン達やばいきんまん達に紹介するエピソードも多かった。パン工場へ出入りする機会も多く、ジャムおじさんのパンの配達を手伝ったりもする。いわゆる中立的な立場にいるキャラクターだが、自身のキャラクターソングの歌詞にも「敵と思えば味方」「くるくる変わる裏切り嘘つき」などとあるように非常に気まぐれな性格で、作中で何度も相手側へ寝返ったりすることがある。この特性故、30分回やTVスペシャルでは彼のみ未登場である回も多い。（出番があったとしても、ほんの僅かのみで本編には全く関わらない場合もある。）
ドキンちゃんのことが好きだが、いつも彼女にストーカーのように付きまとうため、彼女からはかなり嫌がられている（顔の輪郭がしょくぱんまんと似ているため、ドキンちゃんの妄想シーンにまで割り込んで来ることも）。しかし、本人は全く自覚しておらず、嫌われても懲りずに付きまとっている。ドキンちゃんに単刀直入に太ったことを指摘して怒られるなど、デリカシーのない一面もある。ドキンUFOにしがみ付いてでも彼女と接近しようとするが、中に入れてもらえることはほとんどなく（いつの間にか中に入っていて彼女を驚かせることもある）、たまに入れてもらえてもUFOの操縦を任せられたりする場合がある（本人は『ドキンちゃんのためなら』と喜んで引き受けている）。ピンチになったドキンちゃんを守ろうとヒーローになりきることもあるが、彼女には全く期待されていない。しょくぱんまんに嫉妬することもあるが、恋の鞘当てを演じることは滅多にない（夢の世界で戦ったことはある）。ドキンちゃんに同調して彼を応援することもある。TV第746話A『はしれ!ホラーマン』ではドキンちゃんが高熱によって寝込んでしまったため、熱取り草の薬を一生懸命探し、終盤で薬を飲ませて元気に復活したことがある。
一人称は「わたし」または「ホラーマン」（キャラクターソングでは「おれ」）。丁寧な口調で、よく語尾に「ですね〜」を付け、逃げ出す時は「サヨナラ、サヨナラー」と言って逃げ、怖い物を見ると「怖いですね〜、ホラーですね〜」と言う。初期は語尾に「ホラー」と付けていた（現在では口癖として使っている）。ばいきんまんとドキンちゃんの喧嘩の巻き添えを喰らったり、アンパンマンにやられバイキン城に落ちて来たばいきんまんと衝突し体がバラバラになるなど損な役回りが多い。毒舌な一面も見られ、ヘマをやらかしたばいきんまんを悪し様に言うこともある。その一方で、ばいきんまんのことを尊敬している一面もあり、2007年誕生日スペシャル「みんなのヒーロー!アンパンマン」ではばいきんまんの半生を振り返る映画のようなものをドキンちゃんに鑑賞させていた。極端なポジティブ思考の持ち主でもあり、あざみちゃんからの悪口も全て自身への助言だと解釈してしまうほどである。
映画第3作で初登場した時はドラゴン島にいて、ちびごんの飛ぶ練習を手伝っていた。弱気になるちびごんを叱咤激励し、練習から逃げようとすればそれでは自分のためにならないと窘めるなど、他の映画では見られない活躍をする。なお、あまり敬語では話さず、ドキンちゃんとの絡みもわずかである。
実は貴族の出身らしく、先祖もしくは遠縁にあたるホラー男爵が古城の肖像画に描かれていた。
モデルは映画評論家の淀川長治で、「サヨナラ、サヨナラー」や「怖いですね〜」などの言い回しは日曜洋画劇場で解説を務めていた淀川の名ゼリフのパロディである。やなせは、ホラーマンは一回で消えるキャラクターだと思っていたが、いつの間にか人気者になり、本人もお気に入りのキャラクターになった。「ドキンちゃんに一途な愛情を寄せる純な奴」「善悪が曖昧で、いい奴なのか悪い奴なのかさっぱりわからない」「神出鬼没で、どこからでも急に現れることができるのが面白い」などと彼の持ち味を評価している。
コキンちゃん
声 - 乙葉（映画：第18作同時上映）→平野綾
性別 - 女 / 初登場回 - 映画第18作同時上映「コキンちゃんとあおいなみだ」、TV第905話B「アンパンマンとコキンちゃん」（TVデビュー）
ドキンちゃんの妹 。泣き虫であり、嘘泣きの名人。彼女の青い涙にかかると誰でも悲しくないのに泣いてしまうが、汚れを浄化させたり、畑の野菜をみずみずしくさせたりする効果もある。また、大量の涙を流すことができ、溢れ出る涙により、洪水や雪崩を引き起こすことができる。自分の思い通りにいかないと、すぐ泣き落としをかける。ばいきんまんはいつも彼女の涙の被害に遭っており（ドキンちゃんはあらかじめ傘を差して涙を凌いでいるのに対し、ばいきんまんは傘が開かないなどのトラブルで大抵逃げ遅れてしまうほか、傘を差しても涙がかかることもある）、同じバイキンの仲間であるが苦手としている人物の1人。
しかし、本当に悲しい時には泣く事もある。
食いしん坊で食い意地が張っており、ばいきんまんやドキンちゃんに負けず劣らずの大食い。顔とわがままな性格はドキンちゃんにそっくりだが、体色は青で頭の角に赤いリボンが巻かれている。たまに、胸にKをかたどった水色のマークの青い半袖の服を着てくる。クリームパンダとは喧嘩もするが仲が良い。お姉ちゃん的役割であるドキンちゃんに会うためにバイキン星からやって来た。
ドキンちゃんのことを「（ドキン）お姉ちゃん」と呼び慕っているが、自身の身勝手な行動が災いし姉妹喧嘩になってしまうことが非常に多く、時々嘘泣きの涙でドキンちゃんを泣かせるシーンも見られているほか、TV第1163話B『コキンちゃんとハンバーガーキッド』、TV第1239話B『コキンちゃんとチーズフォンデュさん』、TV第1497話A『コキンちゃんとふでじいさん』、TV第1538話A『コキンちゃんとたまごのくに』では嘘泣きでばいきんまんとドキンちゃんの2人を泣かせて逃げ出す場面もあるため、傘を差すことはなかった。彼女の嘘泣きを初見で見抜ける者は少なく、だいこんやくしゃには演技力の高さを見込まれ、芝居の出演オファーを受けたことがある。
迷惑をかけることはあるが、悪事を働いているわけではないため、アンパンマン達や町のみんなからも仲良くされている（町に届けるためのパンを盗み食いしたりなど、ばいきんまんに近い行動を取ることもあるが、怒られることはあってもお仕置きを受けることはない）。そのため、アンパンマン達をやっつけようとするばいきんまんを涙で妨害することもある。バイキン星からやってくるときは、何の前触れもない上、バイキン城を滅茶苦茶にしたりケーキなどのお菓子を勝手に食べたりするため、ばいきんまん達は扱いに手を焼いている。そのためばいきんまんがばいきん仙人の家に預けたこともあり（置いて帰ろうとしたがその間修行をさせられる羽目になった）、それが縁でばいきん仙人とも仲がよい。しょくぱんまんを巡ってドキンちゃんと揉めたこともある（なお、コキンちゃんはしょくぱんまんを呼び捨てにしている）。一人称は「コキンちゃん」（自己紹介の時は「わたし」）。テレビアニメ版では2007年（平成19年）放送時（関東地区）に登場し、以降は準レギュラー扱いでたびたび登場している。バイキン星から前触れもなく突然現れ、まともにバイキン城から入ってきたことは一度もない。前述の通りドキンちゃんの妹のため、彼女が登場する話には以前はばいきんまんで話が終わるパターンのみだったが、近年は彼女が登場する話でもパン工場で話が終わるパターンも増えた。
ドキンちゃんの出番が1度も無く、2人の関わりが全然無い 珍しい回もある。
数は少ないが、話によっては 物語の開始早々から既にバイキン城に遊びに来ている 珍しい回もある 。
2018年（平成30年）に『それいけ!アンパンマン』放送30周年特別企画として、過去にアンパンマンに登場した全キャラクターを対象としたキャラクター人気投票「いちばん すきなの だあれ?」を実施した結果、ドキンちゃんを上回る1,804票を獲得し、アンパンマンとばいきんまんに次ぐ第3位を記録した。

##### ばいきんまんの手下たち
かびるんるん
声 - 柳沢三千代、佐久間レイ、山寺宏一、萩原えみこ、津久井教生 他（TV・映画シリーズ）、郷里大輔、梁田清之（映画：第4作同時上映）、山岡三子（映画：第9作）、相橋愛子、川名真知子（映画：第16作同時上映）、金田朋子（映画：第20作）、坂本千夏（映画：第25作）、藤井恒久（映画：第31作）
性別 - 不明 / 初登場回 - TV第2話A「アンパンマンとばいきんまん」
ばいきんまんの最も代表的な手下。常に集団で行動しており、バイキン城のどこにでも現れる。アニメ初期のころはパン工場やごみ捨て場などから現れ、ばいきんまんの指示とは無関係に自由に動いている。「カビたち」と呼ばれることもあった。総数については、ばいきんまんも把握できていないほど多い。増殖する原理は不明。話す言葉は「カビー」のみ。初期の頃は、ばいきんまんを「親分」と呼びながら会話しているシーンがあった。基本的な体色は、朱色・黄色・青（初期のころは青が大半であった）であるが、例外として、白や、黒のかびるんるんもいる。
主に雑用、諜報活動や不衛生行為を行い、アンパンマンなどにカビを生やして力を奪うことができる。巨大なバイキンメカを作るときは、ばいきんまんと共に作製に従事する。ホラーマンと同様、バイキン城で食事を作ることもある。バイキンメカを操縦、またはメカから射出されてアンパンマンを攻撃したり、複数のかびるんるんが合体して巨大化することや、集団で集まって大きな手や骸骨、ハンマーなどを形成して攻撃することができる。剣術にも長けており、ばいきんまんと同様に変装もできる。バイキンメカの錆を落とすことができる。初期は、ばいきんまんの手の大きさくらいだったが、後にばいきんまんの頭と同じくらいの大きさになっている。不潔な場所を好み、綺麗な環境に暮らすことはできない。ばいきんまんと同様食いしん坊で（とりわけ甘いものが大好物な様子）、殺菌作用があるものや、カレーパンマンのカレーやトンガラシのトンガラ飴などの辛い物や熱い物が苦手。また、実際のカビと同様、乾燥した空気も苦手。
基本的には皆ばいきんまんには忠実で主人として慕っている。一度、ばいきんまんがご飯をくれないことに怒って喧嘩し家出したことがあるが、メカかびるんるんが暴走したときにばいきんまんを助けようとしたことで仲直りした。ほかにもばいきんまんとはおやつを取り合ったりすることもあるが、無事に帰ってきた時には涙して抱き合うなど、固い主従関係で結ばれている。ホラーマンと同様、ばいきんまんとドキンちゃんの喧嘩の巻き添えを喰らうことがある。映画版では、ばいきんまんの新曲の挿入シーンやバイキンメカの開発、バイキンメカの攻撃技のサポートや小型メカに乗っての登場が多い。映画の黒幕に関連しているものに変装していることもある。
ちくりん
声 - 神代知衣
性別 - 不明 / 初登場回 - TV第22話A「アンパンマンとちくりん」
ばいきんまんの手下で、サボテンの怪物。頭や手足に生えたトゲで刺され毒を注入されると誰でも眠ってしまう。かびるんるんと同じく複数の仲間達がいるが、初登場時やブラックちくりんの話では一匹のみ登場することもある。出番は少ないが、アンパンマンの仲間のゲストキャラクター達が大勢で出てくる時、その中に紛れ込んでいることがある。
べろべろまん
声 - 佐久間レイ、山寺宏一 他
性別 - 不明 / 初登場回 - TV第23話B「アンパンマンとソフトクリームマン」
ばいきんまんの手下。青い手に顔と足が付いたような外見をしている。口から出したままの舌で何でもべろべろと舐めて、バイキンをばらまき、舐められた人はべとべとになる。かびるんるんと同様に大勢の仲間達がいて、諜報活動や不衛生行為をする。甘い物が大好きで、ドキンちゃんと共に甘いものが食べたくて騒いだことがある。アイスマントリオ（ソフトクリームマン・アイスキャンディーマン・フラッペちゃん）や、キャンディ姫、カカオくんなどのお菓子のキャラクターが登場する時によく姿を見せる。また、かびるんるんと一緒に登場して、悪さをすることもある。かびるんるん、やみるんるんと比べると登場頻度は少ない。
また、かびるんるん同様に、合体して巨大化する事も出来る。
巨大べろべろまん
性別 - 不明 / 初登場回 - TV第1557話A「ハロウィンマンとキャンディ姫」
複数のべろべろまんが合体して巨大化した姿。ハロウィンのお菓子を奪おうとするが、アンパンマンとハロウィンマン、キャンディ姫に倒される。
たこるんるん
性別 - 不明 / 初登場回 - TV第53話A「アンパンマンとイルカの星」
ばいきんまんの手下。かびるんるんに似ているが、蛸のような口と手足が特徴。集団で海に来たアンパンマン達に吸い付いて力を奪う。
やみるんるん
声 - 佐久間レイ、山寺宏一 他
性別 - 不明 / 初登場回 - TV第108話B「アンパンマンとぎんいろまん」
ばいきんまんの手下。集団で空を真っ暗な闇で覆い尽くす。体は丸く色は黒。目の色は、黄緑とオレンジである（初期は赤や黄色もいた）。かびるんるんと同じような手足と触角がある。眩しい光が苦手。もともとは宇宙生物で、ばいきんまん以外にもハテナ姫などの主人に仕えているときもある。1999年（平成11年）以後、登場頻度が極端に増えて準レギュラーキャラクターとなり、映画にもよく登場する。ぎんいろまん、キララちゃん、がいとうさんなどの光や灯りに関連したキャラクターが出るときや、ロールパンナなどをブラック化する時などでよく登場する。SLマンの火室に侵入し力を奪うこともできる。かびるんるんやべろべろまんと同様に諜報活動や不衛生行為や悪さをする。また、2000年代になってから、ばいきんまんと喧嘩やもめ事などをしたり、お菓子の取り合いなどをしたり、仲良くするシーンがしばしば見られる。ばいきんまんは、バイキンUFOからかびるんるんと間違えてやみるんるんを出したことがある。
ムシバキン
性別 - 不明 / 初登場回 - TV第207話A「はみがきまんとアンコラ」
ばいきんまんの手下。紫、黄色、緑の仲間がたくさんいる。ばいきんまんの作ったあんこの中にいて、持っている槍でアンコラの歯を虫歯にした。ムシバキンマンとは無関係。ばいきんまんと同じく綺麗な物が大嫌いで、はみがきまんに磨かれると消滅し、アンコラの口の中にいたムシバキンはアンパンマンとはみがきまんの2人で1体も残らず消滅できた。
毒きのこ（どくきのこ）
性別 - 不明 / 初登場回 - TV第240話「バイキンサーカスとブラックピエロ」
べたべたまん
性別 - 不明 / 初登場回 - 2012年TVスペシャル「ドレミファ島のクリスマス」
ばいきんまんの手下。噛んだガムのようにべたべたとしている。集団でくっ付いたり、離れなくなったりする。また、べたべたと何にでもとりついて物を汚す。相手を動けなくしたり、物の品質を悪化させる能力を持つ。剥がそうとするとものすごい形相になる。

##### ばいきんまんのロボットと生物兵器
- フランケンロボくんについては「#虹の岬の住人」の節を参照。
- ナゾパンマンについては「#原作・絵本版の登場キャラクター」の節を参照。
- バイキンメカについては、バイキンメカを参照。

ニセパンマン
声 - 大滝進矢
性別 - 男性 / 初登場回 - TV第22話A「アンパンマンとちくりん」
アンパンマンの偽者。ばいきんまんがパン工場から盗んで来た小麦粉で作ったパン生地にかびるんるんのカビと、強力な「バイキンイースト」を混ぜて、自分で造った竃で焼いて出来た。服の真ん中にはニコちゃんマークの代わりにばいきんまんの顔のマークが付いている。本物のアンパンマンより一回り大きくとても力が強い。本物をボコボコにしたような厳つい顔で、「ガギグゲゴ」としか言わない。自分の体を巨大化させる事も出来る。アンパンマンと戦うも、ちくりんと衝突して爆発してしまった。原作ではアンパンマンとは交戦せずにアンパンマンを刺そうとしたちくりんが間違えてニセパンマンを刺してしまったが、爆発はせずに眠ってしまい体内に溜まった悪いガスが爆発して消滅した。
ダイキンマン
声 - 鈴木勝美
性別 - 男性 / 初登場回 - TV第25話A「アンパンマンとぽんぽんじま」
ぽんぽん島に辿り着いたアンパンマン達をやっつけるために、ドキンちゃんの操作で作られた、赤くて巨大なばいきんまん。ばいきんまんが発明したバイキンゴムにバイキンガスを入れることで作られる。アンパンマン号を襲うが、アンパンマンを追いかけるうちに、ぽんぽん島の制御装置に衝突して破裂してしまい、制御装置自体も壊れてしまった。
怪獣（かいじゅう）
性別 - 不明 / 初登場回 - TV第58話A「アンパンマンとこくばんまん」
こくばんまんを騙したばいきんまんが自分で描いて誕生させた巨大な怪獣。全身真っ赤で背中に棘を生やしている。口からは緑色の炎を吐く。黒板から誕生したので、黒板消しが弱点であり、最後はこくばんまんが描いた大量のアンパンマン達によって跡形も残らず消されてしまった。
バイキングゴリラ
性別 - 不明 / 初登場回 - TV第79話B「アンパンマンとねんどのネンコちゃん」
ばいきんまんがネンコちゃんを騙して作らせた巨大な粘土のゴリラ。力がとても強い。
クモラ
声 - 三ツ矢雄二
性別 - 不明 / 初登場回 - TV第135話A「アンパンマンとかいじゅうクモラ」
ばいきんまんがばいきん仙人の魔法の杖で作った巨大な雷雲の怪物。アンパンマンを苦戦させたが、雲であるため風には弱く、アンパンマンの起こした竜巻で吹き散らされてしまった。
アマグモラ
声 - 山崎たくみ→山寺宏一→堀之紀→横尾博之→岡本幸輔
性別 - 不明 / 初登場回 - TV第148話B「雲のもくちゃんとかいじゅうクモラ」
ばいきんまんの手下。ばいきんまんが発明した巨大な雨雲の怪物。雨を降らし、2本の角から雷を落とす。小型の雨雲を射出し家屋へ侵入させ、水浸しにしてしまうこともできる。ダブルパンチを喰らっても短時間で自己再生が可能。
アンパンマン音楽館「グー」の「あおいなみだ」ではコキンちゃんの涙の被害者として登場。ばいきんまんやどんぶりまんトリオ、もくちゃんやちゃわんむしまろと共にコキンちゃんを追いかける最中に雷を落としたことで、ばいきんまんと共に舞台の下敷きになりその場にいた面々と共にコキンちゃんの涙を浴びてしまった。
ジャイアントばいきんまん
初登場回 - TV第224話「アンパンマンとジャイアントばいきんまん」
ばいきんまんがミシンさんに無理やり作らせた、ばいきんまんを模した巨大なぬいぐるみ。ばいきんまんの命令で動く。物を壊すことはできないが、踊りまわることであちこちにカビをまき散らす。ぬいぐるみのドキンちゃん・しょくぱんまん・ジャンボアンパンマンの活躍で退治された。
ジャンボかびるんるん
声 - 山寺宏一
性別 - 不明 / 初登場回 - TV第280話A「メロンパンナとクレヨンの国」
クレヨンの国のクレヨンでばいきんまんが描いた絵が実体化して出来た、灰色の巨大なかびるんるん。
おばけパン
声 - 鈴木琢磨→岡本ナミ
性別 - 不明 / 初登場回 - TV第387話A「ばいきんまんとおばけパン」
ばいきんまんが発明した一つ目のパンのお化けで舌はばいきんまん同様に青くて長い。集団で町中の食べ物を横取りしたり、合体して巨大化したりする。圧倒的な団結力で町を荒らし、アンパンマンらを苦戦させるなど実力は高い。カレーパンマンのカレーを食べたことで自我を制御できなくなり暴走を始め、ばいきんまんの命令も聞かない。再登場時には一匹のみで登場した。
バイキンビイダマン
声 - 増岡弘（第439話Aパート）（1997年8月8日）
初登場回 - TV第424話B「アンパンマンとバイキンビイダマン」
びいだまんを模した自律行動型の巨大ロボット。外見はびいだまんに似ているが顔はばいきんまんそっくり。鼻から出す黒い水で、みんなを紫のビー玉に変えてしまう。カレーパンマンたちやびいだまん、またパン工場をビー玉に変えたものの、ビー玉になったみんなの反撃を食らい、さらにパン工場が変化した巨大ビー玉の体当たりで吹き飛ばされた。
再登場したときは、そっくりのダミー人形を使って撹乱し、アンパンマンとびいだまん（と誤ってドキンちゃんも）を紫ビー玉に変えてしまうが、元の姿に戻ったびいだまんの放水を受け、ビー玉に変えられてしまい、バイキンUFOと衝突して吹き飛んでいった。
くろだるまん
声 - 坂本千夏
性別 - 不明 / 初登場回 - 1999年TVスペシャル「アンパンマンとメリークリスマス！」
ばいきんまんの手下。バイキンインクロボから発射される黒インクから生まれた生き物で、何でも黒く汚してしまう。また、空を飛ぶこともできる。大勢で相手にとりついて、黒い雪だるまの状態にすることもできる。元のインク状態に戻ることも可能である。大量のインクで巨大くろだるまんになる。実力はユキダルマンより上手である様子。大量のユキダルマンの猛攻に押されていたが、最終的に消滅したのかどうか不明である。また、絵本では6人のパン戦士やあかちゃんまん、ゆきだるまん、はみがきまん、おそうじまん、フルフルらの猛攻に押され消滅した。
ジャイアントくろだるまん
性別 - 不明 / 初登場回 - 1999年TVスペシャル「アンパンマンとメリークリスマス！」
バイキンインクロボの大量のインクから出来た巨大なくろだるまん。口から黒いインクを吐き出す。バイキンインクロボを上回る大きさで、アンパンマンの攻撃をものともしないほどの力を誇る。しかし、大勢のゆきだるまんによって動きを封じられ、その隙に「回転アンパンチ」により、粉砕され元のインクに戻った。
巨大くろだるまん
性別 - 不明 / 初登場回 - 絵本「アンパンマンとゆきだるまん-アンパンマンのふしぎなくにシリーズ」
くろだるまんの巨大版。ばいきんまんの作った黒インクからできた雪だるま。口から雪を吐き出し、また、圧倒的なパワーも誇る。当初はばいきんまんの命令には忠実的だったが、アンパンマンを倒してから、ばいきんまんにも逆らい、世界を自分のものにしようと企む。しかし、ひのたまこぞうによって消滅する。
クレヨンモンスター
声 - 志村知幸
性別 - 不明 / 初登場回 - TV第598話A「クリームパンダとクレヨンの国」
クレヨンの国のクレヨンでばいきんまんが描いた絵が実体化して出来た巨大な怪獣。体の色はばいきんまんに騙されたクレヨンマンたちが塗って出来た。口から黒い泥を吐き出す。クレヨンマンたちが描いた大砲の白い弾で消滅した。
にじおばけ
声 - 長沢美樹
性別 - 不明 / 初登場回 - TV第800話「アンパンマンとにじおばけ」
バイキン城でばいきんまん達が虹を絵具のように使っていた時に突如生まれた巨大なお化け。当初はばいきんまんのことも敵視していたが、ばいきんまんが町を汚すことを提案したため、それに賛成してばいきんまんの味方になった。体色は虹の7色で、虹と同じ配列であるが、色ごとの幅は虹より広い。汚い物が大好きで、口から緑色の泥を吐き出して何でも汚す。その泥は汚すだけでなく物を固めてしまう効果もある。水に弱く、濡れると溶けてしまう。虹の国でばいきんまん達が作った暗い色の虹の織物から現れたこともある。絵本では「ヨゴスンダー」と呼ばれており、こちらが正式名称の扱いとなった。初登場回と再登場の話ではばいきんまんの意思とは関係なく偶然生まれたが、第1260話「ロールパンナとにじの国」以降からばいきんまんの意思により出現し、虹の国と関係なく登場することが多くなる。また、メロンパンナ、ゆず姫、あかちゃんまん、アメちゃんのような一部のキャラクターと仲良くなる回もある。
のりかいじゅう
性別 - 不明 / 初登場回 - TV第856話B「あかちゃんまんとクレヨンの国」
クレヨンの国のクレヨンでばいきんまんが描いた絵が実体化して出来た、糊のチューブを模した巨大な怪物。頭から出す糊を撒いて動けなくする。
バイキンにんにく
性別 - 不明 / 初登場回 - TV第1433話B「ホラーマンとにんにくこぞう」
ばいきんまんの発明した紫色のにんにくの形をした化け物。にんにく和尚に変装したばいきんまんがホラーマンとにんにくこぞうを騙して、町の人たちに配らせた。食べ物を食べることで体が大きくなり、更に集団て合体して巨大化も可能。頭の草蔓でアンパンマンを圧倒するが、にんにくを食べたホラーマンとにんにくこぞうにより倒された。

#### バイキン星の関係者
ばいきん仙人（ばいきんせんにん）
声 - 矢田稔
性別 - 男 / 初登場回 - TV第26話A「アンパンマンとバイキンせんにん」
バイキンの仙人で魔法使い。遠い山奥の一軒家でひとり暮らしている。ばいきんまんを特訓するために地球にやってきた とも、ばいきんまんより先に地球に来ていたともいわれている。何はともあれ、バイキンの世界では有名な仙人らしい。ドキンちゃん同様、バイキンなのに入浴を好む。
体色はばいきんまんと同じ黒だが、触角はドキンちゃんやコキンちゃんと同じく頭頂に1本だけ生えている。■緑色系（ライトグリーン）の長い髭を蓄えている。仙術を使う時は手に持っている魔法の杖を使用している。杖を光らせればボールのような小さな物からバイキン城内の大規模な設備まで動かすことができる。夢はこの世にバイキン帝国を興し、その帝王になることだが、積極的に悪事を働くことはない。ばいきんまんからは「様」付けで呼ばれており、ばいきんまんが敬語で話す数少ないキャラクター。雲でできた空飛ぶスポーツカーを乗り回しドキンちゃんをドライブに誘ったりしている。基本的に温和な性格だが、少々無責任な節もある。冷静さを失いやすいばいきんまんとは対照的に、あまり物事に動じない。実力もロールパンナを軽くあしらうほど高いが、ばいきんまん同様にお調子者な面もあり、迂闊な失敗をすることもある。博識で何でも知っており、ロールパンナに悪い心を植え付けたバイキン草の存在をばいきんまんに教えたのは彼である。
ばいきんまんに対しては厳しく、ばいきんまんが彼の所へ訪れたり、逆に彼がバイキン城へやって来るたびに修行や特訓をさせたりする。アンパンマンに敗れた彼を「愚か者」「未熟者め」「修行が足りん」などと厳しく叱りつける。誰に対しても威張り散らしているばいきんまんも彼には頭が上がらない。また、ばいきんまんにアイテムを貸すことがあるが、そのアイテムの重要な弱点などは最後にまとめて話すため、ばいきんまんはその弱点を聞かずに帰ってしまいそれが原因で敗北するケースも少なくない。自身の元へ訪れたホラーマンに家の掃除をさせたりなど人使いの荒い所もある。ドキンちゃんからは「おじいちゃん」と呼ばれており、彼女に頼まれると何でも引き受けてしまうなど女の子に弱い面がある。ホラーマンと同様、しょくぱんまんに焼き餅を焼くこともある。メロンパンナにも好意を持っていて、コキンちゃんにも優しい。また、ホラーマンや、こむすびまんなどの努力家にも一目置いている。アンパンマンと直接絡むことはほとんどないが、面識はある 。
バイキン大魔王（バイキンだいまおう）
声 - 笹岡繁蔵
性別 - 男 / 初登場回 - TV第206話「アンパンマンとバイキン大魔王」
バイキン族の中でも最強と言い伝えられている大魔王。自分が世界一強いと自負しており、事実初登場時においてはにんじゃのニャンジャやしょくぱんまんやカレーパンマン達を一瞬のうちに倒してまわり、アンパンマンらが繰り出すトリプルパンチにもビクともしない頑丈さをも見せた。性格は短気で傲慢な一面が強く暴力的、一人称は「俺様」である。ばいきんまんやドキンちゃんもその暴君ぶりに手を焼いていた。ばいきんまん達標準サイズのキャラクターの数十倍の大きさの巨大な体の持ち主。その拳骨は岩山を一撃で砕くほどの破壊力がある。口から青い火を吐いたり、背中の翼で空を飛んだりすることも出来る。アンパンマンやアンパンマン号の攻撃を食らってもビクともしないほど強いが、メロンパンナのメロメロパンチで戦意を喪失した隙に、アンパンマン号の鎖を巻き付けられ、空に舞いあげられて建設中の自分の城に叩き付けられ、ダメージを負って自分の世界に帰っていった。メロンパンナは彼を「マオちゃん」と呼んでいる。
絵本『アンパンマンとマオーのしろ』では、「ばいきんマオー」と呼ばれ、デザインも若干変わっている。なお、原作絵本ではこの話がメロンパンナ初登場回であった。
絵本『アンパンマンとドキンちゃんのゆめ』では、本物のドキンちゃんとまったく外見では見分けられないほどの変装（または変身）を披露した（チーズのみ匂いで気付いた）。
キャラクターショーではアンパンマンをやっつけるために、再びばいきんまんに呼び出され復活するが、『アンパンマン体操』を踊ったばいきんまん達に憤慨し襲おうとするも、駆け付けたアンパンマンたちによって反撃され、退散した。
あかちゃん魔王（あかちゃんまおう）
声 - 佐藤智恵
性別 - 男 / 初登場回 - TV第245話「アンパンマンとあかちゃん魔王」
バイキン大魔王の赤ちゃん。バイキン星から送り込まれたタマゴから生まれた。体は大きくて力が強い。ばいきんまんにアンパンマンを倒すように教育されるがみるくぼうやと仲良くなり、最後にはバイキン星に帰っていった。
その後、DVD『アンパンマンとはじめよう! お歌と手あそび編 ステップ1 元気100倍！おゆうぎしようね』で、バイキン城に遊びに来ており、ドキンちゃんと仲良く手遊び歌を楽しみ、ばいきんまんも成り行きで付き合わされる事になった。
翼竜（よくりゅう）
性別 - 不明 / 初登場回 - TV第245話「アンパンマンとあかちゃん魔王」
あかちゃん魔王のお世話をしたり、籠に入れて運んだりしている巨大なドラゴン。
アカキンマン
声 - 山寺宏一（映画：第8作同時上映）→三ツ矢雄二（第413話Bパート、ゲーム『にこにこパーティ』）（1997年1月31日）
性別 - 男 / 初登場回 - 映画第8作同時上映「ばいきんまんと3ばいパンチ」、TV第413話B「アンパンマンとゆめのくに」（TVデビュー）
バイキントリオの1人。ばいきんまんを助けるためにアオキンマンと一緒にバイキン星からやって来た。姿はばいきんまん・アオキンマンにそっくりだが、体色は赤く、短気かつせっかちな性格で、口よりも手が先に出るタイプ。ドキンちゃんに見とれていて、本人は気に留めなかったが、彼女からは「アカチンマン」と呼ばれていた。ただし、ホラーマンがそう呼ぶと怒りを露わにしていた。また、挿入歌「バイキントリオ3ばいパンチ」では、相次いで彼の邪魔をするホラーマンに対しての怒りか、3番のサビではかなりはっちゃけていた。ばいきんまん・アオキンマンと力を合わせると3倍の強さになるが、なかなかタイミングが合わない。
アオキンマン
声 - 福留功男（映画：第8作同時上映）→増岡弘（第413話Bパート）（1997年1月31日）→山寺宏一（ゲーム『にこにこパーティ』）
性別 - 男 / 初登場回 - 映画第8作同時上映「ばいきんまんと3ばいパンチ」、TV第413話B「アンパンマンとゆめのくに」（TVデビュー）
バイキントリオの1人。アカキンマンと一緒にバイキン星からばいきんまんを助けにやって来た。姿はばいきんまん・アカキンマンにそっくりだが、体色は青く、のん気で忘れっぽい性格で少しのことでは驚かず、間延びした口調が多い。その上、アカキンマンから叩かれても気にしないほどマイペース。ドキンちゃんに見とれていて、本人は気に留めなかったが、彼女からは「アホキンマン」と呼ばれていた。ただし、ホラーマンがそう呼ぶと怒りを露わにしていた。ばいきんまん・アカキンマンと力を合わせると3倍の強さになるが、なかなかタイミングが合わない。
VHSパッケージでは、バイキントリオが重なって同時に直接パンチを繰り出しているシーンがあるが、実際は3人のバイキンUFOから繰り出すマジックパンチからの連続攻撃である。

#### ヒヤリ城の関係者
ドクター・ヒヤリ
声 - 千葉繁、宝亀克寿（代役：第318話Aパート）（1995年2月13日）
性別 - 男 / 初登場回 - TV第260話「ドクター・ヒヤリとおばけの城」
1993年（平成5年）初登場。ばいきんまんの仲間のマッドサイエンティストで自称・天才発明家。助手のヒヤリコや自分が生み出したお化けたちとヒヤリ城に住んでいる。初めは城に来た人を驚かすだけだったが、ばいきんまんと共謀して人工的にお化けを作る装置を利用、町を何度となく襲う。ばいきんまんと同等またはそれ以上に悪知恵が働く。丼型の円盤に柵がついた浮遊タイプのメカニックを愛用している。「ヒャーヒャッヒャッ！」という甲高い笑い声が特徴。映画『ゆうれい船をやっつけろ!!』『ハピーの大冒険』『だだんだんとふたごの星』などでも悪役として登場しており、『ゆうれい船をやっつけろ！！』では、ロールパンナからまごころ草の花粉を抜き取り、ブラックロールパンナを誕生させている（メロンパンナやロールパンナに対し研究対象として興味を抱いている）と、パンに関連することにも関心がある（後にパンおばけを作るのに成功した）。自身が作ったお化けや発明品をばいきんまんに貸すこともあるが、ばいきん仙人と同様それらの欠点や注意点は最後にまとめて話すため、ばいきんまんは聞かずに行ってしまうせいで負けることが多い。また、ばいきんまんと共に「バイバイキ～ン！」と言いながら飛ばされることもある。
また、ばいきんまんを巨大化させた「パワーアップドリンク」や、ロールパンナを善の心のロールパンナ・悪の心のロールパンナの2人に分裂させた薬「フタリニナール」、自分専用の「ヒヤリUFO」などの発明もある。本拠地はヒヤリ城だが、頭蓋骨の形をした山がある島（『ゆうれい船をやっつけろ！！』では「ガイコツ島」、または「ドクター・ヒヤリの島」と呼ばれる）にも基地を持っている。
『だだんだんとふたごの星』以降長らくアニメへの出番はなかったが、2018年（平成30年）のクリスマススペシャルで9年ぶり（テレビアニメ版では2008年〈平成20年〉のクリスマススペシャル以来10年ぶり）に登場した。
ヒヤリコ
声 - 柳原可奈子
性別 - 女 / 初登場回 - 映画第20作同時上映「ヒヤヒヤヒヤリコとばぶ・ばぶばいきんまん」、2008年（平成20年）のテレビアニメスペシャル「フランケンロボくんのビックリクリスマス」（TVデビュー）
ドクター・ヒヤリの助手の女の子。ヒヤリ城で留守番をしたり色々な薬を研究したりしているが、失敗ばかりでいつもドクター・ヒヤリに怒られている。
ヒヤリのゆうれい
性別 - 不明 / 初登場回 - 映画第7作目「ゆうれい船をやっつけろ！！」、1997年（平成9年）のテレビアニメスペシャル「メレンゲシスターズのクリスマス」（TVデビュー）
ばいきんまんにとっての、かびるんるんのようなポジションであるお化けの集団。コウモリや岩石など、様々なものに化けることができる。木など、集まって大きなものにも変身できる。カレーパンマンのカレーには弱い。
初登場時はナメクジを元に作ったお化けという設定だった。そのため、塩には弱い。
なまけオバケ
声 - 柳沢三千代
性別 - 不明 / 初登場回 - TV第260話「ドクター・ヒヤリとおばけの城」
取り憑かれると何もやる気が起きなくなるお化けの集団。色は青緑。
笑いオバケ（わらいオバケ）
声 - 一龍斎貞友
性別 - 不明 / 初登場回 - TV第260話「ドクター・ヒヤリとおばけの城」
取り憑かれると笑いが止まらなくなるお化けの集団。体色は黄色。
大食いオバケ（おおぐいオバケ）
声 - 山崎たくみ
性別 - 不明 / 初登場回 - TV第260話「ドクター・ヒヤリとおばけの城」
取り憑かれるとお腹がパンクするまで食べ続けるお化けの集団。色は赤。
巨大オバケ（きょだいオバケ）
声 - 山崎たくみ
性別 - 不明 / 初登場回 - TV第260話「ドクター・ヒヤリとおばけの城」
ジャムおじさんが開発したオバケ吸い取り掃除機で吸い取られたなまけオバケ・笑いオバケ・大食いのオバケの群れが合体して出来た巨大なお化けで色は深緑。ばいきんまんに化けたバケルくんにヒヤリから弱点を聞き出し、メロンパンナに助っ人を頼まれたかぜこんこんやユキダルマンがアンパンマン達と協力し凍らされトリプルパンチに敗れた。
チョコおばけ
性別 - 不明 / 初登場回 - TV第318話A「バレンタインとチョコおばけ」
取り憑かれるとチョコレート嫌いになるお化けの集団。溶かしたチョコレートをかけられると固まってしまう。
ヒヤリケンシュタイン
声 - 中村大樹
性別 - 不明 / 初登場回 - TV第430話A「ドクターヒヤリとゴーストハウス」
ドクター・ヒヤリが恐怖を元に作った巨大な怪物ロボット。光る目を見た人は怖くて動けなくなる（催眠術に近い）。恐怖の感情をエネルギーにする。そのため、おかしさや笑いには弱い。
再び登場した際は、さらに力をつけていたが、棺から復活する際にドキンちゃんが花を落としたことで、花を愛する優しさをつけていた。そのため、メロンパンナと仲良くなり、アンパンマンをばいきんまん達の攻撃からかばう。ヒヤリらが倒されたあとは、自我に従い旅に出た。
ひやりんりん
声 - 岡本幸輔
性別 - 不明 / 初登場回 - TV第466話A「アンパンマンとひやりんりん」
何にでも取り憑いて凍らせる氷のお化けの集団。外見はべろべろまんに似ている。また、TV第1670話『かがやけ太陽！アンパンマンと氷のせかい』では、パワーアップした事により目つきも悪くなっている。
くしゃみおばけ
声 - 岩居由希子
性別 - 不明 / 初登場回 - TV第482話A「ドクター・ヒヤリとくしゃみおばけ」
取り憑かれるとくしゃみが止まらなくなるお化けの集団。くすぐると体から離れる。
チビツリー
声 - 坂本千夏
性別 - 不明 / 初登場回 - 2002年TVスペシャル「勇気のほのおとクリスマス」
クリスマスツリーの飾りを食べるお化けの集団。食べることで巨大化していき、合体してツリーデーモンになる。
ツリーデーモン
性別 - 不明 / 初登場回 - 2002年TVスペシャル「勇気のほのおとクリスマス」
チビツリーの大群が合体して巨大なクリスマスツリーの怪物になった姿。合体中にホラーマンを取り込んでしまったため、頂点には逃げ遅れたホラーマンの頭がある。回転して種子を飛ばして攻撃する。
パンおばけ
性別 - 不明 / 初登場回 - TV第943話A「ドクター・ヒヤリのパンおばけ」
ドクター・ヒヤリがアンパンマンを徹底的に研究して作ったお化けの集団。取り憑かれた者はパンがとても恐ろしい物に見えてしまう。ばいきんまんが町の人々に憑依させ、パンはおろかアンパンマンやメロンパンナをも怖がらせる。さらにはジャムおじさん達にも取り憑かせアンパンマンの新しい顔を焼けなくしてしまうが、水が弱点であることが発覚する（ヒヤリ曰く「アンパンマンを研究して作ったのだから彼と同様水に弱いのは当然」）。その弱点を聞かなかったため、その後降り出した雨で町中のパンおばけは1匹を残し全て消滅してしまった（残りの1匹はヒヤリ城でばいきんまんに取り憑いた）。
ビックリスマスオバケ
性別 - 不明 / 初登場回 - 2008年TVスペシャル「フランケンロボくんのビックリクリスマス」
取り憑かれるとクリスマスの記憶を無くしてしまうお化けの集団。合体してグレートビックリスマスオバケになる。
グレートビックリスマスオバケ
声 - 山寺宏一
性別 - 不明 / 初登場回 - 2008年TVスペシャル「フランケンロボくんのビックリクリスマス」
ビックリスマスオバケの大群が合体して巨大化した姿。尻尾の先から黒い泥を打ち出す。
ヒヤリコング
声 - 岡本幸輔
性別 - 不明 / 初登場回 - TV第1515話B「メロンパンナとヒヤリコング」
ばいきんまんがアンパンマンをやっつけるためにヒヤリに作らせたゴリラ型のメカ。フルーツを食べた者の命令を聞くが空腹になると暴走する。ドキンちゃんが実験用のフルーツを全部食べてしまったため暴走するが、メロンパンナがリンゴを与えたことでおとなしくなり、メロンパンナたちと仲良くなった。その後、ばいきんまん達にフルーツを与えられ無理やり暴れさせられるも自分に優しく接してくれたメロンパンナに制止され、彼女を庇いばいきんまん達を裏切る。事件後、フルーツのたくさんある国へ行くといい、メロンパンナに再会の約束をして旅立って行った。

#### その他の味方
ストローこうもり
声 - 西川幾雄→緒方賢一（A）、辻谷耕史→山寺宏一（B）、蓮池龍三（C）、崎浜秀弥（D）、三ツ矢雄二（代役）
性別 - 男 / 初登場回 - TV第40話「アンパンマンとどんぶりまんトリオ」
口がストローの形をした紫色のコウモリ。ゆうれい城に大勢の仲間と住んでいる。お化けに変装して城に入って来た人を驚かせていたがしょくぱんまんに正体を見破られてしまった。驚かせていたのは誰にも平和な暮らしを邪魔されたくないためだと告白してアンパンマンやどんぶりまんトリオ、しょくぱんまんたちと和解した。ばいきんまんに利用（催眠術、嘘言、脅迫）されて彼の仲間に加わることもあれば、アンパンマン側へ寝返ることもあり、話によって立ち位置が変わる。話し言葉は鳴き声だけの時もあれば、関西弁を使う場合ある。映画『りんごぼうやとみんなの願い』では、呪われた絵本に封印された黒い体色の別個体が大勢いて、仲間と合体してマジョーラという恐ろしい魔女になり、和解することもなかった。
ムシバキンマン
声 - 内海賢二（第140話Bパート - 第1175話Aパート）（1991年7月8日 - 2013年5月31日）→龍田直樹（第1405話Bパート - ）（2018年5月18日 - ）
性別 - 男 / 初登場回 - TV第140話B「アンパンマンとムシバキンマン」
はみがきまんのライバルの虫歯菌。絵本『アンパンマンとはみがきやま』など、話によってはばいきんまんの弟分とされていることもある。一人称は「俺っち」。体色は青緑色で、ばいきんまんと同じような角と尻尾とギザギザの歯が特徴（ただし、角は頭のてっぺんに1本だけある）。体型も小柄であること以外はばいきんまんに似ているが、バイキン星との繋がりはない模様（はみがきまんの漫画では、バイキン星出身ということになっている）。笑い方は「ムシシシシ！」。手に持っている虫歯棒という槍で相手の歯（もしくは頬）を突くと、突かれた人は虫歯のような痛覚に襲われる。その虫歯ははみがきまんの歯ブラシでないと治せない。また、この虫歯棒を使って地面、街灯、建物などを刺して攻撃すれば、黒く汚す事も出来る。はみがきまんに磨かれると小さくなるが死んでしまうことはない。甘い物が大好きな反面、塩は天敵であるために苦手である。バイキン城に出入りすることが多く、はみがきまんを倒したり町の住民を虫歯で苦しめたりするためにばいきんまんと協力するが、ばいきんまんを無視して勝手な行動を取ったり仲間割れしたりすることもある。同じ外見の仲間がたくさんおり、TV第410話B『アンパンマンとはみがきやま』では大軍団ではみがきやまを襲撃している。はみがきまんと同様虫歯予防デーの時期に合わせて登場することが多かった。
ムシバルンルン
性別 - 不明 / 初登場回 - TV第284話A「はみがきまんとムシバキンマン」
ムシバキンマンの手下。外見はムシバキンマンの顔にかびるんるんのような手足と触角がついているような姿。ばいきんまんが奪ったアリンコキッドの青い拳銃の力で巨大化したムシバキンマンの命令で、町の人々を虫歯にしたり、はみがきまん達を襲ったりする。ムシバキンマンの口から大量に飛び出してくるが、アリンコキッドのお陰で巨大化したはみがきまんに成敗された。
どろみずまん
声 - 松本保典（第60話Bパート）（1991年12月2日）→高木渉（第929話Aパート - ）（2008年3月7日 - ）
性別 - 男 / 初登場回 - TV第160話B「アンパンマンとどろみずまん」
泥沼に住む泥水の化け物。汚い物が大好きで、綺麗な物を見ると、口から吐き出す泥水で汚してしまう。その為、ばいきんまんは 初めて どろみずまんと会った時に、そんな彼の性格に感動して自分から「仲良くしよう！」と笑顔で言って手を組み、どろみずまんの方も仲良くなっていた。泥水に隠れて移動したり、体の形と大きさを変えたり、分身も可能。おそうじトリオの清掃道具に憑依して周囲を汚すこともできる。一人称は「オレっち」で、語尾に「ドロ」を付けて話す。ばいきんまんには協力的だが、彼に命令されて「お前もやれ」と返すなどやや反発的な面もある。洗濯や綺麗な水が苦手。ばいきんまんと共に撃退されバイキン城に墜落した際に、城中が泥塗れになりドキンちゃんに怒られてしまうパターンが多い。
「ナガネギマン」に変装したばいきんまんと共に悪さをした時には、体を大きな乗り物の姿に変えてばいきんまんを乗せて移動しながら大勢の人々に迷惑をかけており、分身を取り込んで巨大化する事で、一度に大量の泥水を吐き出せる能力を見せた。
ばいきんまんと同じように飛ばされる時に「バイバイキーン」と言う事もあるが、「ドロドロキーン」と言う事もある。
余談だが、初登場から17年も出番が無かった為か、2回目の出番の『ばいきんまんとどろみずまん』では、ばいきんまんから完全に忘れられていた。
振り付けダンスDVD『おどろうよ！アンパンマンたいそう&レインボーたいそう』では、『虹をつくる歌』の映像で、かびるんるん、ちくりん、レインボー王子と仲良く踊った。
おばけ花（おばけばな）
性別 - 不明 / 初登場回 - TV第172話A「アンパンマンとおばけばな」
巨大な人食い花のお化け。口のような花と細長い舌で動物や植物を食い荒らす。口から出す種子で自分の分身を大量に作ることが出来る。

### その他の敵キャラクター
利害の不一致によってアンパンマンたちと敵対してしまうことがあるキャラクター。
話によっては、ばいきんまんと組むこともあれば、ばいきんまんとアンパンマンの敵になることもある。また、ごく稀にアンパンマンたちの味方になったり、終始悪事を働かなかったりすることもある。
かぜこんこん
声 - 郷里大輔（第7話Bパート - 第1022話Aパート）（1988年11月14日 - 2010年2月12日）→銀河万丈（第397話Aパート、第1190話 - ）（1996年9月23日、2013年10月4日 - ）、山寺宏一（映画：第17作）
性別 - 男 / 初登場回 - TV第7話B「アンパンマンとかぜこんこん」
北の果の氷の国（氷の柱、氷の洞窟、雪山、氷の谷など）に住む、ゾウのような長い鼻が特徴の巨大な怪物。
ロバおじいさん曰く「山のように大きな体をしたとても恐ろしい奴」で、パン工場を襲撃した際に工場の煙突を見下すほどだった。
氷の国以外の場所にも現れることがある。映画『ハピーの大冒険』では、野山にある洞窟に住んでいた。寒い北風が大好きで、温かい春や南の島などの暖かい場所は苦手だが、夏祭りに参加したこともある。鼻息は寒風または吹雪となり、それを浴びると誰でも風邪を引いて、寝込んでしまう程の寒さである。また、建物は凍ってしまう。話によっては、氷の塊を吹き出す。
語尾に「こん」を付けて話すこともあれば、「かぜこんこん」と発するだけでコミュニケーションをとったこともある。また、「俺」「俺様」「おいら」「僕」と一人称が穏やかな時と凶悪な時とで変化する。初登場時には、凶暴な性格で、ばいきんまんが恐縮するほど高慢な態度を執っていた。この回では、元気100倍アンパンマンに風邪を引かせようとするも自分の長い鼻が絡まって窒息しそうになり、「もう二度と風邪を引かさない」と約束してアンパンマンに助けられた。原作絵本版では、長い鼻が体中に絡まりはするが、アンパンマンと和解する展開にはなっていない。かぜこんこんが約束を守って氷の国におとなしくしていると、風邪を引いたみんなはすっかり元気になった。
約束を破って冷たい風を吹いたとても、アンパンマンたちを助けるためだったり、催眠術・嘘言・脅迫などでばいきんまんに操られていたためだったりするため、事情を知ったアンパンマンたちと和解するという結末がアニメ初期には多かった。ただし、例外として、TV第250話「消えたジャムおじさん」（1993年〈平成5年〉9月27日）では、アンパンマンたちの妨害役として登場し、和解する場面はなかった。メロンパンナに頼まれてアンパンマンたちを応援した際には、ばいきんまんに「俺様達の味方じゃなかったのか！？」と問われ、「メロンパンナちゃんの味方だこん！」と言い返している。
ところが、ロールパンナと初めて出会った時は、自分の意思で暴れたり、初めて「かぜこんこん」しか言葉にしなかったり、「敵はアンパンマンだろ」と言うばいきんまんの言葉に反応し、メロンパンナとも敵対関係になったりと、キャラクター設定が大きく異なっていた。
以降、氷の国までやってきたばいきんまんやドキンちゃんに誘われて躊躇うことなく大暴れして、アンパンマンやメロンパンナたちに退場させられる展開が多くなった。稀にだが、単独で街へ行って暴れたり、アンパンマンを踏み潰そうとしたこともあった。戦意喪失してばいきんまんとは別方向に帰っていったり（第690話B『ショウガナイさんとかぜこんこん』、第728話B『らーめんてんしとかぜこんこん）』など）、和解したりする描写もある（第774話B『ナベぶぎょうとかぜこんこん』、第1431話B『タオルくんとかぜこんこん』）。
寒さには強いはずなのに、暗い氷の洞窟の中で 何故か氷漬けになって動けなくなっていた事もある。
ばいきんまんと悪事を働く最中にお腹が減って 食事をする事もある。
『アンパンマンとバイキン大軍団』では、黒バラ女王、こおりおに、化石の魔王に比べ、柔らかい性格になっていた。ばいきんまんに指図されるままに悪事を働き、ドキンちゃんの願いを聞いてしょくぱんまんを庇ったり、アンパンマンを倒すのにあまり関心がなかったりと、ホラーマンのような存在になっている。
テレビアニメのオープニングアニメーションなど歌のシーンに登場する際は、アンパンマンの敵のような存在でいることが多い。
また、同じく巨大なアンコラとコンビで描かれていることが多い。
映画版やテレビアニメのクリスマススペシャルでは、ほとんどの場合、アンパンマンたちと友好的でいる。例外として、映画第1作『キラキラ星の涙』では、ばいきんまんの歌の中でばいきんまんに風邪を引かせていた。映画第4作同時上映のBパート『カレーパンマンとSLマン』では、謎の強盗団の一員として悪事を働いている。
振り付けダンスDVD『おどろうよ！アンパンマンたいそう&レインボーたいそう』では、『虹をつくる歌』の映像で、アンコラ、へどろまん、レインボー王子と共に仲良く踊った。
キャラクターショー『ひとりぼっちのかぜこんこん』では、地球温暖化によって住めなくなってしまうことをばいきんまん達に相談していた。寒い所に住んでいるため、もともと風邪を引かせるつもりがなくても近づくと風邪を引いてしまうらしい。
アンパンマン音楽館でも悪役として描かれており、「とべ！カレーパンマン」ではこおり鬼や氷の女王と共にシリアスに描かれたり、「パンナのパンチ」でメロンパンナのメロメロパンチでにメロメロにされたり、「いくぞ！ばいきんまん」では氷の女王や化石の魔王と共にバイキン城の崩壊におびえるなどコミカルな悪役として描かれていた。
へどろまん
声 - 緒方賢一、梁田清之（映画：第4作同時上映Bパート）、滝口順平（代役：1992年クリスマス回）
性別 - 男 / 初登場回 - TV第15話B「アンパンマンとへどろまん」
海の汚れから誕生した巨大な泥の怪物。全身がヘドロでできており、海坊主のような姿をしている。
長い舌と口から出すヘドロが武器。甘いものが好き。一人称は「オレ」で、語尾には「どろ」を付けて話す。
初登場時は横暴な性格だったが、その後は温厚でのん気な性格になった。周りを汚して困らせるためにアンパンマンの敵として登場することが多い。自分の意志で悪さをして単独で困らせることもあるが、ばいきんまんが首謀者という場合、ばいきんまんの嘘言を真に受けたり脅迫されたりで素直に手を組むことが多い。本人はあまり悪いことをするつもりはなく、倒された後、アンパンマンと和解する話もある。いわば、ホラーマンやかぜこんこん達と同じポジションにいる。
本質的に不定形で、そのため、アンパンマンのアンパンチやおむすびまんの杖術、こむすびまんのビー玉などの物理的攻撃を喰らって体が壊れてもすぐに再生できる。暑さに弱く、乾燥すると土に戻ったり体が小さくなったりする。
初登場時では両足がある姿をしており、以降の話でも足がある時もある。また、初登場時は 片言な口調の話し方をしていた。
初登場時は家来を欲しがっていて、相手の顔を舐めてから味で決めていた。そして、ドキンちゃんと手を組み、アンパンマンやめいけんチーズを気に入って2人を家来にしようと追いかけるが、アンパンマン号の熱風で乾かされてアンパンチで粉々になり、最後は花壇の肥料になった。その後、ばいきんまんに海を汚されたことで復活した。以後は泥沼に住んでいるが、クレヨンの国のクレヨンの落書きや水たまりの国などの異世界でもばいきんまんに汚された水域ならどこにでも出没する傾向がある。
テレビアニメのオープニングアニメーションでも、敵役として出てくる場合と、アンパンマンに笑顔を向けている場合がある。映画版本編では、第1作『キラキラ星の涙』や第31作『アイスの国のバニラ姫』に一瞬だけ登場するが、敵役ではなかった。同時上映で登場する時は敵役として登場する。例えば、第4作同時上映のBパート『カレーパンマンとSLマン』では謎の強盗団の一員として登場している。第8作同時上映『ばいきんまんと3ばいパンチ』では、アンパンマンたちのことを誤解して攻撃してくる。第11作同時上映のAパート『おむすびまんと夏まつり』ではちくりんと一緒に善玉キャラクターのモブとして登場している。また、OVA『わかるかな いろ・かたち』では、カバオくんが見つけた不思議な地図の世界に住んでおり、泥をかき回して様々な形に変化させる力を披露した。
テレビシリーズでは2006年の『びいたんとへどろまん』を最後に登場していなかったが、2025年に放送された『こむすびまん ふたり旅』にて19年ぶりに登場した。当初はばいきんまんに「家来になれ」と言われるが「もうばいきんまんの言うことを聞かない」と誓っており一度は無視するも、ばいきんまんが池を汚した事で復活できたので彼に感謝をしており、復活したばかりで空腹だった為にばいきんまんに「言うこと聞いたら何でも食べさせる」と約束され、おむすびまんとこむすびまんを襲う。
振り付けダンスDVD『おどろうよ！アンパンマンたいそう＆レインボーたいそう』では、『虹をつくる歌』の映像で、かぜこんこん、アンコラ、レインボー王子と共に仲良く踊った。
キャラクターショーでは、ばいきんまんがへどろまんを復活させ、「バイキン草のエキス」をかけて最強の怪物にしようとしたが、油断して逃げられてしまい、ロールパンナを利用して「バイキン草のエキス」をかけようとしたこともあった。ショーでのへどろまんはばいきんまんを父親と慕っており、最後まで戦いにはならなかったものの、アンパンマン達に迷惑をかけた罪を償って元の土へと戻っていった。
氷の女王（こおりのじょおう）
声 - 吉田理保子（映画：第1作）→小原乃梨子（第157話Bパート - 第1440話Bパート、映画：第20作）（1991年11月4日 - 2019年2月8日）→高島雅羅（2020年クリスマススペシャル - ）（2020年12月25日 - ）
性別 - 女 / 初登場回 - 映画『キラキラ星の涙』、TV第157話B「アンパンマンと氷の女王」（TVデビュー）
氷の国の氷の城に住む、全身が氷で出来た女王。片手に氷の杖を持ち、頭に複数の氷柱が生えているのが特徴。TVデビューの際には、アンパンマンもばいきんまんも彼女の存在を覚えていた。映画第4作同時上映「うたえ!夢のアンパンマン号 - アンパンマンとゆかいな仲間たち（Cパート）」までは、みずうみ姫やナンダ・ナンダ―姫達よりやや大きめだったが、現在では黒バラ女王や化石の魔王、かぜこんこん達と同じくらいの巨大である。趣味は宝石などの美しい物を集めることであり、アンパンマンの正義の心を宝石だと勘違いしたことがある。自分の城に無断で入ってきた者には容赦がなく（ばいきんまんやドキンちゃんにも同様）、口から吐き出す吹雪で凍らせてしまうため、結果的に敵役として登場することが多い。彼女がまだ悪さをしていない際にはアンパンマンも敵視せずに関わろうとしている。映画で初登場した時は悲しい涙を凍らせて宝石に変えていたが、現在では凍ったキャラクター自体が宝石と変わることもある。吹雪の威力はしょくぱんまんを氷漬けにし、ひのたまこぞうを消滅寸前、元気いっぱいのカレーパンマンに「猛烈に寒い！」と言わせるほど、半端ではない。氷の杖から相手を凍らせる光線を発射したり 氷の柱を大量に出せて 吹雪を出す事も出来る。瞬間移動、壁や天井の すり抜けも出来る。その強力さはばいきんまんも理解しているため、巻き添えにならないように上手に彼女を味方にすることがある。彼女が登場する場合はばいきんまんの口車に乗せられるパターンが多い。ただし、ばいきんまんを助けることも特になく、気に入らないことがあれば彼にも攻撃する。つららちゃんを誘拐し、演奏を命じたこともある。太陽の熱に弱い。初期はアンパンマン号の新兵器・かまど放射で融けてしまった。また登場するため、ばいきんまんやこおり鬼同様、死ぬことはない。日光などで弱っているところに元気百倍のアンパンマンのアンパンチを受けて、粉々になって消滅したり、つむじ風になって逃げ出すことが多々ある。
これまで、大勢の人々を宝石に変えて 宝石コレクションに加えようと企んだ事もあり、特にアンパンマンの事は 1番最高な 宝石コレクションに加えようと企む事が多い。
普段は、アンパンマンとばいきんまんと ゆきおおかみ達しか名前で呼ばない事が多い 。
同じ氷の国に住む オーロラ姫の事は、ばいきんまんに紹介されるまでは お互いに存在を知らなくて 初対面となった。
映画本編ではアンパンマンの敵として登場したことが2回ある。映画第20作『妖精リンリンのひみつ』のED、映画第21作『だだんだんとふたごの星』の中、映画第4作同時上映『うたえ！夢のアンパンマン号 - アンパンマンとゆかいな仲間たち（Cパート）』の踊り、TV第200話『メロンパンナちゃん誕生』など、敵として登場しないこともある。現代のED『勇気りんりん』ではアンパンマン号の後で行進している。OPで登場する際は、かぜこんこん、こおり鬼、雪鬼と同様にアンパンマンの敵のようなポジションでいることの方が多い。
DVD『アンパンマン音楽館』にも登場しており、「パンナのパンチ」ではくらやみまん、すなおとこと共にメロンパンナのメロメロパンチでメロメロにされたり、「いくぞ!ばいきんまん」ではアンパンマンに吹雪で凍らせようとするも間違えてばいきんまんを凍らせた挙句、かぜこんこん、化石の魔王と共にアンパンチで倒され、更にはバイキン城の崩壊に全員でおびえるといったコミカルな悪役として描かれていた。
ゆきおおかみ
声 - 世田一恵、藤原大智
性別 - 不明 / 初登場回 - 映画『キラキラ星の涙』、第157話B「アンパンマンと氷の女王」（TVデビュー）
氷の女王の家来。雪で出来たオオカミ。仲間が何匹もいる。力は強く、自己再生することも可能。また数匹が合体して巨大化したこともある。しかし、カレーパンマンのカレー攻撃とひのたまこぞうの炎などの熱、メロンパンナの子守唄、メロメロパンチ、コキンちゃんの涙にも弱い。檻になって、アンパンマン達を閉じ込めたこともある。パンチをくらうと逃げたり一度砕けて元に戻ったりするが、消えてしまうこともある（映画『キラキラ星の涙』）。
雪鬼（ゆきおに）
声 - 加藤治（1989年クリスマス回 - 第638話）（1989年12月25日 - 2001年11月30日）→二又一成（第1115話Aパート）（2013年1月11日）
性別 - 男 / 初登場回 - TV第63話「アンパンマンとクリスマスの谷」
雪でできた巨大な鬼。五本指の両手と不定形な下半身が特徴。氷の国のナダレ谷に住んでいる。道行く人々には口から何でも凍らせる吹雪を吐いたり、雪崩を起こしたりして遭難させる（ばいきんまんやドキンちゃんにも同様）。雪で出来ているため、アンパンマンのアンパンチやカレーパンマンのカレー攻撃などの物理的攻撃で砕けたり溶けたりしてもすぐに再生することが出来る。雪を吸収すれば復活したり、さらに巨大化したりすることもできる。分身も得意。彼曰く「吹雪の中では不死身」、ルドルフからは「ばいきんまんのようないい加減な悪者と違って強敵」とアンパンマンやばいきんまん達にとって恐ろしい敵の1人である。しかし炎には弱く、それに苦しみがる描写がある。一方で、ばいきんまんの命令で悪事を働いたり、彼の口車に乗ってアンパンマン達を襲ったりすることもある。ばいきんまんに騙されているときは、アンパンマン達が説得をしても聞かない。そのため、和解すること無くやっつけられる。現在は雪山やスキー場にまで移動することがある。外見は巨大化したなだれおにとそっくりだが関係性は不明。一方でこおり鬼とは異なり、町を襲う描写はない。
こおり鬼（こおりおに）
声 - 山寺宏一→花輪英司（第599話Bパート - ）→西村朋紘（2001年クリスマススペシャル）→堀越省之助（第1028話Aパート）（2010年3月26日）→鈴木琢磨（第1152話Bパート - ）（2012年12月7日 - ）
性別 - 男 / 初登場回 - TV第120話B「アンパンマンと恐怖のこおり鬼」
全身が氷で出来た非常に大きな鬼。一人称は「俺様」。
氷の国の氷の洞窟（近くには天然のスケートリンクやペンギン村がある）に住んでいる。また、雪の中に埋まっていることもある。片手に氷で出来た三叉槍を持っている。口から吐き出す吹雪は何でも氷漬けにしてしまう。また、こゆきちゃんの能力でそれがさらに増幅したこともある。氷の塊を吐いたり 三叉槍で地面から氷を出す事が出来たり、周りの氷を吸収しながら巨大化する事も出来て、更には自己再生する事も出来る。自分の住処や氷を大事にし、熱に弱いので溶かされることを嫌う。その反面、自身が暴れて氷を砕いたりペンギン村を荒らしたこともある。
太陽の光が苦手だが、話によっては平気な事もある。
ばいきんまんに利用されて悪事を働くことが多い。悪事をした結果、アンパンマン達に飛ばされることもあるが、熱で溶けて小さくなったり、蒸発されたりすることもある。らーめんてんしが天敵らしく、彼の熱々スープに あっさり溶かされる描写もよくある。ばいきんまんや氷の女王同様、やられてもまた現れる。
ドキンちゃんの命令にも従い、コミカルな動きをしたこともある。反対に自身が不遜な態度を取り、怒らせれば誰にでも凍らせたり（ばいきんまんやドキンちゃんにも同様）、ばいきんまんを見下したりと雪鬼や氷の女王のような存在になることもある。
一度、こゆきちゃんの力によってパワーアップし、アンパンマンを追い詰めたこともある。
稀ではあるが、特に理由なくアンパンマンをやっつけたがる態度を見せたこともある。
かつては「うなり声」しか出さない事が多く、言葉を話す時と話せない時があったが、第1152話Bパート『アンパンマンとこおりおに』からの「4代目声優（鈴木琢磨）」に変更されてから、毎回言葉を話すようになる。ばいきんまん、ドキンちゃん以外の敵キャラクター（黒バラ女王、化石の魔王、へどろまん、なだれおになど）と組むこともあり、同じ国に住む『かぜこんこん』との共演が多い。
クリスマススペシャルでは、クリスマスプレゼントやクリスマスケーキをもらって喜んだりと敵役として登場しないことも何度かあった。しかし『アンパンマンとちいさなサンタのクリスマス』では、クリスマススペシャルで初めて『完全な悪役』としての登場となり、始めはばいきんまんに協力的だったが途中からは ばいきんまんを裏切った上に普通に言葉を話しての登場であり、最後まで和解する事が無く倒された。
映画第24作目『よみがえれ バナナ島』にも登場したが、TV版とは外見や設定が異なり無関係。
ラッピー
声 - 近藤玲子（A）、松本梨香（B）、中村ひろみ（C）
性別 - 不明 / 初登場回 - TV第132話B「アンパンマンと森のひみつ」
ラップ星のお化け。ラッパ状の口から吐き出す玉で人を包み、ラップ星に連れ去ろうとした。大勢の仲間達がいる。小型の空飛ぶ円盤に乗っている。コショウに弱く、くしゃみをすると消滅する。ドキンちゃんまで閉じ込めたことでばいきんまんまで敵に回し、アンパンマンとばいきんまんが共闘して迎え撃った。
くらやみまん
声 - 内海賢二（第166話Bパート、第821話Aパート - 第1156話Bパート）（1992年1月27日、2005年11月18日 - 2013年1月18日）→玄田哲章（第1390話Bパート - ）（2018年1月26日 - ）、武内駿輔（代役：第1672話Bパート）（2024年10月18日）
性別 - 男 / 初登場回 - TV第166話B「アンパンマンとくらやみまん」
シルクハットの中から現れる巨大な闇の怪人。初登場回では手袋の色は赤だが、再登場以降は手袋の色は白になった。巨大な黒いマントで相手を包んで、体の中にある荒廃した闇の世界に閉じ込めてしまう。紳士のように、アンパンマンやばいきんまん達に敬語で話しかけることがある。元々は手品師として体内にある闇の世界を種に使った手品を披露した後報酬として食べ物を要求し、断られると相手を闇の世界へ閉じ込めて眠らせていた。不意に攻撃をしたアンパンマンや食べ物が沢山もらえると騙したばいきんまんを敵視する。再登場からは完全な悪役として登場し、無差別に周囲の者達に襲いかかる。彼の手に掴まれただけで力が入らなくなる。闇の世界に閉じ込められた人達は、夢も希望も失ってしまいそうになる。また、睡魔に襲われたり空を飛べなくなったりする（バイキンUFOのようなメカも飛行能力が無力化される）。パン工場などの建物が閉じ込められると黒ずんで崩壊してしまうが、くらやみまんが撃退されると元の状態・位置に戻される。初登場時の闇の世界は彼1人が入れるほどの広さだったが、再登場以降は現実世界が荒廃したような広い空間を形成している。一度に複数人閉じ込められた場合、離れ離れにされることが多い。闇の世界へは彼自身も覗き込む形で入ることができるが、閉じ込められた者達に顔にしがみ付かれてそのまま脱出されてしまうパターンが多い。光や熱、明るい歌や音楽が苦手で、ばいきんまん同様、コキンちゃんの青い涙にも弱い。アンパンマンがばいきんまん達を助けたり、ばいきんまんがアンパンマン達に加勢したりするほど、アンパンマンとばいきんまんにとって共通の敵でもある数少ない存在。しかし、公式サイトのプロフィールには「ばいきんまんの仲間」と紹介されている。TV第887話A『おむすびまんとくらやみまん』と、第910話A『しょくぱんまんとくらやみまん』では、アンパンマンを倒すために、ばいきんまんと手を組んだこともあった。第1034話A『ロールパンナとくらやみまん』でも、ばいきんまんの口車ではあったものの協力している。アンパンマンミュージアムでのショーや、第1593話『かがやけ!アンパンマン』と第1671話B『ジャムおじさんとくらやみまん』のように、ばいきんまんと協力していたものの、途中で裏切るパターンもある。また、第1593話『かがやけ!アンパンマン』と 第1671話B『ジャムおじさんとくらやみまん』では、バイキン城の真上まで直接やってきた。第1430話A『どんぶりまんトリオとくらやみまん』からは、アンパンマン達を追いかける時に「闇の世界の入口は、どこにでもある！誰でも落ちる！」と言う事が、第1530話B『くらやみまんとでんでん一座』までは定番だった。
初登場回からしばらく登場はなかったが、2005年（平成17年）11月18日放送の『くらやみまんの逆襲』で再登場し、以降登場回数が多くなった。
すなのしろ
声 - 髙嶺巌（A）、津久井教生（B）、山寺宏一（C）
性別 - 男 / 初登場回 - TV第182話A「アンパンマンとすなのしろ」
砂で出来た巨大な城の魔物。パズル谷の外れの砂漠に複数の仲間達と住んでいる。流砂を起こして何でも埋めてしまう。水には弱い。元々は平和に暮らしていたが、ばいきんまん達にそそのかされてアンパンマン達とパズル谷の住民を敵視するようになった。昼寝場所を求めてパズル谷を襲ったが、ジグソー王子とパズル姫の宝物の玉の魔力で水が溢れて跡形もなく溶けてしまった。
やみの女王（やみのじょおう）
声 - 増山江威子（第194話Aパート、第668話Aパート - 第1644話Bパート）（1992年8月10日、2002年7月26日 - 2024年2月2日）→根谷美智子（第1697話Bパート - ）（2025年6月20日 - ）
性別 - 女 / 初登場回 - TV第194話A「ピカリンとやみの女王」
闇の谷に住む巨大な女王で、ピカリンが恐れるほどの悪人の1人。仮面マスクと尖った鼻、頭に3本の触覚が生えたような 青緑色のローブが特徴。手のひらから出す怪光線で何でも黒く塗り潰し、世界中を真っ暗闇にしようとする。黒く染められた者は銅像のように固まってしまうが、光を浴びると元に戻る。そのため、アンパンマン達を襲う際には暗雲を伴わせ、地上への光を遮断する。
紫色の 雲型の球体に口がついたような形をした分身の『闇のボール』を召喚する。怪光線をドーム型に展開させ、人々を闇の空間に幽閉したり、指を触手のように伸ばしたりすることもできる。右手を巨大な大蛇の姿に変えて ピカリンを襲った事もある。また、『しらたまさん』と初めて会った時は、両手を広げながら空を飛べる事も明かされたが、2025年現在では空を飛んでる場面は無い。
正体は闇のお化けの群れが集まって出来た姿。ピカリンと光が苦手である  。
クリスマススペシャルでは、『しらたまさん』の思い込みにペースを崩されることもある。
初登場の時点で、ばいきんまんとは既に知り合い同士であり、“アンパンマンをやっつける”という利害一致により、ばいきんまんと手を組むこともあり、黒バラ女王や氷の女王と比べると彼にかなり協力的だが、それでもどちらがアンパンマンを倒すかでばいきんまんと仲間割れをしたり、態度が気に入らないなどの理由からばいきんまんやドキンちゃんにも攻撃することがある。アンパンチで攻撃されて、消滅してしまう事があれば、消滅せずにばいきんまんと共に空へ飛ばされていく事もある。
くらやみまんやラッピー達と同様、ばいきんまんとは関係なく自分の意思で悪事を働くことも多く、アンパンマンとばいきんまんの共通の敵キャラクターともいえる。
映画『ブラックノーズと魔法の歌』に登場したブラックノーズも同じ闇の女王であるが、彼女との関係は不明。
オオカビさん
声 - 中嶋聡彦
性別 - 男 / 初登場回 - TV第243話B「アンパンマンとオオカビ男」
満月の光を浴びると巨大なオオカビ男に変身する小父。ホラーマンの紹介で月夜の晩にばいきんまんに町に連れてこられたため、オオカビ男に変身してカビを撒き散らし暴れてしまう。雲のもくちゃんが月を覆い隠したため、元の姿に戻った。普段は大食らいの呑気な人で、森の洞窟に住んでいる。元ネタは『狼男』から。
くろこぞう
声 - 一龍斎貞友
性別 - 男 / 初登場回 - TV第251話A「アンパンマンとくろこぞう」
真っ黒な闇のお化け。関西弁でしゃべる。一人称は「わて」。空を飛ぶ事が出来て、髪の毛から自分の分身・ミニくろこぞうを大量に作りだす事で何でも黒く塗り潰して、全てを真っ暗闇にしてしまう。強い光には弱い。「くっくっくっ くろっくろっくろ!」と高笑いをする事もある。
日中や昼間は暗い場所で大人しく過ごしており、夜じゃないと外へ出る事が出来ない為、ばいきんまんのログハウス『バイキンアジト』に勝手に入って寝ていて、ばいきんまんとドキンちゃんに出会う。ばいきんまんと協力して世界を真っ暗に染めようとしたが、とうだいまんの迫力に怖気付いて逃げようとしたが、とうだいまんのフラッシュ攻撃で消滅してしまった。
ミニくろこぞう
性別 - 男 / 初登場回 - TV第251話A「アンパンマンとくろこぞう」
くろこぞうの小型の分身。集団で何でも黒く塗り潰し、真っ暗闇にしてしまう。「くろくろくろ…」としか喋れない。
アンパンマン達が楽しみにしていた十五夜の満月を、集団で真っ黒に塗り潰した。アンパンマンの事も黒く塗り潰したが、とうだいまんのフラッシュ攻撃で消滅して、その他のミニくろこぞう達も消滅した。
水晶の魔人・アクリスタ（すいしょうのまじん・アクリスタ）
声 - 山寺宏一
性別 - 男 / 初登場回 - TV第300話「ロールパンナのひみつ」
水晶の谷を守っている巨大な魔人。尖った頭の上に2本の水晶が付いている。近づく者は口から出す光線で水晶に閉じ込めてしまう。初登場回にて、ばいきんまんと手を組んで谷に入ったアンパンマンとメロンパンナを侵入者とみなし、襲うもメロンパンナとロールパンナの投げつけた水晶で口を塞がれた隙に、アンパンマン・しょくぱんまん・カレーパンマンのトリプルパンチでばいきんまん共々バイキン城へ吹っ飛ばされた。
砂の魔王（すなのまおう）
声 - 佐藤祐四→中村秀利、江原正士（代役）
性別 - 男 / 初登場回 - TV第314話「砂の魔王と虹のピラミッド」
竜巻状の砂嵐で出来た巨大な魔王。彼の存在は、すなおとこも恐れるほど。世界中を砂漠に変える魔力を持っている。普段は砂漠の地中に埋もれた虹のピラミッドにある棺の中に閉じ込められている。ばいきん仙人の魔法の杖が彼に変身したことがある。クリームパンダが見た夢の世界では砂漠で悪さをしていたところをクリームパンダに成敗された。その後、クリームパンダに復讐するべく、かぜこんこんやなだれおにと手を組み追い詰めるも、あくびどりの夢から目覚めるべくクリームパンダが避けたことでお互いの攻撃が当たり倒れた。
アンパンマン音楽館「グー」の「あかちゃんまんのぼうけん」では、あかちゃんまんを襲う悪役として登場するも、逆に彼に遊ばれていた。
黒バラ女王（くろバラじょおう）
声 - 小原乃梨子（第391話Aパート - 第1366話Bパート）（1996年8月12日 - 2017年7月14日）→平野文（第1545話Bパート - ）（2021年7月9日 - ）
性別 - 女 / 初登場回 - TV第391話A「アンパンマンと黒バラ女王」
頭が黒いバラの恐ろしい女王。この世の綺麗な花を全て黒く染めて枯らす事を企む。
普段はガラス玉の中に閉じ込められていて、その時は小さな黒いバラを仮の姿にしているが、その玉が割れて中から出られると本来の巨大な姿に変化する。小さな黒いバラを手投げの矢のように飛ばしたり、茨の蔓を伸ばして操ったりして攻撃する。小さな黒いバラや茨の蔓は花を枯らしたり何でも黒く固めたりする。片手に持っている黒いバラの杖から黒い花びらと小さな黒いバラを大量に飛ばすことも出来る。第406話A『ロールパンナと黒バラ女王』では、どこまでも体を長く伸ばし続けながら自分の杖を壊したメロンパンナを怒りながら追いかけた事もあった。暗くてじめじめした場所を好む。甘い香りが大の苦手で、蔓に生クリームなどを付けられると萎れ、口に入れられると苦しんだ挙句消滅してしまう。明るい音楽にも弱い。太陽の光が苦手。アンパンチなどでやられると遠くに飛ばされて、再びガラス玉に封印される。
初登場時はフラワーランドに封印されていたが、突如として復活しフラワーランドを乗っ取ろうとしたため、最期はフラワー姫にやっつけられる。しかし、フラワー姫が「いつまた現れるかわからない」と危惧していた通り、それからは底知れない神出鬼没ぶりで各地に封印された状態で出没する。復活してからはアンパンマンに倒されるため、次第に恨みを抱き倒そうと企んでいる。封印を解いてしまったマーガレット姫に対しては彼女の花を黒くしたり、城を乗っ取ろうとしたりと、恩を仇で返した事もある。ばいきんまんと協力して悪事を働くこともあるが、命令されることを嫌い、態度が気に入らなければ彼やドキンちゃんにも攻撃をする。一度バイキン城で復活した時は城を乗っ取ろうとして、ばいきんまんと戦った事もある。「倒すべき敵はアンパンマン」ということで、化石の魔王、こおり鬼、ブラックロールパンナ達と手を組んだことがあるがいずれも失敗に終わっている。
普段は、アンパンマンとばいきんまんの名前しか呼ばない事が多い。
アンパンマン音楽館「グー」の「あかちゃんまんのぼうけん」では、化石の魔王と共にあかちゃんまんを襲うも、彼に蔓を縄跳びにされてしまう。
アンパンマン音楽館「チョキ」の「パンナのパンチ」では、こおり鬼、かぜこんこんと共に登場するが、本編とは異なりとろけた笑顔を見せながら照れていて、メロンパンナのメロメロパンチで攻撃されてメロメロになっており、コミカルで可愛く描写された。
化石の魔王（かせきのまおう）
声 - 大友龍三郎
性別 - 男 / 初登場回 - TV第401話A「アンパンマンと化石の魔王」
化石で出来た巨大な魔王で、古代から存在されている。一人称は「わし」。口から煙のような息を吐き、その息で何でも石化してしまう。生きた恐竜の化石を召喚して操ることもできる。長らく壺の中に閉じ込められていたため、太陽の光に弱い。ばいきんまん達によって復活を遂げたが、アンパンマンに再び封印されたために以降の話で彼のことを恨んでいる。ばいきんまんと一緒に悪さをするが、気に入らないことがあれば彼にも容赦はしない。初期の頃はばいきんまんの命令を素直に聞いていたが、途中から「わしに命令するな！」「このわしに命令する気か？」「邪魔するな！」などばいきんまんに対して反抗的な態度をとるようになった。
主にうなり声をあげる程度で言葉はあまり話さないが、普通に話すことはできる。
アンモナイトくんが登場する話に一緒に登場することが多い。黒バラ女王やこおり鬼と手を組んだりと、他の敵キャラクターとの関わりもあり、こおり鬼の吹雪が顔に当たってもすぐに戦えたり、黒バラ女王の茨の蔓に絡まれても耐えながら反対に引っ張ったりしたこともある。
目の前にいる人物が「アンパンマンの仲間」と分かると、「許さん！仲間諸共やっつけてやる！」と攻撃する事もある 。
数は少ないが、両目を光らせる事もある。
シュガーランドで復活した時は、「シュガーアンパンマン」の顔の輝きのまぶしさに苦しみ、アンパンチを受けた際に体が霧のように消えかけたが、すぐに瞬間的に再生して復活した。しかし、シュガーランドに伝わる宝の金平糖「ダイヤモンドシュガー」の輝きに苦しみ体がドロドロに溶けてしまった際には、「シュガーアンパンチ」で再度封印された事もある。
ビー玉川に現れた時には、ビー玉川を化石に変えた事により怒った「びいだまん」に水をかけられて「緑色の大きなビー玉」に変身してしまったが、息が吐けない代わりに、体当たりやジャンプで化石に変える能力を手に入れた。ビー玉に変えられて始めは怒っていたが、この能力を気に入ってしまった事で、このまま「化石の世界」にしようとアンパンマンを相手にせずに町を襲撃しようとして、町へ向かう最中も森の中を化石まみれに変えてしまう。しかし「びいたん」にビー玉に変身させてもらったアンパンマンが追って来た事により、体当たりでアンパンマンを「化石のビー玉」に変えてしまおうと企むが、お互い強く体当たりした事によりアンパンマンも化石の魔王も元通りに戻ってしまい、結果的に アンパンマンを化石に変える事が出来ないまま、結局は太陽の光で体がドロドロに溶けてしまいアンパンチで再び封印されてしまった 。
普段は、アンパンマンと ばいきんまんの名前しか呼ばない事が多い。
映画第10作『てのひらを太陽に』では、外見がそっくりで、声優が同じ『ブラック大魔王』が登場する。
アンパンマン音楽館「グー」の「あかちゃんまんのぼうけん」では黒バラ女王と共に、あかちゃんまんを襲うも女王の蔓を縄跳びにした彼に遊ばされたり、「チョキ」の「いくぞ!ばいきんまん」でかぜこんこん、氷の女王と共にアンパンマンに敗れ 更にバイキン城の崩壊におびえた表情を見せるなど、テレビ本編と比べてかなりコミカルな悪役として描かれている。
はいおに
声 - 伊井篤史
性別 - 男 / 初登場回 - TV第404話A「アンパンマンとはいおに」
灰で出来た巨大な鬼。世界中を灰で埋め尽くそうと企み、火山を噴火させて火山灰をばら撒いている。持っている三叉槍で地面を突き刺してどこでも噴火させられる。灰で出来ているため、アンパンチなどの物理的攻撃をしてもすぐに再生することが出来る。間延びした口調でしゃべる。原作版で初登場した時は、火口に落ちてきたドキンちゃんを襲ったためにアンパンマンとばいきんまんの共通の敵とも言える（アンパンマンとばいきんまんはお互いに協力することは無かったが、両者が戦うことも結果的になかった）。TV版では利害の一致により、ばいきんまんと手を組んだこともある。
アングリラ
声 - 山寺宏一、藤井恒久（映画：第19作同時上映）
性別 - 男 / 初登場回 - TV第429話A「おむすびまんとアングリラ」
もりそば森に住んでいる。長く伸ばせる舌と、大口で何でもあんぐりと食い荒らす、一頭身の巨大な怪物。ブタのような鼻と頭部の1本の角が特徴。ばいきんまんに協力的。食い意地を張っており、ドキンちゃん曰く食べるだけで何にも考えていない。長い舌で攻撃したり腹の中の水で何でも溶かしたりすることが出来る。しかし、こんにゃく玉が苦手。
後に、『ギョクロくんとジャスミンさん』では、バイキンUFOとドキンUFOが入っているハリボテのメカとして登場した。
映画『ホラーマンとホラ・ホラコ』では、ちびぞうくんの持っていた おにぎりを狙って追いかけ続ける悪者として再登場した。
なお、アンコラと名前や体色が似ているが無関係である。
マグマン
声 - 茶風林
性別 - 男 / 初登場回 - TV第509話A「アンパンマンとマグマン」
自分が一番強いと思っているマグマの怪物。火山の火口や西の果ての砂漠にある遺跡の地下などのマグマがある場所に住んでいる。普段は小柄だがマグマを吸収することで巨大化したり体の形を自由自在に変えたりすることが出来る。熱で触れた物を火事にしたり相手を火傷させたりして攻撃するが、水には弱く冷えると石のように固まってしまう。その時は小柄な本体のみが逃げ出すことが多い。ばいきんまんと手を組むこともあれば、彼を襲うこともある。
黒雪姫（くろゆきひめ）
声 - 増山江威子
性別 - 女 / 初登場回 - 2000年TVスペシャル「アンパンマンのクリスマスショー」
世界中を黒い雪と黒い氷で覆う悪い魔女。普段は、何故かバイキン城にあった 鏡の中に閉じ込められているが、綺麗な心の泣き虫な子がその鏡を割ると封印が解けて巨大な姿を現す。口から黒い吹雪を吹き出して何でも黒く凍らせる。黒い鬣を伸ばして操ることも出来る。当初はばいきんまんの子分になると言っていたものの復活を遂げると急に態度を変え、アンパンマンのみならずばいきんまんにも襲い掛かる。最後はドキンちゃん自らが鏡の欠片となったことで再び鏡の中に封印されてしまった。アンパンマン達とばいきんまんが力を合わせて倒した敵の一人。
映画『くろゆき姫とモテモテばいきんまん』にも同じ名前のキャラクターが存在するが別人で無関係。顔はマジョーラに似ている。
小鬼（こおに）
声 - 東さおり
性別 - 不明 / 初登場回 - 2000年TVスペシャル「アンパンマンのクリスマスショー」
黒雪姫の手下の集団。言葉は話せない。動きは素早く、口から黒い吹雪を吹き出す。
ドロンコ魔王（どろんこ まおう）（アニメ版は「どろんこ魔王」）
声 - 加藤治（映画：第1作）、高木渉（第1376話）
性別 - 男 / 初登場回 - 映画『キラキラ星の涙』、TV第1376話「アンパンマンとどろんこ魔王」（TVデビュー）
全身が泥で出来た魔王。頭から大量に生えている触手と一つ目の目玉が特徴。映画第1作『キラキラ星の涙』ではラスボスとして登場し、キラキラの涙の魔力による圧倒な力でアンパンマンたちを終始圧倒したが、我慢の限界となったナンダ・ナンダー姫が流した涙がキラキラの涙に当たったことで悪しき効力が消え、オソレ沼もろとも浄化された。
数年後、TV版の2017年誕生日スペシャルにも登場し、こちらでは普段は小柄だが水辺の水を吸うことで巨大化することができる。触手から出す泥水が武器。世界中を泥だらけにしようと宇宙からやって来た。アンパンマンをパワーダウンさせ、それを見たばいきんまんから手下になれと言われたが、本人はなるつもりはなく、逆に軽くあしらっていた。パンチやカレー攻撃などは効かないが、泥なので乾燥やコキンちゃんの涙に弱い。最後はアンパンマン号から発射された熱風にて早々と身体を乾かされ、その隙に元気百倍のアンパンマンのアンパンチで粉々に砕け散った。そして小型の姿で宇宙の彼方へ逃げて行った。
なお、TVアニメ版の『どろんこ魔王』の公式イラストが 図鑑に初めて収録されたのは、『アンパンマン大図鑑げんき100ばい★公式キャラクターブック★』であり、「裏表紙」にも掲載されている。
ドロドロン
性別 - 不明 / 初登場回 - 映画『キラキラ星の涙』
ドロンコ魔王の手下の泥のお化け。仲間が大量にいる。見た目は可愛らしいが、アンパンチ等で粉々にされてもすぐに再生する厄介な敵。アンパンマン号の熱風の前に全滅した。
アニメ版の『どろんこ魔王』は ドロドロンとは無関係の為、アニメ版では出番が無い。

## 住民一覧

### 小学校の人々
カバオくん、ピョン吉、ウサ子を初めとする20名くらいの小学校の児童達。担任はみみせんせい。転校生としてちびぞうくんが途中から加わる。学校で授業や活動を行っている時や野外で遊んでいる時によくばいきんまん達に襲われてしまうことが多く、そのたびにアンパンマン達に頼ることが多いが彼らがピンチの時は協力して助けることも多い。現在はカバオくん、ピョン吉、ウサ子、ちびぞうくんの4人1組でいることが多く、アンパンマンやばいきんまん、ゲストキャラクターなどと接することも多い。
みみせんせい
声 - 滝沢ロコ、 代役：増山江威子、中野聖子、佐久間レイ、永堀美穂
性別 - 女 / 初登場回 - TV第3話B「アンパンマンとしょくぱんまん」
ウサギの女教師。黄色のリボンをつけ、水色のワンピース。放映初期は正式な名前がなく「やぎ先生」と呼ばれていたり、クレジットタイトルでは「うさぎ先生」とクレジットされていた時もあったが後に人気が出て登場回数が増したため、やなせ自身が「みみせんせい」と名づけ、絵本『アンパンマンとみみせんせい』から正式採用されている。性格は明るく優しいが、ばいきんまんのような悪戯者には厳しい（ただし、言われた通りにした際にご褒美をあげたり、ピンチになった時は助けたり、ばいきんまんの安否を心配したり、仲間に誘ったりするなど、教師らしい達観した一面もある）ため、ばいきんまんから苦手意識を持たれるキャラクターとして登場することもある。また、彼を一喝して戦いを一時止めさせることもある。『ばいきんまんとみみせんせい』では、お見舞いの品のパンを持ったみみせんせいは、空腹のばいきんまんにはじめは頑なにパンを譲らなかったが、終いには譲っている。ロミオとジュリエットを下敷きにした演劇用の脚本を手掛けるなど、シナリオライティングの才能もある。やなせは、滝沢の「みなさーん」という声がセックスアピールがあってとても好きだと語っている。
カバオくん
声 - 柳沢三千代→山寺宏一
性別 - 男 / 初登場回 - TV第3話A「アンパンマンとはみがきまん」
茶色いカバの男の子。■トップ画にいる。オレンジ色の服（初期は水色の服の場合もあった）にグレーまたは紺色のズボン、茶色い靴を着用する。食いしん坊で、よくアンパンマンの顔やジャムおじさん達が焼いたパンや、ゲストキャラクターが作った料理を食べることが多い。一人称は「ぼく」。カバであるにもかかわらずカナヅチであるTV版初期は名前がなく「こどもA」などと呼ばれていたり、顔の色が肌色や青色だったこともある。慌て者でギャグメーカーとしての役割を担うことも多く、文学的でませた言葉遣いをする時もある。ピョン吉と一緒にチョコレート島で女の子だけのチョコレートパーティに参加するために女装をしたことがある。愛用のランドセルの色は黄金色。ニガウリマンに憧れて「カバウリマン」に扮し、正義の流れ者になろうとしたことがあるが、一人旅の恐ろしさと「ジャムおじさんのパンが食べられなくなる」との理由で結局は断念した。現在の4人組の中では出番が多く、1人で登場したり他の生徒と登場することもあるが、初登場はピョン吉やウサ子より遅い。また、古株だがサブタイトルに彼の名前が載ったのは前述の話を含め僅か2話だけである。
2018年（平成30年）に行われた人気投票企画では、呼び捨てかつ平仮名混じりで「カバお」と表記されていた。
ピョン吉くん（ピョンきちくん）
声 - 佐久間レイ→冨永みーな→永掘美穂→鶴ひろみ→原えりこ、代役：江森浩子、鈴木富子、中山さら
性別 - 男 / 初登場回 - TV第2話A「アンパンマンとばいきんまん」
ベージュの色をしたウサギの男の子。■トップ画にいる。薄緑の服と靴にグレーのズボン。現在の4人組の中では運動神経が良く、足が速い。カバオくんとは張り合うことも多いが、彼の発言にツッコミを入れたりと基本的に仲良し。勇気も持ち合わせており、カバオくん達と一緒に協力してアンパンマン達を助けることも多い。一人称は「僕」または「俺」で、カバオくんやちびぞうくんをよく呼び捨てにする。現在は緑色の服を着ているが時期と話によってはオーバーオールを着ていることも多かった。弟がいる。TV版初期では茶色い毛で描かれたことがあり、ウサおの姿で「ピョン吉」や「ピョンすけ」と呼び名が異なったり語尾に「ピョン」を付けて話したりすることもあった。
ウサ子ちゃん（ウサこちゃん）
声 - 水谷優子→佐久間レイ→松井菜桜子→中村ひろみ、代役：横田みはる、佐武宇綺、工藤晴香
性別 - 女 / 初登場回 - TV第2話A「アンパンマンとばいきんまん」
白いウサギの女の子。ピンク色のワンピースと靴。現在の4人組の中では面倒見が良く、お菓子作りが得意でクッキーなどを作ってカバオくん達と一緒に食べている。一人称は「わたし」。絵画や一輪車も得意。レアチーズの飼い主でもあり、彼女が登場する話では一緒に登場することも多い。なお、基本的に脇役でありながら「サンサンたいそう」の1番の歌詞に登場している。彼女の一言が事件を解決する手掛かりになることもある。
ちびぞうくん
声 - 坂本千夏
性別 - 男 / 初登場回 - TV第422話A「アンパンマンとちびぞうくん」
1997年（平成9年）初登場。フクシャレッドの服に茶色のズボン、黄土色の靴。小学校に転校してきたクリーム色の象の男の子。母親にでかこ母さん、父親にでかぞう父さんがいる。一人称は「僕」で、語尾に「〜だゾウ」とつけて話す。長い鼻は力が強く突風のような鼻息も起こせるため、ばいきんまんに一泡吹かせたりと初登場からしばらくは現在の4人組の中ではそれなりに活躍していた。カバオくんとは特に仲が良く、2人で行動していることも多い。小学校の生徒の中ではサブタイトルに載ることが多い。絵本ではでかこ母さんに会うまで泣き止まないエピソードがある。
ウサおくん
声 - 中村ひろみ→山寺宏一→原えりこ→篠原恵美、亀井芳子（OVA『いっしょにてあそび』）、高田由美（代役）
性別 - 男 / 初登場回 - TV第2話A「アンパンマンとばいきんまん」
クリーム色のウサギの男の子。水色のベストに黄色い服と靴。ピョン吉と雰囲気が似ているが肌の色（ピョン吉より薄い）服装が違う。TV版初期はピョン吉とウサ子と3人1組でいることが多かった。
クマ太くん（クマたくん）
声 - 塩沢兼人、山寺宏一、坂本千夏 他（TVシリーズ）、山本圭子（映画：第4作）、川名真知子（映画：第16作同時上映）、坂熊孝彦（映画：第22作）、青山桐子（OVA『いっしょにてあそび』）
性別 - 男 / 初登場回 - TV第3話B「アンパンマンとしょくぱんまん」
濃い青緑色のクマの男の子。黄色い線が入た山吹色の服にグレーのズボン、黄色い靴。性格はのんびりしている。小学校の生徒の中ではカバオくん達4人組に次いで登場することが多い。
ネコ美ちゃん（ネコみちゃん）
声 - こおろぎさとみ、かないみか、佐久間レイ、古川小百合 他（TVシリーズ）、小島悠理（映画：第7作）、中村ひろみ（映画：第11作、第12作）、相橋愛子（映画：第16作同時上映）、本間ゆかり（OVA『アンパンマンとはじめよう！』シリーズ）
性別 - 女 / 初登場回 - TV第3話B「アンパンマンとしょくぱんまん」
グレーのネコの女の子。赤紫のワンピースにピンク色の靴。性格は優しいが泣き虫な一面もある。小学校の生徒の中ではカバオくん達4人組に次いで登場することが多い。
モン吉くん（モンきちくん）
声 - 山寺宏一、鶴ひろみ、武政弘子、ほか（TVシリーズ）、まるたまり（OVA『いっしょにてあそび』）
性別 - 男 / 初登場回 - TV第3話B「アンパンマンとしょくぱんまん」
サルの男の子。薄いオレンジの服と靴にカーキ色のズボン。
キイ子ちゃん（キイこちゃん）
声 - 兼子由利子、菊池志穂、高野美樹、坂本千夏、ふじたまみ、ほか（TVシリーズ）、松岡由貴（OVA『いっしょにてあそび』）
性別 - 女 / 初登場回 - TV第15話A「アンパンマンとみずうみひめ」
サルの女の子。ピンク色の服と靴に藤色のスカートまたは黄色い服にオレンジ色のスカートと靴。
ブタおくん
声 - 山寺宏一、坂本千夏、柳沢三千代、ほか（TVシリーズ）、島本須美（映画：第3作）、山田栄子（映画：第7作）、桜井敏治（OVA『勇気りんりん！おゆうぎしようね』）、佐藤ゆうこ（OVA『いっしょにてあそび』）
性別 - 男 / 初登場回 - TV第3話B「アンパンマンとしょくぱんまん」
ブタの男の子。緑のベストに白い服と靴。TV版初期は、現在のカバオくんのようなキャラだった。食いしん坊で、昼食の食パンを10個食べようとして笑わせたこともある。
コン太くん（コンたくん）
声 - 山寺宏一、渡辺久美子、内藤玲、ふじたまみ、ほか（TVシリーズ）、岸尾大輔（OVA『勇気りんりん！おゆうぎしようね』）、中村千絵（OVA『いっしょにてあそび』）、宮川美保（映画：第22作）
性別 - 男 / 初登場回 - TV第7話B「アンパンマンとかぜこんこん」
茶色いキツネの男の子。ピンク色の服に青紫のズボン、黄色の靴。TV版初期は「こんぎつねのコン太」という名前だった。語尾に「コン」を付けて話すこともある。
コン子ちゃん（コンこちゃん）
声 - 小林沙苗、佐久間レイ（代役）
性別 - 女 / 初登場回 - TV第635話「ロールパンナとしょくぱんまん」
キツネの女の子。
アライグマくん
声 - 野崎美子
性別 - 男 / 初登場回 - TV第7話B「アンパンマンとかぜこんこん」
アライグマの男の子。
メーコちゃん
声 - 安済知佳
性別 - 女 / 初登場回 - 映画『いのちの星のドーリィ』、TV第1149話B「バタコさんとショウガナイさん」（TVデビュー）
白いヒツジの女の子。黄色い服に黄色いスカート、黄緑色の靴。
校長先生（こうちょう せんせい）
声 - 山寺宏一→増岡弘→田原アルノ
性別 - 男 / 初登場回 - TV第11話B「アンパンマンとイタイノトンデケダケ」
クマの校長先生。ばいきんまんに襲われたジャムおじさんが彼に変装したことがある。映画には「キラキラ星の涙」で一度だけ登場したがセリフはなかった。

### 町の住人
犬のおまわりさん（いぬのおまわりさん）
声 - 岸野一彦→山寺宏一→山崎たくみ→小野英昭→稲葉実
性別 - 男 / 初登場回 - TV第19話「アンパンマンともぐりん」
アンパンマンの町を守っている犬の警察官。
レアチーズちゃん
声 - 冨永みーな（2018年1月分まで）→渕崎ゆり子（2018年3月分より）
性別 - 女 / 初登場回 - TV第337話A「チーズとレアチーズちゃん」
めいけんチーズが一目惚れをしたマルチーズ（または、コッカー・スパニエル系の白い犬）で、ウサ子の愛犬。チーズとは相思相愛の仲で、彼と同じように「アンアーン!」と鳴き、言葉を話すことはないが二足で歩いたり物を持ち運んだりすることができる。病気にかかったウサ子の看病や、ぐずったあかちゃんまんをあやすこともできる。お菓子作りは得意ではないが、チーズのためにパンやクッキーを作って来たりすることもある。
でかこ母さん（でかこかあさん）
声 - 島本須美
性別 - 女 / 初登場回 - TV第421話A「アンパンマンとでかこ母さん」
ちびぞうくんの母親のゾウ。ピンク色の服。とても大柄で息子のちびぞうくん以上に鼻の力や鼻息が強く、正義感もある。普段は優しいが怒ると非常に怖い。たとえ他所の子供であっても悪い行いをしていれば厳しく叱る肝っ玉母さんであり、ちびぞうくんのほか、多くの子供達にも慕われている。ばいきんまんにとっては苦手な人物の1人だが、ばいきんまんの変装を見抜きつつもお手伝いをさせたり、彼を甘えさせてあげたりと、母親らしい包容力も持ち合わせている。絵本『アンパンマンのこもりうた1 ねむねむおじさん』のエピソード「ちびぞうくん どうしてなくの？」ではTV版より体が巨大である。
でかぞう父さん（でかぞうとうさん）
性別 - 男 / 初登場回 - TV第567話A「クリームパンダとやみるんるん」
ちびぞうくんの父親のゾウ。妻のでかこ母さんと比べると出番が少ない。でかこ母さんと同様体がとても大きい。
犬の郵便屋さん（いぬのゆうびんやさん）
声 - 茶風林→山寺宏一
性別 - 男 / 初登場回 - TV第99話B「アンパンマンとびっくりビクちゃん」
体力不足が悩みだが、元気に働いているベテランの犬の郵便屋。
やぎ先生（やぎ せんせい）
声 - 西川幾雄
性別 - 男 / 初登場回 - TV第101話B「アンパンマンとわたあめじいさん」
ヤギの医者で頑張り屋。かぜこんこんと顔を合わせたことがある。
ヤギおじさん
声 - 北村弘一→園部啓一→横尾博之→山寺宏一→坂熊孝彦→鈴木琢磨→宇垣秀成→坂熊孝彦→岡本幸輔、屋良有作（映画：第34作）、中博史（代役）
性別 - 男 / 初登場回 - TV第104話B「アンパンマンとかぜこぞう」
風車小屋で粉を挽いているヤギの小父。ジャムおじさんに自分の挽いた小麦粉を分けている。「ヤギじいさん」と呼ばれることもある。朝焼け高原のヤギじいさんは黄金の小麦を1人で作っている。
メエおじさん
声 - 山寺宏一
性別 - 男 / 初登場回 - TV第3話B「アンパンマンとしょくぱんまん」
町はずれの森に一人で生活しているヤギの小父。しょくぱんまんからパンを届けてもらっている。ばいきんまんとかびるんるんに脅かされるも、大声を出してパン工場にいるアンパンマンとカレーパンマンに助けを求めたことがある。時々語尾に「メエ」を付けて話す。
ロバおじいさん
声 - 北村弘一
性別 - 男 / 初登場回 - TV第7話B「アンパンマンとかぜこんこん」
風車小屋に住んでいるロバの小父。ヤギおじさんと同様、ジャムおじさんに自分の挽いた小麦粉を分けている。かぜこんこんの寒風で風邪をひいてしまったが、かぜこんこんが悪さをしなくなったのでまた元気になった。
やぎおばさん
声 - 京田尚子→滝沢ロコ→好村俊子→まるたまり→坂本千夏→佐久間レイ
性別 - 女 / 初登場回 - TV第4話A「アンパンマンとらくがきこぞう」
ヤギの小母。作ったばかりの料理をよくばいきんまんに盗まれる。パンの配達先として登場することが多い。
やぎ画伯（やぎがはく）
声 - 北村弘一→大木民夫
性別 - 男 / 初登場回 - TV第7話A「アンパンマンとぶたまんまん」
いつも素敵な絵を描いている町のヤギの芸術家。温泉に入りながらその情景をスケッチするほどに絵が好き。ドキンちゃんに絵を届けようとしたばいきんまんにさらわれたことがある。
ヤギオ
声 - 白鳥由里、青山桐子（OVA『勇気りんりん！おゆうぎしようね』）
性別 - 男 / 初登場回 - TV第557話B「だいすき!アンパンマン」
ヤギおじさんの孫でヤギの男の子。祖父とは離れた場所で暮らしており、彼が住んでいる場所に行くまでアンパンマンの存在を知らなかった。そのため、アンパンマンに変装したばいきんまんに騙されてしまい本物のアンパンマンを悪者と思い込み嫌ってしまうが、ばいきんまんが現れたことで事実を理解し、騒動後に一連の出来事を謝罪しアンパンマンと友達になった。OVA「勇気りんりん！おゆうぎしようね」では、「おうたとてあそび山」へ無事に辿り着くか心配していたが、皆と「サンサンたいそう」を踊ったことで自信が付いた。
やぎ奥さん（やぎおくさん）
声 - 原えりこ
性別 - 女 / 初登場回 - TV第307話A「ばいきんまんとシャボンダマン」
やぎの果物屋さん（やぎのくだものやさん）
声 - 山寺宏一
性別 - 男 / 初登場回 - TV第312話B「アンパンマンとペロペロこぞう」
ヤギの果物屋。
ブルおじさん
声 - 島香裕→緒方賢一→加藤正之→茶風林→稲葉実
性別 - 男 / 初登場回 - TV第4話A「アンパンマンとらくがきこぞう」
ブルドッグの小父。怖い顔をしていて怒ると大声で吠えるが、心は優しい。
うさぎおじさん
声 - 横尾博之
性別 - 男 / 初登場回 - TV第546話A「アンパンマンとキャンディ姫」
ウサギの小父。ウサ子が彼の家にいたことがあるが、関係性は不明。
こまどり姉妹（こまどり しまい）
Aの声 - 鷹森淑乃、Bの声 - ならはしみき
性別 - 女 / 初登場回 - TV第7話A「アンパンマンとぶたまんまん」
コマドリの2人娘。いろんな情報を連絡をする町のお知らせ係。
カバオくんのお母さん
声 - 柳沢三千代→片岡富枝→坂本千夏→宮川美保→天野由梨、滝沢ロコ（映画：第7作）
性別 - 女 / 初登場回 - TV第3話A「アンパンマンとはみがきまん」
カバオくんの母親。口紅を塗っている。
カバオくんのお父さん
声 - 茶風林→山寺宏一、大塚明夫（代役）、富山敬（映画：第7作）
性別 - 男 / 初登場回 - TV第148話B「くものもくちゃんとかいじゅうクモラ」
カバオくんの父親。ひげをよく整えている。
ピョン吉のお母さん（ピョンきちのおかあさん）
性別 - 女
ピョン吉のお父さん
性別 - 男
ウサ子のお母さん（ウサこのおかあさん）
性別 - 女
ウサ子のお父さん
性別 - 男
クマ太のお母さん（クマたのおかあさん）
声 - 巴青子→坂本千夏→佐久間レイ→宮川美保→坂本千夏、平野綾（代役）
性別 - 女 / 初登場回 - TV第14話A「アンパンマンとみえないまん」
クマの母親。
クマ太のお父さん
声 - 石田彰→横尾博之
性別 - 男 / 初登場回 - TV第123話B「アンパンマンとナプキンさん」
クマおじさん
声 - 山寺宏一→銀河万丈→茶風林→布目貞雄→小野大輔→内匠靖明→山寺宏一→岡本幸輔
性別 - 男
クマの小父。TV第62話B「アンパンマンとカルイシマン」やTV第73話B「アンパンマンとアイロンタンク」ではトラックの運転手であり、「クマキチくんのお父さん」と呼ばれていた。アンパンマンを誘き出すためにばいきんまんにいじめられることがある。
クマおばさん
声 - 波岡晶子
性別 - 女
ネコのお母さん
声 - 萩原えみこ、夏樹リオ（映画：第18作同時上映）
性別 - 女
ブタおじさん
声 - 山寺宏一
性別 - 男
ワニおじさん
声 - 戸谷公次
性別 - 男 / 初登場回 - TV第9話A「アンパンマンとそっくりぱん」
ワニの小父。家が火事になったところをアンパンマンに変装したばいきんまんにヘドロを掛けられてしまう。

### 城の住人
- アリンコ城については、アンパンマンの舞台別の登場人物一覧 (国の住人)#リンゴの国の住人を参照。
- 大トロ城については、アンパンマンの舞台別の登場人物一覧 (国の住人)#おすしの国の住人を参照。
- オーロラ城については、アンパンマンの舞台別の登場人物一覧 (国の住人)#氷の国の住人を参照。
- おもちゃ城については、アンパンマンの舞台別の登場人物一覧 (天空の住人)#おもちゃの天国の住人を参照。
- 雲の城については、アンパンマンの舞台別の登場人物一覧 (天空の住人)#天空の住人を参照。
- サンドイッチ城については、アンパンマンの舞台別の登場人物一覧 (島の住人)#サンドイッチ島の住人を参照。
- すきやき城については、アンパンマンの舞台別の登場人物一覧 (村・里の住人)#スキヤキの里の住人を参照。
- つみきの城については、アンパンマンの舞台別の登場人物一覧 (異世界の住人)#つみきの国の住人を参照。
- ドレミファ城については、アンパンマンの舞台別の登場人物一覧 (島の住人)#ドレミファ島の住人を参照。
- パズル城については、アンパンマンの舞台別の登場人物一覧 (島の住人)#パズル島の住人を参照。
- ストローこうもりについては、#その他の敵キャラクターを参照。

ゴミラ
声 - 高乃麗、速見圭（代役：第305話）（1994年10月24日）
性別 - 男 / 初登場回 - TV第50話「アンパンマンとゴミラ」
ごみが大好物の怪獣の子。見た目はカモノハシに似ている。古城にあるトランクの中に一人で住んでいる。寂しがり屋で気は優しい。ばいきんまんが作った薬『スーパーカビハート』によってごみを食べると巨大化してしまう体質にされてしまった。初登場時はばいきんまんに操られ町を荒らしてしまうが、アンパンマン達とおそうじまんが元の正気に戻してあげた。ラストシーンで迷惑をかけないよう海底に移り住むが、再登場時でもばいきんまんにさらに利用されてしまった後、ジャムおじさんが抽出した勇気の花のエキスによって巨大化を制御できるようになり、町の人達とも和解した。その後は、迷惑をかけないように元の住居へと戻った。普段はばいきんまんは勿論ドキンちゃんも敵視しているが、TV第823話B「ドキンちゃんとゴミラ」では、彼女とは仲良しという設定で登場した。映画『ゴミラの星』では主役となった。
基本的に小さいサイズで登場するが、OPや一部のエピソード、映画などでは最初から巨大化した姿で登場することがある。
おにびこぞう
声 - 横山智佐
性別 - 男 / 初登場回 - TV第193話B「アンパンマンとおばけの城」
鬼火に顔と手足がついたような悪戯好きのお化けで、ホラーマンの友達。お化けの城に来た人を驚かすのが大好き。ホラーマンやかさおばけ達と同様、ばいきんまんにそそのかされて悪戯を働くことが多いが、和解してアンパンマン達と仲良く遊ぶこともある。
とんかつ姫（とんかつひめ）
声 - 水谷優子
性別 - 女 / 初登場回 - TV第374話A「カレーパンマンととんかつひめ」
とんかつ城のわがままな姫。頭の上の皿にとんかつを乗せていて、そのほかは人間の外見をしている。世の中のことを勉強するためにとんかつ城からやってきた。笑い上戸な一面があり楽しいことがあるとすぐ笑うが、他人の不幸を喜ぶ悪い癖があり、酷い目にあっているのを見ると笑ってしまっていた。作るとんかつは最初は不味かったが、練習の末に美味しくできるようになった（ただし、なぜかばいきんまん達には不味いとんかつしか作れない）。頭の皿のとんかつが無くなると力が出なくなる。カレーパンマンとは、カツカレーを作ったことでそれが「最高の組み合わせ」と言われ、まるでとんかつ姫とカレーパンマンだと例えられ気が合った。
2016年からは、同じとんかつのキャラクターであるとんかつぼうやが登場しているが、関係性は不明。
しずくぼうや
声 - 松本美和（A）、原えりこ（B）、滝沢ロコ（C）
性別 - 男 / 初登場回 - TV第411話A「アンパンマンとみずのしろ」
みずのしろに住んでいる滴の男の子。雨が降るとみずのしろの雨漏りで出来た水たまりからたくさんの仲間達と共に地上に現れる。水に溶け込んで移動したり仲間達が合体をして巨大な滴になって攻撃することができる。みずうみの国の水の子と外見や性質が似ているが関係性はない。
マーガレット姫（マーガレットひめ）
声 - 根谷美智子、半場友恵（代役）
性別 - 女 / 初登場回 - TV第587話B「アンパンマンとマーガレット姫」
頭にマーガレットの花を乗せた姫。マーガレット城に住んでいて、マーガレットの花を育てている。強気で生意気に見えるが、本当は寂しがり屋で優しい子。第594話A「マーガレット姫と黒バラ女王」では高所恐怖症であることが判明した。植物と意思疎通を取ることができ、花を操る不思議な力を持っている。流した涙は花びらの形に変わる。初めてアンパンマンと出会ってから優しく接してくれた彼に淡い想いを寄せている。クリームパンダと初めて会った時はアンパンマンと違って頼りない彼を信用していなかったが、諦めずにばいきんまんと戦う姿を見て彼を認めるようになった。
アルミ伯爵（アルミはくしゃく）
声 - 納谷六朗（第715話Aパート、第1046話Bパート、第1194話Bパート）（2003年8月8日、2010年8月20日、2013年11月1日）→二又一成 （第1395話Bパート - ）（2018年3月2日 - ）
性別 - 男 / 初登場回 - TV第715話A「アンパンマンとアルミはくしゃく」
アルミの城に住むユニークで紳士的な伯爵。口癖は「アルミ〜」。体がアルミで出来ているためとても軽く強風で飛ばされやすいが逆に言えば身のこなしが軽いため、バイキンメカによる猛攻撃も難なく回避することができる。非常に物腰が柔らかいため、ばいきんまんやドキンちゃんも思わずお淑やかになってしまう。おいしいアルミ料理（アルミホイルを使って調理したもの）を振る舞い、ダンスや手品でもてなす。持っているステッキでアルミ箔を自在に操ることができる。食べ物をご馳走になる時は、サンドイッチのような手掴みが一般的なものでもフォークとナイフを用いて上品に食べ、見た目から味まで丁寧に感想を述べる。
ショコラおばさん
声 - 田中敦子（第974話Bパート - 第1611話Aパート）（2009年2月13日 - 2023年3月17日）→兵藤まこ（第1685話Bパート - ）（2025年2月14日 - ）
性別 - 女 / 初登場回 - TV第974話B「ドキンちゃんとショコラおばさん」
人間の外見をした夫人。チョコレート菓子をご馳走したり作り方を教えたりしてくれる。
マリナ姫（マリナひめ）
声 - 渡辺満里奈
性別 - 女
『おしゃれカンケイ』に戸田恵子がゲスト出演した際に作られた、番組オリジナルのアンパンマンに登場した姫。
じいや
声 - 古舘伊知郎
性別 - 男
マリナ姫の家来。『おしゃれカンケイ』に戸田恵子がゲスト出演した際に作られた、番組オリジナルのアンパンマンに登場。

#### カステラ城の住人
- カステラ男爵については「#その他の友人」の節を参照。

カステラ姫（カステラひめ）
声 - 宮村優子（第488話）（1998年9月4日）→河内麻友子→佐藤麻子→越川詩織
性別 - 女 / 初登場回 - TV第488話「アンパンマンとカステラの城」
カステラ城の姫。頭にカステラを乗せていること以外は人間の外見をしている。
カステラぼうや
声 - 横山智佐
性別 - 男 / 初登場回 - TV第689話A「クリームパンダとカステラぼうや」
強気なカステラの男の子。カステラ作りを修行している。カステラ男爵と同様、語尾に「テラ」を付けて話す。当初は上手にカステラを作ることができなかったが、現在では上達している。なお、『化石の魔王とカステラの城』では、何故か出番が無かった。
カステラ城のコック長（カステラじょうのコックちょう）
声 - 鈴木勝美
性別 - 男 / 初登場回 - TV第488話「アンパンマンとカステラの城」
コック助手と一緒においしいカステラを作っているコック長。
カステラ城のコック助手（カステラじょうのコックじょしゅ）
性別 - 女 / 初登場回 - TV第488話「アンパンマンとカステラの城」
カステラ城のコック長と共においしいカステラを作っている。仲間が何人もいる。
カステラ城の侍女（カステラじょうのじじょ）
性別 - 女 / 初登場回 - TV第488話「アンパンマンとカステラの城」
カステラ姫の家来達。身の回りの世話をしている。
カステラ城の従者（カステラじょうのじゅうしゃ）
性別 - 男 / 初登場回 - TV第488話「アンパンマンとカステラの城」
カステラ姫の家来。
カステラ城の兵士（カステラじょうのへいし）
性別 - 男 / 初登場回 - TV第488話「アンパンマンとカステラの城」
カステラ城を集団で守っている勇敢な兵士。

#### サラダ城の住人
サラダ姫（サラダひめ）
声 - 沢城みゆき
性別 - 女 / 初登場回 - TV第723話A「アンパンマンとサラダ姫」
見た目は人間に近いサラダ城の姫。おいしいサラダ作りを毎日勉強しているが、それに飽きた場合は茶色の帽子と銃士の衣装で「サラダ王子（サラダおうじ）」に変装し、城を抜け出すことが多い。サラダ王子に変装した時は勇ましく、武器のトングで悪者と戦う。野菜はサラダのように新鮮な状態で食べるのが一番おいしいと考えており、野菜を煮込んだカレーを軽蔑したことでカレーパンマンとは初対面時に言い合いになっていたが、最後はお互いの料理の味を認め合うようになった。しょくぱんまんとは気が合い、サラダサンドを一緒に作ったことがある。彼女と同じく変装繋がりのナガネギマンとは、ばいきんまんに騙されて戦いになったが、誤解が解けた後はナガネギマンと共闘したことがある。一人称は「私」だが、王子に変装する時は「僕」になる。
ビネガー
声 - 山寺宏一
性別 - 不明 / 初登場回 - TV第723話A「アンパンマンとサラダ姫」
サラダ姫の愛馬。サラダ姫が指笛で呼ぶとやってくる。

クレソンじいや
声 - 辻親八（第723話Aパート）（2003年10月3日）→後藤哲夫（第870話Aパート - 第1421話Bパート）（2006年12月8日 - 2018年9月14日）→鈴木琢磨（第1546話Aパート - ）（2021年7月30日 - ）、山寺宏一（代役）
性別 - 男 / 初登場回 - TV第723話A「アンパンマンとサラダ姫」
サラダ姫の執事。オレンジ色のボウを首に巻いている。口うるさいがまじめな性格。サラダ姫が立派に育つよう、毎日勉強を教えたりサラダを食べさせたりしているが彼女には辟易されている。隙を突かれてはこっそりと城を抜け出すサラダ姫には手を焼いている。

#### 春の城の住人
ケム姫（ケムひめ）
声 - 小山ゆかり
性別 - 女 / 初登場回 - TV第122話B「アンパンマンとはるのしろ」
春の城の姫で春の使者。バラの杖の魔法で春を呼ぶのが仕事。普段はイモムシの姿をしているが、王冠を被ると綺麗な蝶・春の女王に変身をする。ばいきんまん達に捕らわれてしまったが、アンパンマン達とポポの活躍で無事に助け出された。
ポポ
声 - 横田みはる
性別 - 男 / 初登場回 - TV第122話B「アンパンマンとはるのしろ」
ケム姫のお世話係。姫を守って春を呼ぶ仕事をしている。ばいきんまんにさらわれるケム姫を助けようとするが振り払われてしまい、倒れていたところをアンパンマンに発見される。その後、アンパンマン達と協力してケム姫を助け出した。

#### マロン城の住人
マロンくん
声 - 三石琴乃
性別 - 男 / 初登場回 - TV第309話B「アンパンマンとマロンくん」
顔が栗の形をした調理師の男の子。パーティーで栗を使ったおいしいお菓子を御馳走してくれる。
マロン兵士（マロンへいし）
声 - 村上はるみ
性別 - 男 / 初登場回 - TV第309話B「アンパンマンとマロンくん」
栗の毬の兜を被った兵士。マロン城を集団で守っている。普段はマロンくんの手伝いをしている。
栗のコックさん（くりのコックさん）
性別 - 男 / 初登場回 - TV第309話B「アンパンマンとマロンくん」
マロン城の調理師。集団で栗のお菓子を作っている。

#### モンブラン城の住人
マロン姫（マロンひめ）
声 - 神田和佳→有島モユ→悠木碧（第1054話Aパート）（2010年10月15日）
性別 - 女 / 初登場回 - TV第149話A「アンパンマンとマロン姫」
モンブラン城の姫。甘やかされて育ったので少々わがまま。モンブラン作りの練習を面倒臭がっているが、実際の腕は確かなようでその味はモンブラン王も認めるほど。オウムのクリとはとても仲良し。
クリ
声 - 三ツ矢雄二→豊嶋真千子
性別 - 不明 / 初登場回 - TV第149話A「アンパンマンとマロン姫」
マロン姫が友達のように仲良くしているペットのオウム。とても賢く、マロン姫がピンチになると自らアンパンマン達の助けを呼んだりばいきんまんの妨害をしたりする。

モンブラン王（モンブランおう）
声 - 山寺宏一→大塚明夫
性別 - 男 / 初登場回 - TV第149話A「アンパンマンとマロン姫」
モンブラン城の王。マロンを使ったお菓子や料理を御馳走してくれる。わがままなマロン姫に手を焼いているが、彼女の作るモンブランの味については称賛を送っている。
モンブラン城の大臣（モンブランじょうのだいじん）
声 - 山口健→川津泰彦
性別 - 男 / 初登場回 - TV第149話A「アンパンマンとマロン姫」
マロン姫の世話係。マロン姫にモンブランの作りの練習をさせようとするが、城を抜け出されてしまう。
モンブラン城のコック（モンブランじょうのコック）
性別 - 男 / 初登場回 - TV第822話A「しょくぱんまんとマロン姫」
モンブラン城で美味しいモンブランケーキを作っている調理師たち。
モンブラン城の兵士（モンブランじょうのへいし）
性別 - 男 / 初登場回 - TV第149話A「アンパンマンとマロン姫」
モンブラン城を集団で守っている兵士。持っている槍とイガイガ弾を打ち出す大砲が武器。

### 寺の住人
- たくわん寺については、#山の住人を参照。

くさもち和尚（おしょう）
声 - 上田敏也
性別 - 男 / 初登場回 - TV第315話A「アンパンマンと草もちおしょう」
顔が草餅になっている、くさもち寺の和尚。おいしい草餅をご馳走したり作り方を教えたりしてくれる。草の種類にも詳しい。
そうめん和尚
声 - 北村弘一→丸山詠二→相沢まさき
性別 - 男 / 初登場回 - TV第343話B「アンパンマンとそうめんおしょう」
外見が人間に近いそうめん寺の和尚。素麺を作るのが趣味ということから、みんなから「そうめん和尚」と呼ばれるようになる。みんなに流し素麺を御馳走してくれる。寺で熟成させた秘伝の素麺を作っている。気合いを入れて眉を伸ばし、敵と対峙する時もある。
てんぷら和尚
声 - 伊井篤史→伊藤栄次→池田勝
性別 - 男 / 初登場回 - TV第404話B「てんどんまんとてんぷらおしょう」
てんぷら寺の和尚。揚げたてのおいしい天ぷらをご馳走してくれる。初登場時はてんどんまんがおいしい天ぷら作りを習おうと彼に弟子入りを志願したが当の本人は最初は坊主になるためと勘違いしてしまい、カツドンマンとかまめしどんも巻き込んで雑用をさせていた。
いしうす和尚
声 - 宝亀克寿
性別 - 男 / 初登場回 - TV第519話A「アンパンマンといしうす和尚」
顔が石臼になっている和尚。何でも石で出来ているいしうす寺に住んでいる。頭で何でも挽いて粉にしてくれ、体を収納して頭で転がって移動することもできる。
けんちん和尚
声 - 塚田正昭
性別 - 男 / 初登場回 - TV第526話A「アンパンマンとけんちん和尚」
けんちん寺の和尚。おいしいけんちん汁を御馳走してくれる。「けんちん寺拳法」が得意技で、自身も滑りのある体質で掴まれたり踏まれていたりしても難なく抜け出すことができる。さといもちゃんは彼のお手伝いをすることが多い。
かんぴょう和尚
声 - 大木民夫
性別 - 男 / 初登場回 - TV第756話A「アンパンマンとかんぴょう和尚」
顔がユウガオの形をしている、かんぴょう寺の和尚。「か〜んかんかん」と笑う。かんぴょう作りが得意で、おいしいかんぴょう料理を御馳走してくれる。かんぴょうを伸ばして操り、敵を捕まえることもできる。

#### こんにゃく寺の住人
こんにゃく和尚
声 - 藤本譲
性別 - 男 / 初登場回 - TV第64話B「アンパンマンとコンニャクおしょう」
こんにゃく寺の和尚。おでんの日においしいおでんを作ってくれる。顔のこんにゃくは弾力があり、落下して彼にぶつかった人の衝撃を和らげる。
コンニャク小坊主（コンニャクこぼうず）
声 - 斉藤千恵子（赤）、関川真佐美（茶色）、鶴ひろみ（黒）
性別 - 男 / 初登場回 - TV第64話B「アンパンマンとコンニャクおしょう」
こんにゃく寺で修行をしているこんにゃくの3人組。
たらのめタラちゃん
声 - 大塚智子
性別 - 男 / 初登場回 - TV第308話A「アンパンマンとたらのめタラちゃん」
こんにゃく和尚の弟子で、お世辞が得意なタラの芽の男の子。調子に乗ってばかりなので、いつもこんにゃく和尚に叱られてしまう。

#### だいふく寺の住人
だいふく和尚
声 - 藤本譲（第606話Bパート - 第1410話Aパート）（2001年4月6日 - 2018年6月15日）→鈴木琢磨（第1438話Bパート - ）（2019年1月25日 - ）
性別 - 男 / 初登場回 - TV第606話B「ばいきんまんとだいふく和尚」
だいふく寺の和尚で、いちごだいふくちゃんの祖父。寺に来た客に気前よく大量の大福をご馳走してくれる。ばいきんまん達にも分け隔てなく接する数少ない人物で、ばいきんまんが苦手としている人物でもある。「粘りが肝心」が口癖で大量の大福は全て1人で作っている。非常にマイペースで普段は寺の縁側で昼寝ばかりしており、一見怠け者に見えるが実際は働き者で寺を訪れた人のために裏でこっそり大福を作って用意してある。
いちごだいふくちゃん
声 - 上坂すみれ
性別 - 女 / 初登場回 - TV第1354話A「アンパンマンといちごだいふくちゃん」
だいふく和尚の孫娘。顔は苺大福、前髪は苺の蔕、頭に二つの苺の髪飾りを付けている。ぽっちゃり体型。苺大福を作るのが得意だが、見た目は普通の大福と変わらず本人はそれをこだわっており、大福と言われると怒る。だいふく和尚を「おじいちゃま」と呼び、一緒に寝ることがある。こむすびまんのことは「おにいちゃま」と呼び大変懐いていた。

#### にんにく寺の住人
にんにく和尚
声 - 村松康雄→山寺宏一→藤本譲→鈴木琢磨
性別 - 男 / 初登場回 - TV第117話A「アンパンマンとニンニクおしょう」
にんにく寺の和尚。隠し味のニンニクを伝えようとしている。慌てん坊なにんにくこぞうに手を焼いており、いつも一喝している。にんにくこぞうにパン工場へニンニクを届けさせるが大抵はニンニクの壺を忘れて行ってしまい、結局は自身が届けに行く事がある。彼のニンニクを生で食べると頭頂部から蒸気が噴き出し「ニンニクパワー」がみなぎる。初登場時でどんぶりまんトリオにおいしさを伝授していたが、『カツドンマンとにんにくこぞう』ではお互いに存在を忘れ、初対面のごとく自己紹介をしていた。
にんにくこぞう
声 - 江森浩子
性別 - 男 / 初登場回 - TV第233話B「アンパンマンとニンニクこぞう」
にんにく寺で修行中の小坊主。「お寺の修行は辛いけど、修行を積めば和尚さ～ん♪」と歌いながら登場する。元気はいいが慌てん坊なのが玉に瑕で、にんにく和尚に一喝されるのが日常茶飯事。走るのに夢中になってよく周りが見えなくなってしまう。
パン工場へニンニクを届けるよう和尚にお使いを頼まれるが、大抵は「ニンニクの壺を持ち忘れる」、「壷を持つ和尚ごと届けようとして和尚に怒られる」、「誰かとぶつかった時に間違えて その人の物を 壷と間違えて持って行ってしまう」、「届ける先を間違える」という失敗をする事が多い。
初期の頃は「喧嘩っ早い」所もあった。
その為、「ギョーザくん」と初めて出会った時には、お互いに大喧嘩ばかりしていたが、最終的に 仲の良い名コンビとなった。

### 森の住人
- オオカビさんについては「#その他の敵キャラクター」の節を参照。

こざるたち
声 - 鷹森淑乃→大谷育江（A）、ならはしみき→鶴ひろみ（B）、佐久間レイ（C）
性別 - 男 / 初登場回 - TV第7話A「アンパンマンとぶたまんまん」
ゴリラマンの子供の三つ子。集めた木の実をぶたまんまんに盗られて泣いていたところをアンパンマンに助けてもらう。
ゴリラマン
声 - 山寺宏一
性別 - 男 / 初登場回 - TV第7話A「アンパンマンとぶたまんまん」
こざるたちの父親のゴリラ。服を着ていることもあれば、ズボンを穿いて上半身裸のまま、全裸の時もある。ぶたまんまんの片足を片手で持ち上げるほど、体は非常に大きい。かぜこんこんやらくがきこぞう同様にばいきんまんに利用されて悪事をしたり、空腹のために小さな象を食べようとしたこともあるが、最後はアンパンマン達と和解した。基本、唸るだけでほとんど話さない。集合シーンでは、こざる3匹とバイキングゴリラのペアで描かれることもあった。
ピリマちゃん
声 - 林原めぐみ
性別 - 女 / 初登場回 - TV第11話B「アンパンマンとぴいちくもり」
ぴいちく森に住んでいるメスの鳥。音楽会で美しい歌声を聞かせてくれる。
ポン太（ポンた）
声 - 関俊彦→野崎美子→滝沢ロコ→福島おりね
性別 - 男 / 初登場回 - TV第20話A「アンパンマンとおばけのもり」
タヌキの男の子。何にでも変身することができる。もともと普通の森に住んでいたが、お化けに変身して悪戯をしたりボールを集めたりしていたことでカバオくん達からお化けの森と噂されていた。その行動は野球が下手なせいでカバオくん達から仲間外れにされていたためであり、本当はカバオくん達と一緒に遊びたかっただけである。その後、カバオくん達と和解した。
ふくろうおじさん
声 - 松岡文雄
性別 - 男 / 初登場回 - TV第23話A「アンパンマンとあくびどり」
フクロウの小父。普段は眠っているが、ジャムおじさんに匹敵するほどの博識である。
どんくりぼうや
声 - 原えりこ→佐久間レイ
性別 - 男 / 初登場回 - TV第28話B「アンパンマンとどじょうおじさん」
ドングリの男の子。どじょうおじさんのことを慕っている。仲間が何人かいる。
どんくり兄弟（どんぐり きょうだい）
声 - 鶴ひろみ（兄）、林原めぐみ（末っ子）
性別 - 男 / 初登場回 - TV第256話B「アンパンマンとどんくりコロちゃん」
どんぐりぼうやの仲間達。どんぐりコロちゃんの下でダンスを習っている。
妖精バック（ようせいバック）
声 - 原えりこ→一龍斎貞友
性別 - 男
初登場回 - TV第61話B「アンパンマンとようせいバックちゃん」
自分の思っていることと反対のことを言ってしまう森の妖精。外見は小柄なミノタウロスのような姿をしている。例えば、お腹が空いている時は「お腹いっぱい」と言い、ピンチの時は「助けて欲しくない」と言う。そのため、初対面の人は必ず戸惑う。歌っている歌の詞や「いただきます」などの挨拶は反対にならない。無邪気で人懐っこく、根は優しい性格。また、お世辞なども反対言葉で、逆に悪口を言おうとすると相手には褒め言葉に聞こえてしまう。初登場時はばいきんまんに騙されて悪事を働いてしまうこともあった。その騒動の後に、素直に反対のことを言わなかったこともあったが、すぐまた反対のことを言うようになった。
なお、カレーパンマンとは初登場の時点で会っているが、二度目の共演の時は初対面となっていた。
かさおばけ
声 - 松島みのり
性別 - 男 / 初登場回 - TV第85話B「アンパンマンとかさおばけ」
柄の無い黒いこうもり傘の形をしたお化け。くらやみ森を守るため、森に入ってくる人を驚かしている。「アンブレッラ！」が口癖。ばいきんまんに騙されてアンパンマン達を襲ったが、和解した後はジャムおじさんに柄をつけてもらい、バタコさんに気分転換として明るい色にしてもらった。1997年のテレビアニメスペシャル「メレンゲシスターズのクリスマス」以降は同じ外見の仲間が大勢いて、アニメ後半からばいきんまん側に付くことが多く、彼の命令に普通に従っていたり自らアンパンマン達を襲ったりなど、ばいきんまんの手下として描かれている。
そっくりおばけ
声 - 原えりこ
性別 - 男 / 初登場回 - TV第116話B「アンパンマンとそっくりおばけ」
本物とそっくりに変身できるお化けの子。森の中の古い洋館に住み、そこへ来た人を脅かして楽しむが一方で悪事は大嫌い。ばいきんまんに変身した時は彼の尻拭いをしていた。ほかの変身系のキャラクターとは異なり声まで本物と同じになるため、本物との区別は難しい。
はちみつぼうや
声 - 原えりこ
性別 - 男 / 初登場回 - TV第143話B「アンパンマンとストローこうもり」
蜜蜂の男の子。蜜蜂達と一緒に蜂蜜を守っている。外見や剣を持っているところも含め、カレンの森のハニーと似ている。
コング
声 - 加藤治
性別 - 男 / 初登場回 - TV第157話A「トマトちゃんと怪力コング」
力持ちのゴリラの大男。周りから怖がられているが、本当は寂しがり屋で気は優しい。
ハッパちゃん
声 - 亀井芳子
性別 - 女 / 初登場回 - TV第169話A「アンパンマンとハッパちゃん」
小さな葉の妖精の女の子。春はクローバーの葉、秋はイチョウの葉に乗って飛んできて、持っている花の杖で森の葉に季節を教えている。カレーパンマンと仲がよい。
つくしくん
声 - こおろぎさとみ
性別 - 男 / 初登場回 - TV第170話A「アンパンマンとすいこみどり」
つくしの男の子。巨大なつくしが何本も生えているつくしの森を管理している。つくしの森に山菜を摘みに来る人を案内してあげる。
どんくりコロちゃん
声 - 平松晶子
性別 - 女 / 初登場回 - TV第256話B「アンパンマンとどんくりコロちゃん」
どんぐりぼうや達に踊りを教えている女の子。外見は人間に近い。
らんぼうや
声 - 真山亜子
性別 - 男 / 初登場回 - TV第266話B「アンパンマンとらんぼうや」
ケンタウロスがライオンの髪を生やしたようなじゃじゃ馬の男の子。名前の通り乱暴な性格だが、優しい一面を見せることもある。世界一足が速いと自慢しており、その速さはピクルスとも互角に渡り合うほどである。後ろ蹴りはかなり強烈でアンパンマンやばいきんまんは勿論、大岩やバイキンメカ、さらにはSLマンまで蹴飛ばしたほど。初登場回では自分が一番強いと思っており、そのたびに相手を蹴飛ばしてきた。それをばいきんまんに利用されて、アンパンマン達を襲うが、和解後にむやみに蹴飛ばすのをやめて森を守ることを誓った。
クルルン
声 - 松倉羽鶴
性別 - 女 / 初登場回 - TV第321話「アンパンマンとふしぎなクルルン」
ある日、山で吹雪の中で倒れていたところをアンパンマンに発見されてパン工場に運ばれた記憶喪失の女の子。髪型を見たジャムおじさんから「クルルン」と名付けられた。アンパンマンとはお互いに不思議な縁を感じていたが、その正体は勇気の花の妖精である。もともとは勇気の花そのものだったが広い世界を見たいと願っているうちに人間の姿になり、辺りの勇気の花は全て消えてしまう。勇気の花のエキスがないアンパンマンがばいきんまん達に襲われている最中に全てを思い出し、彼を助けるために本来の姿である勇気の花へと戻り彼女は消えてしまった。結果、アンパンマンは勇気の花のエキス入りの新しい顔に替えてばいきんまん達をやっつけることができたが、ジャムおじさん達から一連の流れを聞いて落ち込むが同時に彼女はいつも一緒と聞いて元気を取り戻した。
シャンピニオン王子（シャンピニオンおうじ）
声 - 日高のり子→田中真弓
性別 - 男 / 初登場回 - TV第352話A「アンパンマンとキノコの森」
きのこの森の王子。頭がキノコでそれ以外は人間の外見をしている。キノコの粉を武器に、きのこの森を守っている。ニックネームは「ピニ」。
ミノムシくん
声 - 松本美和
性別 - 男 / 初登場回 - TV第356話B「アンパンマンとミノムシくん」
蓑虫の男の子。頭の角から糸を出して簔を作ったり木から木へ移動したり悪者を捕らえたりなどいろんな活用法がある。ばいきんまんに騙されてアンパンマンを捕らえるが騒動後、和解した。
シチューおばさん
声 - 吉田理保子（第358話Aパート）（1995年12月4日）→野沢雅子（第605話Bパート - ）（2001年3月30日 - ）
性別 - 女 / 初登場回 - TV第358話A「ばいきんまんとシチューおばさん」
心まで温まるおいしいシチューを作ってくれる小母。優しくて頼りになる性格で、初登場時に風邪をひいたドキンちゃんのためにばいきんまんにバイキン城に連れて来られるが、事情を理解したことで彼らにも分け隔てなく接していた。それ以降ばいきんまん達にとって希少な友好関係になり、彼女の前ではアンパンマン達がいても悪事を働かない描写もある。シチューおばさんの目の前でシチューを奪ったり、暴れたり、シチューおばさん自身を人質にしたり（「カレーパンマンとシチューおばさん」）することもある。丘の向こうの森の奥にあるシチュー用の鍋の形の家に住んでいる。
あんずちゃん
声 - 仲尾あづさ
性別 - 女 / 初登場回 - TV第415話B「メロンパンナとあんずちゃん」
あんずの森に住んでいるアンズの女の子。おいしいアンズジャムを作ってくれるが自分に自信が持てない性格で失敗することも多かったが、ばいきんまん達との騒動をきっかけにそれを克服した。
クルミちゃん
声 - 長沢美樹→山田美穂→遠藤綾
性別 - 女 / 初登場回 - TV第442話B「カレーパンマンとクルミちゃん」
クルミの森に住んでいる頭にクルミの殻を被せた小さな妖精の女の子。人見知りが激しいが、仲良くなった相手にはクルミの実をプレゼントする。カレーパンマンも彼女の親友となり、クルミをもらった。
すずらん姫（すずらんひめ）
性別 - 女 / 初登場回 - TV第515話B「ちびぞうくんとすずらん姫」
森の奥のすずらんの園に住んでいる小さな姫。夜が更けるとスズランの花を咲かせにやって来る。彼女の咲かせるスズランは風に靡くと鈴の音を鳴らす。頭の光を強めて相手の目を眩ますことができる。非常にか弱く彼女に異変が起きると咲かせたスズランも同時に元気がなくなってしまう。また、彼女がピンチになるとスズランの花が彼女のもとへ飛んで行きアンパンマン達を誘導する。ハロウィンマンと同じく声に出してしゃべることはないが表情や鈴の音でいろんなことを伝える。
チェロヒキーさん
声 - 小林修（第591話Bパート - 第1077話Bパート）（2000年12月1日 - 2011年4月22日）→田中秀幸（第1322話Bパート - ）（2016年8月12日 - ）
性別 - 男 / 初登場回 - TV第591話B「ばいきんまんとチェロヒキーさん」
森の中のログハウスでチェロを弾きながら暮らす音楽家。目が8分音符の形になっている。過去の失敗が原因で自分の演奏に自信をなくしていた。成り行きで知り合ったばいきんまんの協力でそれを克服し、一緒にコンサートを開いた。そのため、ばいきんまんを敵視しない数少ない人物の1人となっており、彼のことを君付けで呼んでいる。話によっては彼を友達として接している時がある。彼の美しい調べはロールパンナの良い心をも強調させる。
もっきんまん
声 - 佐々木望→松風雅也
性別 - 男 / 初登場回 - TV第604話A「アンパンマンともっきんまん」
体が木琴である木の男性。木琴の演奏には誰にも負けない自信を持っている。木琴の森に住んでいる。
妖精ミズリン（ようせいミズリン）
声 - 豊嶋真千子
性別 - 女 / 初登場回 - TV第657話A「メロンパンナと妖精ミズリン」
水芭蕉の妖精。森に咲く水芭蕉を大切に育てている。周りに霧を発生させたり霧の力を使って汚れを落としたりすることができる。悲しい気持ちになると周囲に霧が立ち込め、気温も著しく下がってしまう。
水芭蕉の精（みずばしょうのせい）
性別 - 不明 / 初登場回 - TV第657話A「メロンパンナと妖精ミズリン」
ミズリンと共に水芭蕉を守っている小さな妖精達。ミズリンの力によって放たれ、彼女の手助けをする。竜巻を発生させたり汚れを落としたりすることができる。

ドクダミ夫人（ドクダミふじん）
声 - 片岡富枝
性別 - 女 / 初登場回 - TV第690話A「アンパンマンとドクダミ夫人」
ドクダミの森で体によいドクダミを育てている夫人。森を訪れた人にドクダミ茶を飲ませてくれたり、怪我を負った人をドクダミで治療してくれたりする。ドクダミの花を舞い上がらせ、自在に操ることができる。怖そうに見えるが、本当は心優しい性格。うるさいのは嫌い。初登場時はその怪しげな雰囲気からカバオくん達からは恐ろしい魔女がいると恐れられていたが、ばいきんまんとの騒動をきっかけに彼らと仲良くなった。賑やかなのが苦手だが、カバオくん達が歌ったりする分にはある程度の許容はしている。
ふきのとうくん
声 - 三石琴乃、川上とも子（代役）
性別 - 男 / 初登場回 - TV第786話A「アンパンマンとふきのとうくん」
ふきのとうの男の子。毎年春が来るまで眠っているが、春が訪れる前に目を覚まし、まだ雪の残る外に飛び出したせいで寒い思いをしてしまう慌て者な所がある。心が温かくなると周りの気温が上がり、逆に心が冷たくなると周りの気温が下がる。温かい心が強くなると頭の花から柔らかい光が放たれ、周りの雪を溶かし緑を芽吹かせる。
パジャマン
声 - 潘恵子→川澄綾子
性別 - 男 / 初登場回 - TV第795話B「アンパンマンとパジャマン」
パジャマンの森に住んでいて、夜に現われては寝ている人（もしくは寝ようとしている人）に魔法でパジャマとナイトキャップをあげている（あげる対象は原則子供に限定されるが、頼めば大人であってももらうことができる）。そのパジャマには、例えばカバオくんならKの文字が、ちびぞうくんならTの文字のようにキャラクターのイニシャルにちなんだアルファベットが描かれたデザインになっている。彼のパジャマや手から放たれる光には眠気を誘う効果がある。目はナイトキャップで隠れている。「パジャ」としか喋ることができないため、人々が朝起きる頃に眠りにつく。普段は眠っている時はなかなか起きず、ばいきんまんの騒音攻撃に対しても熟睡している。ドキンちゃんがパジャマンのパジャマを欲しがっているのを察してばいきんまん達にも躊躇うことなくパジャマをあげるなど、彼らのことはあまり敵視していない。
カスタネットくん
声 - 安済知佳→越川詩織
性別 - 男 / 初登場回 - TV第1177話A「みみせんせいとカスタネットくん」
頭がカスタネットの男の子。カスタネットの森に住んでいる。最初はカバオくん達と演奏の息が合わなくて拗ねてしまったが、みみせんせいに励まされてみんなと一緒に演奏する楽しみを再確認した。頭のカスタネットで逆さになって跳ねながら移動する。
ぎんなんぼうや
声 - 大本眞基子（A）、根谷美智子（B）、越川詩織（C）
性別 - 男 / 初登場回 - TV第1192話A「ちゃわんむしまろとぎんなんぼうや」
イチョウの森を守っている小さな銀杏の三つ子。イチョウの葉を飛ばして踊る「イチョウの舞」を披露している。イチョウの葉に乗ると空を飛べる。ちゃわんむしまろは彼らからよく銀杏をもらいに来る。
シナモンロールちゃん
声 - 瀬戸麻沙美
性別 - 女 / 初登場回 - TV第1378話A「アンパンマンとシナモンロールちゃん」
頭がシナモンロールの女の子。外見は人間に近い。ピンク色の服でシナモンのCの文字がある。髪の色は青緑。少々キツい性格で、喧嘩をしたり暴れたりする行儀の悪い者は大嫌い。「モンモンシナモンシナモンモーン」とよく口ずさむ。シナモンの森に住んでいて、おいしいシナモンロール作りが得意。シナモンパウダーから作る本格派で、「甘いだけじゃなくて少しピリッとスパイシー」と本人は味にもかなりこだわっている。ばいきんまんやドキンちゃんにもシナモンロールをご馳走してくれるが、行儀が悪い者にはあげない。持っている杖・シナモンスティックから出すシナモンパウダーで相手の視界を奪うことができる。ジャムおじさんとは知り合いらしい。

#### カレンの森の住人
カレン
声 - 水谷優子→佐久間レイ→かないみか→横田みはる（映画：第3作同時上映）→笠原留美→長沢美樹、原えりこ（代役）
性別 - 女 / 初登場回 - TV第32話B「アンパンマンとカレンのもり」
蝶の女の子。ドキンちゃんと仲がいい。顔は人間である。同じ外見の別個体が複数いる。
ハニー
声 - 島本須美→松岡洋子→高田由美→渡辺美佐→佐々木望
性別 - 男 / 初登場回 - TV第32話B「アンパンマンとカレンのもり」
蜜蜂の男の子。持っている剣や蜂達と一緒に友達のカレンを守っている。カレンと同じく顔は人間で同じ外見の別個体が複数いる。OPや映画のシーンでは、アリンコキッドやハッパちゃんたちと同じくらい小さいサイズで登場することもある。
毛虫のケムタン（けむしのケムタン）
声 - 塩屋翼
性別 - 男 / 初登場回 - TV第54話B「アンパンマンと毛虫のケムタン」
偶然、りんごの中にいたところをばいきんまんのメカで巨大化させられてしまった毛虫。ひょうきん者で騙されやすい性格。体色は緑色で毛は薄い紫色。毛を抜いて剣のように使うことができる。ばいきんまんの仲間としてカレンの森を荒らし、アンパンマンを襲うものの、アンパンマンに投げられて地面にぶつかった衝撃で巨大化の効果が切れて元のサイズに戻り、反省をしてアンパンマン達と和解すると蛹から羽化して蝶になった。蝶の時は毛虫の時と顔が違う(毛虫の時はたらこ唇があったが蝶の時はカレンと同じ)。映画第4作同時上映「うたえ!夢のアンパンマン号 - アンパンマンとゆかいな仲間たち（Cパート）」で、あくびどりやゴミラ達と『アンパンマンたいそう』を踊っている時に、また巨大な毛虫として登場している。OPでも巨大な毛虫の姿で、アンパンマンの敵のような存在で登場している。勇気りんりんのEDではホラーマンやドクター・ヒヤリ達と同じ大きさで描かれていた。
ツボミちゃん
声 - こおろぎさとみ
性別 - 女 / 初登場回 - TV第327話B「ばいきんまんとツボミちゃん」
蕾の幼女。カレンの森の花を配っている。人懐っこくて、ばいきんまんと仲がいい。顔は人間である。数は10まで数えられるが、20はダメらしい。親しい相手は全て「ちゃん」付けで呼ぶ。

#### サトウカエデの森の住人
ホットケーキマン
声 - 速見圭→城雅子
性別 - 男 / 初登場回 - TV第371話A「ホットケーキマンとシロップちゃん」
顔がホットケーキの男の子。おいしいホットケーキをご馳走してくれる。山吹色の服。怒ると頭のバターが溶ける。溶けたバターを相手にかけ、手を滑らせたり視界を遮ったりすることができる。
シロップちゃん
声 - 豊島まさみ→里郁美
性別 - 女 / 初登場回 - TV第371話A「ホットケーキマンとシロップちゃん」
顔がメープルシロップ用のピッチャーになっている小さな女の子。メープルシロップの元であるサトウカエデの木の世話をしている。ピンク色の服。ホットケーキマンの友達。

#### しあわせの木の住人
リィ
声 - 吉田美保
性別 - 女 / 初登場回 - TV第102話B「アンパンマンとしあわせの木」
リスの女の子。祖父と子供達と生活していたがばいきんまん達にしあわせの木を占領され、アンパンマンに助けを求めた。
リィのおじいさん
声 - 辻村真人
性別 - 男 / 初登場回 - TV第102話B「アンパンマンとしあわせの木」
リィの祖父のリス。リィとリスの子供達としあわせの木で生活している。しあわせの木のことについて何でも知っている。
叶え星の妖精（かなえぼしのようせい）
声 - 中村ひろみ（A）、原えりこ（B）
性別 - 女 / 初登場回 - TV第102話B「アンパンマンとしあわせの木」
しあわせの木の願い事を叶えるために夜中にやってくる小さな妖精。大勢の仲間達がいる。外見はどちらかと言うと天使に近い。

#### ジャングルの住人
タータン
声 - 菅谷政子（第34話、第433話）（1989年6月5日、1997年6月27日）→白鳥由里→折笠富美子
性別 - 男 / 初登場回 - TV第34話「アンパンマンとタータン」
ジャングルの平和を守っているとても強い男の子。外見は人間に近い。動物と仲良し。元ネタは「ターザン」から。
トント
声 - 小野寺啓子
性別 - 男 / 初登場回 - TV第34話「アンパンマンとタータン」
タータンと仲良しのオスの子象。こぞうのジャンボに似ている。
カエルリュウ
声 - 津久井教生→三ツ矢雄二
性別 - 不明 / 初登場回 - TV第34話「アンパンマンとタータン」
カエルと首長竜を合わせたような怪物。巨大なためにホラーマンにアンコラではないかと思われた。体の色は紫色の時と緑色の時がある。ジャングルにある魔の山の滝壺に住んでいる。長い舌が武器。初登場時は悪役であり、滝壺に落ちた者を食い荒らす。ばいきんまん達に捕まったアンパンマン達を食べようとしたが、タータンと仲間のゾウ達に退治されてから改心して大人しくなった。その後、『タータンと化石の魔王』では、ジャングルで暴れる 化石の魔王に、長い首を巻きつけて、化石の魔王の暴走を止めようとするなど、ジャングルの「魔の山の守り神」として、タータン達と仲良く暮らしている事が判明して、メロンパンナとも仲良くなる。映画『つみき城のひみつ』では、緑色の姿で再び悪役として登場する。ただし、カレーパンマンにケロゴンと呼ばれる。

#### 竹林の住人
タケトンボマン
声 - 中嶋聡彦→太田真一郎、中村大樹（代役）
性別 - 男 / 初登場回 - TV第282話A「アンパンマンとタケトンボマン」
ロケットのような頭に竹とんぼが付いた男性。竹とんぼ作りが得意で、子供達に竹とんぼの楽しさを広めている。頭の上の竹とんぼを回すとヘリコプターのように空を飛べる。竹とんぼ以外に竹で玩具や遊具も作れる。
たけのこぼうや
声 - 篠原あけみ→植田佳奈
性別 - 男 / 初登場回 - TV第282話A「アンパンマンとタケトンボマン」
竹林を守っているタケノコの男の子。タケトンボマンの友達。竹と会話したり、いろんな竹細工を作ったりすることが出来る。また、そのほかにも複数の仲間（声 - 三ツ矢雄二、坂本千夏、平野綾 他）がいる。
おことちゃん
声 - 天野由梨→笹井千恵子
性別 - 女 / 初登場回 - TV第546話B「アンパンマンとおことちゃん」
琴の名人である和服姿の女の子。外見は黒い長髪の人間に近い。彼女の琴の演奏は、ばいきんまんも含めて誰もが聞き入ってしまうほどに美しい。皆にタケノコご飯をご馳走してくれる。一緒に共演したほとんどの男性ゲストキャラクターは、彼女を見ると顔を赤らめる。
ばいきんまんに対しては琴の演奏で気を引いている間に、アンパンマンが復活して撃退することがほとんどであったが、2015年（平成27年） からは勘違いして御礼を言ったり、琴の演奏や説得、タケノコご飯をあげたりして平和的に解決することが見られるようになった。
やつはしさん
声 - 山像かおり
性別 - 女 / 初登場回 - TV第699話A「しょくぱんまんとやつはしさん」
和服姿の八橋の女性。美味しい八橋を食べてもらうために茶店を出している。性格は優しくて上品で、ばいきんまんの名前を思わず「ばっちいお名前」と発言し、彼を逆ギレさせた。

#### つばきの森の住人
つばき姫（つばきひめ）
声 - 久川綾→雪野五月
性別 - 女 / 初登場回 - TV第131話「つばき姫とこどもまつり」
頭にツバキの花を乗せた、つばきの森の姫。歌が上手。みんなが仲良く暮らすことを願っている。ツバキの花が咲く頃、『子供祭り』で子供達に歌を聞かせてくれる。
かしわもちまん
初登場回 - TV第29話B「アンパンマンとクリームパンマン」
顔が柏餅の三つ子の兄弟。こどもの日に美味しい柏餅を食べさせてくれる。剣道が得意。初登場時は「かしわもちくん達」と呼ばれていて仲が悪い兄弟だったが、クリームパンマン（アンパンマン）を助けてから仲が良くなった。現在でも喧嘩することも多いが、いざとなった時のコンビネーションは抜群である。話によっては、特定のキャラクターにスポットが当たることも多い。TV第131話ではつばきの森の案内役をしており、カシワの葉に乗って移動していた。現在は端午の節句の時期に合わせて登場することが多い。
かぜまる
声 - 堀越真己→横山智佐→潘恵子→佐久間レイ→潘めぐみ
性別 - 男
長男のかしわもちまん。白い顔をしている。柏餅作りでは、餅を捏ねる係。よく喧嘩をするくもまるときりまるをたしなめることが多い。また、自身もくもまると悶着を起こし、きりまるを困らせることがある。長男ゆえに責任感が強く、弟のくもまるときりまるをまとめている。
くもまる
声 - 吉田美保→亀井芳子→吉田美保→かないみか→嶋方淳子→原えりこ、中村ひろみ（代役）
性別 - 男
次男のかしわもちまん。桃色の顔をしている。柏餅作りでは、餅の中にあんこを入れる係。強気な性格で、弱気なきりまるにきつい態度で接するためよく喧嘩をする。生真面目でせっかちな所もある。かしわもちまんの話の騒動の発端は主に彼が担うことも少なくない。
きりまる
声 - 久梨原れな→安藤ありさ→嶋方淳子→かないみか、本多知恵子（代役）
性別 - 男
末っ子のかしわもちまん。緑色の顔をしている。柏餅作りでは、柏餅にカシワの葉を包む係。弱気な性格で、強気なくもまるとはよく喧嘩になる。かしわもちまんの中では一緒に共演するゲストとの絡みが多い。

さくらもちねえさん
声 - 鈴鹿千春→土井美加
性別 - 女 / 初登場回 - TV第230話A「アンパンマンとさくらもちねえさん」
春においしい桜餅を作って配ってくれる女性。気の強い性格でばいきんまんを「坊や」と呼び、子供扱いしている。実際に1人でばいきんまんを倒してしまうほどに強い。日傘と鳥黐を武器にしている。日傘は刀のように何でも切り刻み、一振りするだけでつむじ風を起こすことができる。共演した際に、かしわもちまん達に始めから「姉さん」と慕われていた。

#### 魔女の森の住人
魔女（まじょ）
声 - 増山江威子→定岡小百合→佐久間レイ
性別 - 女 / 初登場回 - TV第18話A「アンパンマンまじょのくにへ」
魔女の森に住んでいる魔法使いのおばあさん。もともとは普通のお婆さんだったが、手下のカラスに魔法の帽子を被らされて魔女になってしまった。魔法の箒に乗ると空を飛べる。初登場時は魔法の帽子の悪い呪いに操られて、アンパンマンやばいきんまんの2人を敵に回してしまうが、アンパンマンに勇気付けられたトラくんの活躍で正気に戻り、魔法の帽子の悪い呪いはジャムおじさんが全て解いた。その後、再び魔女に戻っている。また、映画第4作同時上映『うたえ!夢のアンパンマン号 - アンパンマンとゆかいな仲間たち（Cパート）』でホラーマンやバケルくん達と『アンパンマンたいそう』を踊ったり、ばいきんまんに魔法の帽子・魔法の箒・呪文が書かれている本を盗まれたりと善人として登場することもあれば、ばいきんまんのバイキンサーカスで芸をしたり、ドキンちゃんを誘拐して無理やり弟子にさせたりと再び敵のような存在になることもある。孫にマゴマジョがいて、現在は修行中の彼女をいつも叱咤激励している。
なお、初代声優の増山は映画第6作の『リリカル☆マジカル まほうの学校』において、魔法学校の先生を務める魔女の声を担当しているが、こちらは無関係。
カラス
声 - 鈴木清信
性別 - 男 / 初登場回 - TV第18話A「アンパンマンまじょのくにへ」
魔法の帽子を被っているカラス。魔女のお手伝いをしている。なお、絵本版および紙芝居版ではフクロウに変更されている。

マゴマジョ
声 - 本多知恵子→川澄綾子
性別 - 女 / 初登場回 - TV第249話A「ばいきんまんと魔法のホウキ」
魔法の修行をしている魔女の孫の女の子。外見は人間に近い。心を持っている魔法の箒に乗ると空を飛べる。魔法がまだうまく使えなくてよくいじけてしまうが、一緒に共演するゲストや祖母に励まされてから自信を取り戻すことが多い。クリームパンダと仲が良く彼との共演も多い。いたずら好きでお調子者の魔法の箒を叱ったり、あかちゃんまんをあやしたりとしっかりしたところもある。ばいきんまん達に魔法の帽子と箒を奪われて悪用されることが多いが、彼らが悪さをしていなければ、優しく接したり仲良く遊ぶことがある。

#### てんぐの森の住人
こてん
声 - 松本梨香→冨永みーな→松本梨香→小林由美子
性別 - 男 / 初登場回 - TV第263話B「アンパンマンとてんぐぼうや」
悪戯好きな天狗の男の子。てんぐの森を守りながら立派な天狗になるために修行をしている。「てんてこまいですってんてん」と唱えることで、手に持っている葉団扇の能力で風を自由に吹かせたり、相手の鼻を伸ばしたりすることが出来る。また、彼が持っている簔（正確に言えば、だいてんから手入れを頼まれ預かった物をそのまま無断で持ち出したもの）は姿を透明にする力がある。
だいてん
声 - 山寺宏一→立木文彦
性別 - 男 / 初登場回 - TV第279話A「こむすびまんとてんぐぼうや」
こてんの父親の巨大な天狗。息子のこてんを一人前にしようと厳しく鍛えている。普段はてんぐの森の見回りをしている。こてんと同様、手に持っている葉団扇の能力を使うことができ、呪文は「だいてんてんのすってんてん」。

#### もりそば森の住人
おこんちゃん
声 - 原えりこ→宮内あい→平野綾
性別 - 女 / 初登場回 - TV第429話A「おむすびまんとアングリラ」
キツネの女の子。もりそば森にあるもりそば村でおいしいきつねそばを作っている。化けることができる。
こん太郎（こんたろう）
声 - 中村ひろみ→山寺宏一→長沢美樹→進藤サキ→徳本恭敏→岡本幸輔
性別 - 男 / 初登場回 - TV第429話A「おむすびまんとアングリラ」
もりそば森のもりそば村に住むキツネの男の子。アングリラを倒すためのこんにゃく玉を持っている。

### 山の住人
- アンコラ、コアンコラについては「#その他の友人」の節を参照。

たぬきおに
声 - 山寺宏一（映画：第2作同時上映、OVA『おむすびまんとさなえ姫』『おむすびまんのお米講座』）→松野太紀（第460話Aパート、第478話Aパート）（1998年1月30日、1998年6月5日）→堀内賢雄（第564話Aパート - ）（2000年4月28日 - ）
性別 - 男 / 初登場回 - 映画第2作同時上映「おむすびまん」、TV第460話A「アンパンマンとたぬきおに」（TVデビュー）
おそろし山に住んでいる、タヌキと鬼を合わせたような妖怪。食いしん坊で鍋料理を作るのが得意。頭に葉っぱを乗せて「たぬちっち、どろーん！」と唱えるといろんな姿に変身することができる。主な変身は巨大な怪物に変身すると普段の姿より力が強くなり並の攻撃ではビクともせず、コウモリに変身すると空を飛べるようになるが小柄になるので普段の姿より非力になる。他のキャラクターに変身することもできるが、尻尾だけそのままなのでめいけんチーズに見破られることが多い。アンパンマンに変身して本人と一緒にダブルパンチでばいきんまんをやっつけたこともある。映画『おむすびまん』では悪役でおむすびまんやこむすびまんを狙っていた（なお、デザインは現在のテレビアニメ版とは違う）。それから数年後にテレビアニメ版にも登場。お腹を空かせていたところをばいきんまん達にそそのかされてアンパンマンとパン工場を襲うが、そこでバタコさんに出会い彼女に一目惚れしてしまい、そのまま彼女を連れ去ろうとするがアンパンマン達に阻止されてしまいその場を逃走した。それ以降、彼女に好意を持ってしまいあの手この手で彼女を喜ばせようと鍋料理を振る舞ったり赤ちゃんに変身して彼女に甘えようとしたりするが、バタコさんに変装したばいきんまん達に騙されてアンパンマンを襲うことも多い。それでも最後は和解して終わり、アンパンマンからは「どこか憎めない」、ジャムおじさんからは「まるでホラーマンみたい」と評され良好な関係を築いている。映画と異なり、テレビアニメ版ではパン工場の仲間達や町の住民達と仲良くなっており、おむすびまんやこむすびまんとは初対面という設定から始まり仲良くしている。「たんたんたぬき」という言葉や音楽が聞こえると踊り出してしまうのと、梅干しなどの酸味のある物が苦手なのが弱点。本名は「たんたんたぬきのたぬきおに」だが、周りからは基本的に「たぬきおに」と呼ばれている。
バットット
声 - 千葉繁
性別 - 男 / 初登場回 - 映画第2作同時上映「おむすびまん」
たぬきおにの家来の赤紫色のコウモリ。お調子者かつ冗談好きな性格でたぬきおにを親分またはボスと呼んでいる。たぬきおにに対してもタメ口を使い、映画では激しいツッコミが見られる。人や物を持ち上げるほど力持ち。ラーメンや梅干しが好物。
かきくけこちゃん
声 - 堀越真己→東美江、足立友（OVA・ひらがなであそぼう）
性別 - 女 / 初登場回 - TV第105話B「アンパンマンとかきくけこちゃん」
とんがり山に住んでいる柿の女の子。みんなにおいしい柿を食べてもらうため、柿を大切に育てている。初登場時は自分が育てた柿が実は渋柿だったことを知らなかったが、ばいきんまんとの騒動の後、ジャムおじさん達の協力で自分の渋柿が甘くておいしい柿になった。
カレーナ
声 - 横田みはる
性別 - 女 / 初登場回 - TV第136話A「かいじゅうアンコラとカレーナ」
アンコラの友達の巨大な怪獣の女の子。体色は黄色。カレーパンが大好きで甘い物は苦手。
お茶漬けサクサクさん（おちゃづけサクサクさん）
声 - 龍田直樹→仲野裕
性別 - 男 / 初登場回 - TV第139話B「アンパンマンとお茶づけサクサクさん」
お茶漬け山の民家に住んでいる穏やかな小父。畑で育てた野菜を町の人々に配ったり、おいしいお茶漬けを御馳走してくれる。初登場時はばいきんまん達に野菜畑を荒らされてしまったが、空腹で行き倒れになった彼を介抱しお茶漬けをご馳走するなど、現在ではばいきんまんにも分け隔てなく接している。
クリスケさん
声 - 塩屋翼→塩屋浩三
性別 - 男 / 初登場回 - TV第155話B「アンパンマンとクリスケさん」
顔が栗の小父。栗の木山の持ち主で栗料理の名人。栗の木山を守っている。余所者の栗拾いを禁止させていたが、アンパンマンに助けられてからは栗拾いを許可してくれた。
しかくおに
声 - 千田光男（第162話Bパート、第217話Aパート、第644話Aパート、第876話Bパート、第1156話Aパート）（1991年12月16日、1993年2月1日、2002年2月1日、2007年2月2日、2013年1月18日）
性別 - 男 / 初登場回 - TV第162話B「アンパンマンとしかくおに」
四角い顔をした鬼。しかく山に住んでいる。丸い物が大の苦手であり、金棒で叩くと何でも四角になる。当初はアンパンマンの丸い顔も嫌っていたが、現在では克服している。丸い物全般が平気になれるよう日夜山奥でトレーニングしている。さんかくまんと共演した話ではばいきんまんに騙されて「四角が一番」と言って町中をなんでも四角くしてさんかくまんと喧嘩をしたが、ばいきんまんの仕業だと気づきばいきんまんとの騒動後はお互い仲直りした。
りんりん
声 - 池本小百合
性別 - 男 / 初登場回 - TV第163話「ふしぎなふしぎなジングルベル」
外見が人間に近く、頭の帽子に鈴を付けた男の子。ジングル山にある金色と銀色の二つの鈴がなる木を守っている。りんりん谷のりんりんとは無関係。
おんせんくん
声 - 桜井敏治→松本保典→原えりこ
性別 - 男 / 初登場回 - TV第187話A「アンパンマンとおんせんくん」
頭に温泉マークを乗せた男の子。温泉作りを頑張っている。頭の温泉マークが取れると記憶喪失になる。立派なおんせんまんを目指しているが、初登場時からジャムおじさんやかまめしどんから「おんせんまん」とも呼ばれていた。
おんせんじいさん
声 - 茶風林
性別 - 男 / 初登場回 - TV第187話A「アンパンマンとおんせんくん」
おんせんくんの祖父。孫が立派なおんせんまんになれるように応援している。
おんせん母さん
声 - 滝沢ロコ
性別 - 女 / 初登場回 - TV第187話A「アンパンマンとおんせんくん」
おんせんくんの母親。息子が立派なおんせんまんになれるように応援している。
しぶがきじいさん
声 - 辻村真人（第210話Bパート、第299話Aパート、第729話Bパート）（1992年11月30日、1994年9月12日、2003年11月14日）→大竹宏（第912話Aパート - 第1282話Bパート）（2007年10月26日 - 2015年9月25日）→二又一成（第1430話Bパート）（2018年11月16日）→宇垣秀成（第1473話Bパート - ）（2019年10月11日 - ）、山寺宏一（代役）
性別 - 男 / 初登場回 - TV第210話B「メロンパンナとシブガキじいさん」
柿山の民家に住む渋柿の小父。少し頑固で怒りっぽいが、曲がったことが大嫌いな優しい人。自分の柿畑で育てた渋柿の実でおいしい干し柿を作っている。
ケーキくん
声 - 伊藤美紀→永澤菜教→冨永みーな→丹下桜→冨永みーな
性別 - 男 / 初登場回 - TV第213話「とどけ!みんなのクリスマスケーキ」
ケーキ山に住んでいるパティシエ。弟達と一緒にケーキを作り、毎年クリスマスにはクリスマスケーキを配ったりケーキ作り教室を開講したりしている。
さんかくまん
声 - 飛田展男
性別 - 男 / 初登場回 - TV第214話B「アンパンマンとさんかくまん」
顔が三角の男性。さんかく山に住んでいる。三角槍という槍で何でも三角にしてしまうが三角槍が壊れると元に戻る。丸い物は苦手。手先が器用。ばいきんまんに騙されて、アンパンマンを始めパン工場や街の人、あらゆる物を三角にしてしまったが、最後はおむすびまんの活躍で騙されたことに気づきばいきんまんを三角にして懲らしめた後、迷惑をかけたお詫びとして三角の形の遊び場を作り山に帰った。しかくおにと共演した話ではばいきんまんに騙されて「三角が一番」と言って町中をなんでも三角にしてしかくおにと喧嘩をしたが、ばいきんまんの仕業だと気づきばいきんまんとの騒動後はお互い仲直りした。
さび太郎（さびたろう）
声 - 篠原恵美
性別 - 男 / 初登場回 - TV第217話B「アンパンマンとおさびし山のさびたろう」
おさびし山に住んでいて、歌を歌うのが好きな男の子。しかし、彼の歌を聞くと悲しくなって泣き出してしまう。その理由は、山に独りぼっちで住んでいたために悲しい声になったが、和解した後はカバオくん達と楽しく歌うことが出来た。見た目は人間に近い。一人称は「オイラ」ばいきんまん達を含め「さび太郎君」と君付けで呼んでいる。
たけのこちゃん
声 - 柴田由美子→伊藤美紀
性別 - 女 / 初登場回 - TV第231話A「かまめしどんとたけのこちゃん」
タケノコの女の子。かまめしどんとは仲良しで、彼と一緒においしいタケノコ料理をみんなに御馳走してくれる。たけのこ山の竹林を守っており、竹を操る能力を持っている。
ほしがきおじさん
声 - 上田敏也
性別 - 男 / 初登場回 - TV第259話A「ほしがきおじさんとかきくけこちゃん」
干し柿の小父。山奥にある自分の家に生えている柿の木からおいしい干し柿を作っている。かきくけこちゃんは彼のことを慕っており、一緒に干し柿作りを手伝っている。
幻のこいのぼり（まぼろしのこいのぼり）
声 - 山寺宏一
性別 - 男 / 初登場回 - TV第328話「およげ!こいのぼり」
山奥に住む巨大な金色のこいのぼり。こどもの日に願いを1つだけ叶えてくれる力を持っている。
ほおずきちゃん
声 - 宮村優子
性別 - 女 / 初登場回 - TV第382話B「アンパンマンとほおずきちゃん」
頭が鬼灯の形の女の子。夕焼け山の畑で育てた鬼灯を配り、遊び方を教えてくれる。
ゆげ仙人（ゆげ せんにん）
声 - 丸山詠二→松山鷹志
性別 - 男 / 初登場回 - TV第397話B「アンパンマンとゆげせんにん」
山奥にある温泉の主の仙人。普段は温泉の岩の隙間に栓をした状態で封印されている。持っているパイプで湯気を吹き出す。吹き出した湯気や自身を色々な物に姿を変えさせたり（湯気でできたものは自分の意志で動くことが可能）、湯気で物を湿らせたりすることができる。ばいきんまんに利用されて町の住民を湯気で困らせることが多い。ただし、本人には悪気はないので今までの行いを反省しアンパンマンたちと和解することもある。
もくもく仙人（もしもく せんにん）
声 - 池田勝→仲野裕
性別 - 男 / 初登場回 - TV第402話A「アンパンマンとまほうのもくば」
木の仙人。空を飛ぶ魔法の木馬に乗り、山と森の平和を守っている。子供達に山や森の植物の大切さを教えている。
魔法の木馬（まほうのもくば）
声 - 永野広一→梁田清之→布目貞雄→坂本千夏→永野広一
性別 - 男 / 初登場回 - TV第402話A「アンパンマンとまほうのもくば」
もくもく仙人の愛馬である木馬。右の耳を押すと体が大きくなり、左の耳を押すと小さくなる。後ろ蹴りはバイキンメカを遠くへ飛ばすほど強力。鼻息を枯れ木や弱った草花に吹き掛けるとたちまち元気になる。ばいきんまんに悪用されたこともある。
はみがき山（はみがきやま）
声 - 鈴木琢磨
性別 - 男 / 初登場回 - TV第410話B「アンパンマンとはみがきやま」
富士山に顔が付いたような山の巨人。頭の峰の白い雪ははみがきまんの中身の元・歯磨き粉で出来ている。白い歯は黴菌を寄せ付けない。
トースターマン
声 - 関俊彦
性別 - 男 / 初登場回 - TV第425話B「しょくぱんまんとトースターマン」
顔がトースターの男性。しょくぱんまんの故郷・トースター山に住んでいる。食パンのおいしい食べ方を広めている。最高級の食パンしかトーストしない主義で、バターやジャム、トーストを乗せるための皿にまで拘りを持っている。学校給食として配られたしょくぱんまんの食パンを先入観で馬鹿にしていたが、ばいきんまんが盗んで来たものを食べた時に「最高級の味」と絶賛したことで彼の食パンを認めるようになった。顔を真っ赤にして高熱を出すことができ、水に濡れたアンパンマンの顔も二度焼きすることができる。
たくわん和尚（たくわんおしょう）
声 - 茶風林→池田勝
性別 - 男 / 初登場回 - TV第442話A「アンパンマンとたくわん和尚」
つけもの山にあるたくわん寺の和尚。秘伝の沢庵を漬けている。のんびりした性格で優しい。おしんこちゃんと仲がよい。どんぶりまんトリオに丼物をもっとおいしくする秘密を教えた。
チンゲンサイ
声 - 上田敏也→田中完
性別 - 男 / 初登場回 - TV第481話B「ばいきんまんとチンゲンサイ」
顔がチンゲンサイである、ジャムおじさんの友人の老人。畑仕事をしているが、動きが素早くかなりの腕前である。彼の隙を突くことができれば一人前として認められる。
コカブ
声 - 永澤菜教→中村ひろみ→川澄綾子
性別 - 男 / 初登場回 - TV第481話B「ばいきんまんとチンゲンサイ」
チンゲンサイの弟子。野菜作りを手伝いながら強くなるための修業中。野菜作りに関しては人一倍自信があるが、チンゲンサイからは「まだまだ修行が足りない」と窘められている。
ウーロンさん
声 - 北村弘一→二又一成
性別 - 男 / 初登場回 - TV第508話B「アンパンマンとウーロンさん」
外見は人間に近い頭に急須を乗せた老人。頭の急須でお湯を沸かして、烏龍茶を入れてくれる。烏龍茶のほかに、ヤムチャ料理も御馳走してくれる。達観した性格でうろうろと散歩をするのが趣味。飄々とした動きでばいきんまんを軽くあしらうほどの実力者だが、頭の急須の烏龍茶がなくなると力が出なくなってしまう。
ドライヤーじいさん
声 - 大木民夫
性別 - 男 / 初登場回 - TV第510話B「アンパンマンとドライヤーじいさん」
山の平和を守っているドライヤーの小父。頑固に見えるが本当は優しい性格。鼻のドライヤーから吹き出す熱風で冷えきった体を暖めてくれる。
おしんこちゃん
声 - 渡辺菜生子
性別 - 女 / 初登場回 - TV第513話B「ばいきんまんとおしんこちゃん」
おしんこを漬けるのが上手な働き者の女の子。見た目は人間に近い。お茶漬けサクサクさんとは仲良し。ばいきんまんを敵視しないため、ばいきんまんに苦手とされている。
妖精リーフ（ようせいリーフ）
声 - 榎本温子→坂本真綾
性別 - 女 / 初登場回 - TV第589話B「メロンパンナと妖精リーフ」
山を守っている小さな妖精の女の子。髪型が落ち葉で紅葉の服を着ているのが特徴。落ち葉に乗ると空を飛べる。山の木の葉が全て落ちると、次の山に移動する。
ざくろおばさん
声 - 寺内よりえ
性別 - 女 / 初登場回 - TV第628話B「ばいきんまんとざくろおばさん」
顔がザクロの小母。おいしいザクロの実やジュース、ジャムを御馳走してくれる。山の遊びや生活の知恵も教えてくれる。
チーズフォンデュさん
声 - 麻生美代子（第686話Bパート - 第1115話Bパート）（2002年12月6日 - 2012年2月24日）→谷育子（第1239話Bパート）（2014年10月24日）→堀越真己（第1635話Aパート - ）（2023年11月3日 - ）
性別 - 女 / 初登場回 - TV第686話B「アンパンマンとチーズフォンデュさん」
おいしいチーズフォンデュを御馳走してくれる小母。山の高原の山小屋に住んでいる。優しい人柄でばいきんまん達にもご馳走してくれる。アルプホルンを上手に吹ける。しょくぱんまんとは気が合う関係。
わらびちゃん
声 - 田中理恵
性別 - 女 / 初登場回 - TV第701話A「わらびちゃんとぜんまいちゃん」
頭がワラビの女の子。ぜんまいちゃんと一緒に山を守っている。二人で荒れ果てた山を元に戻すことも出来る。
ぜんまいちゃん
声 - 鈴木紀子
性別 - 女 / 初登場回 - TV第701話A「わらびちゃんとぜんまいちゃん」
頭がゼンマイの女の子。わらびちゃんと二人で山を守っている。頭のゼンマイで敵を巻きつける。

#### あめふり山の住人
あめふりアメちゃん
声 - 松本伊代（映画：第9作）→寺田はるひ→豊嶋真千子
性別 - 女 / 初登場回 - 映画第9作目「虹のピラミッド」、TV第622話A「アンパンマンとあめふりアメちゃん」（TVデビュー）
あめふりおにの孫娘の子鬼。顔が人間。祖父と一緒にあめふりマシンで雨を降らせるのが仕事。短気で負けず嫌いな性格で、マシンが故障すると「オンボロ」と呼んだり八つ当たりしたりする。
あめふりおに
声 - 加藤正之→玄田哲章（映画：第9作）→宝亀克寿
性別 - 男 / 初登場回 - TV第102話A「アンパンマンとあめふりおに」
雨が降らなくて困った時、あめふりマシンで雨を降らせてくれる心の優しい鬼。孫娘のあめふりアメちゃんにはいつも困らされている。初登場の時点でばいきんまんとはお互い存在を知っていた。初登場時は九州弁で話していたが、「虹のピラミッド」以降は標準語になっている。

#### いがぐり山の住人
クリちゃん
声 - 小林優子→かないみか→佐久間レイ→滝沢ロコ→長沢美樹
性別 - 男 / 初登場回 - TV第208話A「アンパンマンとクリ・キン・トン」
三つ子の男の子。毬栗の帽子からトゲを飛ばす『トゲアラシ』が攻撃技。
キンちゃん
声 - 坂本千夏、中村ひろみ（代役）
性別 - 男 / 初登場回 - TV第208話A「アンパンマンとクリ・キン・トン」
三つ子の男の子。3人の中ではジャンプ力が凄い。
トンちゃん
声 - 潘恵子→原えりこ→木下鈴奈→佐久間レイ→原えりこ
性別 - 女 / 初登場回 - TV第208話A「アンパンマンとクリ・キン・トン」
三つ子の中で1番力持ちの女の子。おいしい栗きんとんを作ってくれる。

#### 火山の住人
- ひのたまこぞうについては「#頼りになる味方」の節を参照。
- はいおにについては「#その他の敵キャラクター」の節を参照。

ひのたまこぞうのお母さん
声 - 中野聖子
性別 - 女 / 初登場回 - TV第5話A「アンパンマンとひのたまこぞう」
ひのたまこぞうの母親で、火の玉の巨人。息子のひのたまこぞうに対して少し口やかましいが、それは彼を心配しているからである。
カルイシマン
声 - 関俊彦
性別 - 男 / 初登場回 - TV第62話B「アンパンマンとカルイシマン」
噴火した火山から誕生した軽石の大男。口から熱い蒸気を吹き出し、力持ちで空も飛べるが巨体の割に軽く冷たい水には弱い。ばいきんまんに捕らえられて操られてしまうが、うっかり崖から足を滑らせて操るアンテナが外れて元に戻ってアンパンマンを助けた後、アンパンマンと協力してばいきんまんをやっつけた後にジャムおじさんに直してもらった。

#### 峠の住人
タンゴ
声 - 堀川亮→小野坂昌也
性別 - 男 / 初登場回 - TV第59話A「アンパンマンとダンゴのタンゴ」
団子職人の男の子。ダンスも得意で名前の通り、タンゴを踊る。タンゴの音楽を聴くと勝手に踊りだしてしまう。一人称は「オイラ」で、スペイン語を混ぜて話す。初登場時は町でダンス教室を開くため、自分の母親の団子屋を継ぐのを嫌がって家出をしたが、母親の団子を食べて元気が溢れ、ダンスコンクールに優勝してダンス教室を開くのをやめて団子屋を継ぐ事を決めた。彼曰く、タンゴを踊りながら団子を作るのが一番性に合っているらしく、現在でもたびたびタンゴを踊って仕事をさぼっているため、母親にもそのことを知られてしまっている。しかし、団子を作っている最中ばいきんまんに妨害されても全く気付かないほどに団子作りに対する熱意は本物である。
団子屋さん（だんごやさん）
声 - 浅井淑子
性別 - 女 / 初登場回 - TV第59話A「アンパンマンとダンゴのタンゴ」
団子屋を営んでいるタンゴの母親。団子屋を継ぐのを嫌がって家出した息子のタンゴが心配で泣いていたが、自分が作った団子がきっかけでタンゴがダンス教室を開くのをやめて団子屋を継ぐことを決めたことに喜んだ。
ロバじいさん
声 - 山寺宏一
性別 - 男 / 初登場回 - TV第198話B「こむすびまんとブラックおむすびまん」
ロバの老人。峠で孫のロバコと一緒に茶屋を営んでいる。
ロバコさん
声 - 篠原恵美
性別 - 女 / 初登場回 - TV第198話B「こむすびまんとブラックおむすびまん」
ロバじいさんの孫のロバの女性で、峠の茶屋の看板娘。
おしるこちゃん
声 - 潘恵子→中山さら→笹井千恵子、中村ひろみ（代役）
性別 - 女 / 初登場回 - TV第208話B「アンパンマンとおしるこちゃん」
顔がおしるこ用の蓋付きの汁椀になっている女の子。おいしいおしるこを食べてもらうため、おしるこ屋になった。店はどんぶりまんトリオに作ってもらったので彼らとは仲が良く、特にかまめしどんからは好意を持たれている。どんぶりまんトリオ同様、中身のおしるこを食べられると力を失うが、代わりのおしるこを入れることで復活する（アンパンマンの顔をお湯で溶かしたものでも代用できる）。お腹が空いていればばいきんまんやドキンちゃんにもおしるこを振る舞う。
映画第6作同時上映『こむすびまんとお祭りロボット』では倒れたお祭りロボットの下敷きになりそうだったところをこむすびまんに助けられた。
かまあげうどんさん
声 - 南央美
性別 - 女 / 初登場回 - TV第403話B「かつぶしまんとかまあげうどんさん」
顔がうどん用の桶になっている、うどん屋の女の子。おいしい釜揚げうどんを御馳走してくれる。初登場時は、うどんの麺は申し分ないが肝心のめんつゆの味がうどんと調和せず彼女の店に訪れる客がいなく寂れていたが、彼女の店に立ち寄ったかつぶしまんが自身の鰹節でめんつゆを作り、アンパンマン達が店を建て直したことで再び彼女のうどん屋は繁盛した。

#### トナカイ山の住人
チャッピー
声 - 川澄綾子
性別 - 男 / 初登場回 - 2010年TVスペシャル「赤鼻チャッピー 勇気のクリスマス」
トナカイ山の学校の生徒で、大きな赤い鼻の小さなトナカイの子。恥ずかしがり屋で空中は駆けるのはまだ上手くないが、星座には詳しい。照れると鼻がさらに赤くなり、勇気と力が湧くと輝く。アンパンマン達の励ましで自由に飛べるようになった。
トナカイ先生（トナカイせんせい）
声 - 鈴木琢磨
性別 - 男 / 初登場回 - 2010年TVスペシャル「赤鼻チャッピー 勇気のクリスマス」
トナカイ山の学校の先生。生徒達をルドフルのような立派なトナカイに育てるために星座の知識や空を駆ける技術を教えている。
トナカイの子たち
声 - 冨永みーな（A）、佐久間レイ（B）、坂本千夏（C）
性別 - 男（2人）、女（1人） / 初登場回 - 2010年TVスペシャル「赤鼻チャッピー 勇気のクリスマス」
トナカイ山の学校の生徒達。立派なトナカイになるために勉強中。後輩のチャッピーを見守っている。

#### ナンデスの山の住人
ケーナちゃん
声 - 豊嶋真千子
性別 - 女 / 初登場回 - TV第609話B「アンパンマンとケーナちゃん」
外見は人間に近く、肌は褐色で民族服を着ている女の子。ケーナという笛を持っており、小鳥達と仲がよい。コンドルさんと友達になることを目標にしていたが、ばいきんまん達との騒動をきっかけにコンドルさんと友達になった。
コンドルさん
声 - 河相智哉
性別 - 男 / 初登場回 - TV第609話B「アンパンマンとケーナちゃん」
ナンデスの山の奥に住んでいる巨大なコンドル。宝物を守っておりそれを狙う者には容赦しない。宝物を狙うばいきんまん達に捕らわれてしまうが、アンパンマン達とケーナちゃんに助けられたことで心を開き、自身が守っていた宝物を彼らに見せながら飛び去って行った。

#### 山の分教場の関係者
ケシゴム先生（ケシゴムせんせい）
声 - 吉田理保子→高田由美→井上喜久子→山像かおり→中村ひろみ→島本須美→西原久美子→佐久間レイ
性別 - 女 / 初登場回 - TV第66話A「アンパンマンとエンピツぼうや」
優しい女性教師。顔は消しゴムになっており、落書きなどを消すこともできる。えんぴつぼうやの落書きの責任を取り、自分の顔を使って学校中の落書きを消した。使い続けると顔が小さくなるが、パン工場で元に戻してもらうことができる。
えんぴつぼうや
声 - 山本百合子→小島幸子→宮川美保→菅谷弥生→越川詩織→高柳知葉→木村陽子
性別 - 男 / 初登場回 - TV第66話A「アンパンマンとエンピツぼうや」
鉛筆の男の子で、3人の生徒の1人。勉強が苦手な上に悪戯好きで、いつもケシゴム先生を困らせている。頭の鉛筆の芯は本物である。初登場時はケシゴム先生が自分を嫌っているという嘘をばいきんまんに吹き込まれ、激昂して学校中に落書きをするなど暴れ回ったが、その騒動の後、和解した。
ノートくん
声 - 佐久間レイ→亀井芳子→伊藤龍→進藤サキ→かないみか→坂本千夏→早見沙織→佐久間レイ→伊瀬茉莉也→西原久美子→前田玲奈
性別 - 男 / 初登場回 - TV第66話A「アンパンマンとエンピツぼうや」
ノートの男の子で、3人の生徒の1人。えんぴつぼうやとは喧嘩もするが、仲がよい。
スケールちゃん
声 - 伊藤美紀→横山智佐→和田みちる→田中理恵→福圓美里→佐久間レイ→沖佳苗
性別 - 女 / 初登場回 - TV第66話A「アンパンマンとエンピツぼうや」
三角定規の女の子で、3人の生徒の1人。えんぴつぼうやとノートくんの友達。

### その他の舞台の住人

#### キャットタウンの住人
早撃ちジョー（はやうちジョー）
声 - 伊倉一恵→堀内賢雄
性別 - 男 / 初登場回 - TV第267話A「アンパンマンと夕日のキャットマン」
猫のガンマン。ただし、武器は銃ではなく、魚の骨。キャットタウンの生まれで、修行の旅をしている。
ジョディ
声 - 椎名へきる
性別 - 女 / 初登場回 - TV第267話A「アンパンマンと夕日のキャットマン」
猫の女の子で、早撃ちジョーの妹。修行中の兄をいつも心配している。

#### キャンプ場の住人
ランプくん
声 - 佐藤智恵
性別 - 男 / 初登場回 - TV第238話A「ランプくんとこおりおに」
ランプの男の子で、キャンプ場の管理人。電気が無くても明るいのが自慢。
はんごうくん
声 - 桜井敏治
性別 - 男 / 初登場回 - TV第342話B「アンパンマンとはんごうくん」
飯盒の男性で、キャンプ場の管理人。キャンプのことなら何でも知っている。

#### 砂漠の住人
すなおとこ
声 - 玄田哲章、山寺宏一（映画：第21作）、こばたけまさふみ（代役：第1669話Aパート）（2024年9月27日）、別個体の声 - 三ツ矢雄二（映画：第9作）
性別 - 男 / 初登場回 - 映画「キラキラ星の涙」、TV第45話A「アンパンマンとすなおとこ」（TVデビュー）
身体が砂でできている魔人。アンパンマン号やもぐりんを掌に乗せるほどの大きさである。周囲の砂を吸収して巨大化したり、砂の中に潜ったりすることも可能である。
一人称は「わし」。
砂漠の宝（正体は地下に封印されたオアシスの水）を守ったり、砂漠の警備をしたりしている。パン工場や町にもやってきたこともある。また、青い色の砂の小鳥を大事に飼っている。手に持っている細長い砂笛の音の魔力で砂嵐と流砂を起こしたり、砂の兵士を大量に生み出して戦わせたりするなど、砂を自由自在に操ることが出来る。砂でできているため「アンパンチ」などは効かない。ただし、水に弱く、濡れると溶けてしまうが、太陽の熱で乾くと復活する。涙も砂でできている。砂漠を荒らす者には容赦しないが、コキンちゃんのようなわがままな女の子に弱い節があり、コキンちゃんに泣かされた事もある。氷の女王などと同様、やられてもまた復活して登場するので不死身の模様。
誤解の解かれたアンパンマン達や、砂漠を荒らす者を教えてくれた、あるいは砂漠で世界を支配しようと提案するばいきんまんを仲間と見做して協力するが、本人の主観で敵と思われる行動を取った場合、彼らと敵対することもある。映画版では4回も敵役として登場しており、ばいきんまんを除く敵キャラクターの中でもっとも多く登場している。
映画『虹のピラミッド』では完全な悪役として登場し、複数出現したが別人なのか同一人格なのかは不明。1人目がTV版と同様に砂嵐と流砂を起こす細長いラッパを持っているほかに、トライアングルを持っている2人目は打ち鳴らしたトライアングルから何でもピラミッドの形に変えてやがて石になってしまう三角形の煙の輪を発射する。ばいきんまん達と手を組んで虹の星の虹の玉を奪い砂漠に変えてしまい、やがてばいきんまん達をも裏切り自分達が星を支配しようと企む。アンパンマンと助けに来たロールパンナに一度は倒されたように見えたが、すぐに大群となって追い詰める。しかし、アメちゃんが掘り当てた地下水に全員飲み込まれ、ピラミッドにされた人々も元に戻った。
なお、この『虹のピラミッド』を題材にしている振り付けダンスDVD『おどろうよ! アンパンマンたいそう&レインボーたいそう』の『虹をつくる歌』の映像で、すなおとこ、トライアングルを持つすなおとこの2人が、アンパンマン、ばいきんまん、レインボー王子、アメちゃん達と共に、笑顔で仲良く踊っており、敵としては登場しなかった。
映画『妖精リンリンのひみつ』では、氷の城に住んでいる氷の女王の存在を知っていた。
アンパンマン音楽館では悪役ポジションとして登場しており、「とべ!カレーパンマン」では3体登場してカレーパンマンに成敗され、「パンナのパンチ」では氷の女王やくらやみまんと共にメロンパンナのメロメロパンチでメロメロにされたりしている。
砂の小鳥（すなのことり）
性別 - 不明 / 初登場回 - TV第383話B「ばいきんまんとすなおとこ」
すなおとこが大切に飼っている、砂で出来た小鳥。一見色鮮やかで、尾羽が凄く長い外見だが、砂で出来ているため触ると壊れてしまう。ドキンちゃんに気に入られて連れて行かれるが、ばいきんまんが「アンパンマンが砂の小鳥を盗んだ」とすなおとこに嘘をついた事でアンパンマン達が攻撃されるが、最終的に誤解が解ける。
砂の兵士（すなのへいし）
性別 - 不明 / 初登場回 - TV第383話B「ばいきんまんとすなおとこ」
砂で出来た鎧の兵士。すなおとこのラッパの音の魔力で大量に誕生して、手に持つ剣で攻撃して戦う。言葉は話せない。
アンパンチで攻撃されて体が崩れても、何度も自己再生する。すなおとこが「ばいきんまんに騙されていた」事を知った後は、バイキンUFOに向かって槍を投げて攻撃したり、集団でアンパンマンを助けるが、バイキンUFOのマジックハンドで槍を防がれたり、兵士達がハンマーで攻撃されてしまう。その後、メロンパンナが落としそうになった「アンパンマンの新しい顔」を、集団でトスしながらアンパンマンに届ける大活躍を見せた。その後は、元の砂に戻った。
すなぼうや
声 - 椎名へきる
性別 - 男 / 初登場回 - TV第1668話А「アンパンマンとすなぼうや」
砂の子供。外見は『すなおとこ』に似ているが、身長は「ちびぞう」と同じ位の大きさ。いつも半目。一人称は「おいら」。
すなおとことは、同じ砂漠の住人同士という関係であり、初めから知り合い同士だが親子、身内関係では無い。
彼と同様、砂の中を自由自在に移動する事が出来る。笛（ラッパ）で砂を操ったり、砂嵐を起こす能力を持つが、まだ上手くラッパを吹く事が出来ない為に小さな竜巻しか出せないので、いつも頑張って練習している。自分と同じ姿の分身を1人だけ作る事も出来る。アンパンマンやジャムおじさん達、クリームパンダ、カバ夫、ちびぞうと仲良しになる。。
すなおとこには冷たい態度で相手をされてしまっているが、ピンチの時には、すなおとこが助けてくれる事もあるので、すなおとこには感謝している。実は、すなおとこに憧れており、いつか彼のように上手にラッパを吹きながら砂漠の平和を立派に守る事を夢見ている。
ラクダット
声 - 川島千代子
性別 - 男 / 初登場回 - TV第33話A「アンパンマンとピラミッドののろい」
ラクダの男の子。砂漠のピラミッドを守っている。泣き虫だったが、アンパンマンがピンチの時に勇気を出した。
ラクダディー
声 - 山寺宏一
性別 - 男 / 初登場回 - TV第33話A「アンパンマンとピラミッドののろい」
ラクダットの父親。砂漠のピラミッドを守っている。
ラクマミー
声 - 島本須美
性別 - 女 / 初登場回 - TV第33話A「アンパンマンとピラミッドののろい」
ラクダットの母親。砂漠のピラミッドを守っている。
ナンドバット
声 - 小原乃梨子（第121話 - 第1333話Bパート）（1991年2月18日 - 2016年11月11日）→宮本侑芽（第1664話Aパート - ）（2024年8月16日 - ）、山田栄子（代役）
性別 - 男 / 初登場回 - TV第121話「アンパンマンとナンドバット」
見た目は人間に近いアラブ人の男の子。服装とターバンがレインボー王子に似ている。「マジカルミラクルダバダバダー」と呪文を唱えることで、『聖なるオルゴール』の音色の能力で雨を降らすことができ、空飛ぶじゅうたんに乗って移動する。初登場時は砂漠化した故郷を救うために、『聖なるオルゴール』を探していた。現在は砂漠にオアシスを作り、水と緑に恵まれた地に変える活動を続けている。ばいきんまんが砂漠を氷の大地に変えようとした時まで雪のことを知らなかった。元ネタは「シンドバッド」から。
ミイラ
声 - 山寺宏一
性別 - 男 / 初登場回 - TV第314話「砂の魔王と虹のピラミッド」
砂の魔王を目覚めさせないように虹のピラミッドを集団で守っている番人。
スフィンクス
声 - 中嶋聡彦
性別 - 男 / 初登場回 - TV第314話「砂の魔王と虹のピラミッド」
砂の魔王を封印する能力を持っている巨大な聖獣。王家の谷に住んでいて、訪れた人になぞなぞを出す。
バオバブおじさん
声 - 藤本譲
性別 - 男 / 初登場回 - TV第482話B「アンパンマンとバオバブおじさん」
南の砂漠に千年間も住んでいるバオバブの小父。旅人を自身に寄り添わせ夢へ誘い疲れを癒してくれる。土がないと根を張ることができないが、本気を出すと巨大化し散った葉が再生し床を貫くほどの力を出せる。

#### 西部の住人
- ハンバーガーキッド、ピクルス、やきそばパンマン、やきそばかすちゃん、ホワイトソースについては「#頼りになる味方」の節を参照。

ナキウサギ
声 - 深雪さなえ→菅原祥子→宮内あい→荒川美穂→佐藤奏美→M・A・O→長沢美樹→椿佑子
性別 - 男 / 初登場回 - TV第30話B「アンパンマンとハンバーガーキッド」
ハッピー牧場の息子。毎朝ミルクを各地に配達している。
ナキウサギのお母さん
声 - 島本須美→岡本ナミ→佐久間レイ→かないみか→皆口裕子
性別 - 女 / 初登場回 - TV第30話B「アンパンマンとハンバーガーキッド」
息子と一緒にハッピー牧場で働いて暮らしている母親。
ナキウサギのお父さん
声 - 三野雄大
ポテト保安官（ポテトほあんかん）
声 - 佐藤正治→山寺宏一→堀内賢雄
性別 - 男 / 初登場回 - TV第76話A「アンパンマンとそらとぶピクルス」
ジャガイモの保安官。西部の町の平和を守っている。ばいきんまん達に捕らわれてしまい、さらにアンパンマンとハンバーガーキッドも一緒に捕らわれてしまったが、ポテトンとピクルスの活躍で助けられ、彼が務める西部の町は守られた。
ポテトン
声 - 佐々木優子→慶長佑香→松井暁波→岡本幸輔
性別 - 男 / 初登場回 - TV第76話A「アンパンマンとそらとぶピクルス」
ポテト保安官の息子。まだ小さいが、父親と同じく勇気がある。ばいきんまん達にアンパンマン、ハンバーガーキッド、ポテト保安官が捕らわれた時はピクルスと一緒に3人を助ける活躍をした。初登場時は危うく鳥の餌にされかけていた。
コロッケキッド
声 - 田中真弓
性別 - 男 / 初登場回 - TV第237話B「ハンバーガーキッドとコロッケキッド」
カウボーイ姿のコロッケの男の子。ハンバーガーキッドに憧れている。彼と同じく投げ縄を使用する。まだ半人前だが、立派なカウボーイになるために修業をしたり、みんなにコロッケバーガーを振る舞ってあげたりしている。愛馬はケチャップ。
ケチャップ
声 - 中村ひろみ
性別 - 不明 / 初登場回 - TV第651話A「アンパンマンとコロッケキッド」
コロッケキッドの愛馬。

サボテンマン
声 - 宇垣秀成→内田直哉→山寺宏一→岡本幸輔
性別 - 男 / 初登場回 - TV第270話B「ハンバーガーキッドとサボテンマン」
西部の荒野を守っているサボテンの大男。口から出すトゲが武器。身体の中に水を溜めこんでおり、旅人に水を与える。初登場回ではばいきんまんに騙されてアンパンマンやハンバーガーキッド達を襲うが、ばいきんまんに用住みにされたところをアンパンマンに助けられて和解し、ハンバーガーキッドと共に西武の平和をまめ守ることを誓った。近年の作品ではやきそばパンマンと共演することが多い。乾燥には強いようでお腹が空いて困っていた時に、ジャムおじさんからパンをもらったが水無しで食べていた。映画『やきそばパンマンとブラックサボテンマン』では、ばいきんまんの作戦でブラックちくりんに刺されてしまい、ブラックサボテンマンになってしまったが、メロンパンナのメロンジュースで元に戻った。
ホーレンソウチーフ
声 - 一龍斎貞友→川﨑芽衣子→三ツ矢雄二
性別 - 男 / 初登場回 - TV第297話「こむすびまんとバイキン強盗団」
頭がホウレンソウであり、ホウレンソウを育てている男の子。様々なサバイバル術に長けている。助詞をあまり使わずに話す。ブーメランの腕は一流で、愛馬のソテーと共に暮らしている。
ソテー
性別 - 不明 / 初登場回 - TV第297話「こむすびまんとバイキン強盗団」
ホーレンソウチーフの愛馬。ホーレンソウチーフと同じく頭がホウレンソウになっている。

小鳥さん（ことりさん）
声 - 島本須美
性別 - 男 / 初登場回 - TV第297話「こむすびまんとバイキン強盗団」

タカ
声 - 山寺宏一
性別 - 男 / 初登場回 - TV第297話「こむすびまんとバイキン強盗団」

マーモット
声 - 佐久間レイ
性別 - 男 / 初登場回 - TV第297話「こむすびまんとバイキン強盗団」

クマ市長（クマしちょう）
声 - 稲川淳二（映画：第11作同時上映）→松尾銀三→相沢まさき→西村朋紘
性別 - 男 / 初登場回 - 映画第11作同時上映「やきそばパンマンとバイキン西部劇 - アンパンマンとたのしい仲間たち（Bパート）」、TV第576話A「ハンバーガーキッドとカップラーメンマン」（TVデビュー）
町の町長を務めている熊の小父。やきそばパンマンと同様、ダンスは苦手。TV第1042話B「ハンバーガーキッドとマダム・ナン」では、ナンがどのような料理かを知らなかった。
クマ市長夫人（クマしちょうふじん）
声 - 坂本千夏
性別 - 女 / 初登場回 - TV第576話A「ハンバーガーキッドとカップラーメンマン」
クマ市長の妻。
クマ市長の男の子
声 - かないみか→横山智佐
性別 - 男 / 初登場回 - TV第576話A「ハンバーガーキッドとカップラーメンマン」
クマ市長とクマ市長夫人の息子。
クマ市長の女の子
声 - 長沢美樹
性別 - 女 / 初登場回 - TV第576話A「ハンバーガーキッドとカップラーメンマン」
クマ市長とクマ市長夫人の娘。
西部の子供たち（せいぶのこどもたち）
声 - 相橋愛子（A）、樹元オリエ（B）
性別 - 男 / 初登場回 - TV第949話A「やきそばパンマンとソース」
パンチョ
声 - 沢城みゆき
性別 - 不明 / 初登場回 - TV第1163話B「コキンちゃんとハンバーガーキッド」
ハンバーガーキッドの愛馬ピクルスの友達の子馬。西部にやってきてパトロールしたいコキンちゃんのためにハンバーガーキッドから与えられた。

#### 虹の岬の住人
とうだいまん
声 - 目黒裕一→辻谷耕史→島香裕（第255話）（1993年11月1日）→堀之紀
性別 - 男 / 初登場回 - TV第83話B「アンパンマンととうだいまん」
虹の岬で毎晩、海や空を光で照らして港の安全を守っている灯台の巨人。太陽の光をエネルギーにしている。建物でありながら手足が生えており歩くことができるが、巨体ゆえに周囲一帯に大きな地響きを伴う。また、歩きすぎると光を照らすエネルギーが切れてしまう。初登場時、ばいきんまんに騙されてアンパンマンを襲うが、自身がピンチになった時に身を挺して彼に守られたことで騙されたことに気付き、パン工場に運んだ。フランケンロボくんが登場してからはモブとしての登場が多い。このキャラクターはギネス世界記録1768体のキャラクターの中には入っていないが、これは「建物だから」という理由でギネスに却下されたため。
フランケンロボくん
声 - TARAKO（第375話 - 第1625話Aパート）（1996年4月22日 - 2023年7月21日）→高山みなみ（第1668話Bパート - ）（2024年9月20日 - ）
性別 - 男 / 初登場回 - TV第375話「アンパンマンとフランケンロボくん」
雷の力で命を持った小さなロボットの男の子。元々はばいきんまんが一旦作り、失敗したと思い込んで捨てたメカにもかかわらず、ばいきんまんのことを「パパ」と呼んでいる。ばいきんまんの行動を何でも「自分と遊んでくれている」と思いこみ、非常に純粋な性格。寂しがり屋で、触ると何でも感電してしまうので友達が出来ないのが悩み。だがのちにカバ夫くん達と仲良くできた。雷が平気なかみなりピカタンとはすぐに打ち解けた。会うとすぐに抱きついて感電させられるので作った本人であるくせにばいきんまんの苦手な人物の一人。フランケンロボくんが現れると、「なんでおまえがここに…。」と動揺し、フランケンロボくんの持つ電流の力から逃れるために逃げる。その特徴から彼の扱いに困惑されるが、とうだいまんの助手として、居場所をアンパンマンにあてがわられる。時々、とうだいまんに休みをもらってはパパであるばいきんまんに会いに行こうとする。アンパンマンやジャムおじさんたちはフランケンロボくんがばいきんまんをパパと慕い、好い様に利用されて酷い目に遭わされた事を知っているが、ばいきんまんがアンパンマンたちにいつも悪さをしている事などは伝えず、仲良く接している。ニガウリマンが弾くギターの音色を聞いて、「パパとは今別々に暮らしているけど、いつも遊んでくれるパパのために僕からギターを聞かせてあげたい」と願い出る。ニガウリマンは「小さいのに苦労しているなぁ」と感動して、フランケンロボくんのために木製のギターを作ってプレゼントする。フランケンロボくんが喜んでギターを弾くと、電流が伝わってかっこいいエレキギターのようになり、ニガウリマンもフランケンロボくんのギターのセンスを認めた。

#### 農場・畑の住人
- ナガネギマン（ネギーおじさん）、コネギくんについては「#頼りになる味方」の節を参照。
- おくらちゃんについては「#その他の友人」の節を参照。
- お茶漬けサクサクさんについては「#山の住人」の節を参照。
- かぼちゃのカボちゃん、ニンジンさん、あかかぶおじさん、しろかぶおじさんなどのひなた村についてはアンパンマンの舞台別の登場人物一覧 (村・里の住人)#ひなた村の住人を参照。

オニオンおに
声 - 安藤ありさ→長沢美樹→三瓶由布子→松本沙羅
性別 - 男 / 初登場回 - TV第55話B「アンパンマンとオニオン鬼」
顔がタマネギの形をした鬼の男の子。一人称は「オイラ」。持っている金棒は本当は木製。初登場時はいじめっ子だったが本当は泣き虫で寂しがり屋。孤立していたところをばいきんまんにそそのかされて彼が発明したゴロゴロタンクで町を荒らし回ったが、アンパンマンに助けられて反省して旅に出たところで話が終わった。再登場時は正義の味方を目指していたことがある。ばいきんまんを警戒して接することもなく彼に騙されて悪事をすることもある。しかし終盤では、誤解が解けてアンパンマン達と仲直りする。現在は畑で育てたタマネギを町の人々に配っており、ある時はネギーおじさんとネギとタマネギを一緒に届けたこともある。また、ナガネギマンに助けてもらったことがある。カレーパンマンと仲がよく、彼が登場する話には大抵カレーパンマンがよく登場する。
やきいもまん
声 - 安達忍→坂東尚樹→西原久美子→菊地美香
性別 - 男 / 初登場回 - TV第153話A「アンパンマンとやきいもまん」
サツマイモの男の子。畑で育てたサツマイモでおいしい焼き芋を作ってくれる。本名は「スイートポテト・ジュニア」。初登場時は家の焼き芋屋を継ぐために父親から町で修行をするよう促されていたが、本人は未熟なこともあってあまり気が乗っていなかったが、様々な経験をして一人前の焼き芋屋になった。ばいきんまんに屋台を壊されてしまったが、ジャムおじさんに新しい屋台を作ってもらった。外見が全く異なるが弟にバロンヤッキーがおり、サツマイモの価値観で反りが合わなくよく喧嘩するが本当は弟想いである。
モオさん
声 - 島田敏→世田一恵→増岡弘→花輪英司→新田英人→増岡弘→梁田清之→山寺宏一→坂熊孝彦→山寺宏一→岡本幸輔→田中秀幸→岡本幸輔、長嶝高士（OVA・勇気りんりん！みんなの1にち）、山崎静代（映画：第36作）
性別 - 男 / 初登場回 - TV第158話B「アンパンマンとまきばのモオさん」
牧場で働きおいしい牛乳を町や学校などに配っている牛の男性。普段は優しいが、赤い物を見ると興奮する癖がある。一人称は「オイラ」で、語尾に「モオ」を付けて話す。同じく学校に給食を配っているしょくぱんまんと仲が良い。
まめおじさん
声 - 小島敏彦→山寺宏一
性別 - 男 / 初登場回 - TV第167話B「まめおじさんとアンコダマン」
畑で豆を作っている小父。ジャムおじさんもあんこを作るアズキをもらっている。
チャツミちゃん
声 - 川田妙子
性別 - 女 / 初登場回 - TV第285話A「アンパンマンとチャツミちゃん」
茶摘みを歌いながらチャノキの葉を摘む栽培が得意な女の子。見た目は人間に近く、仲間がたくさんいる。摘みたての新茶を町に配っている。自身も新茶のような体質であり、ばいきんまんに煎じられた時は煎茶ができていた。太陽の光を浴びると元の体色に戻る。
そらまめおばさん
声 - 吉田理保子→半場友恵
性別 - 女 / 初登場回 - TV第378話B「アンパンマンとそらまめおばさん」
空豆の小母。空豆を届けたり空豆料理を作ったりしてくれる。力むと頭からたくさんの空豆を出すことができる。
そらまめあかちゃん
声 - 多緒都
性別 - 男 / 初登場回 - TV第378話B「アンパンマンとそらまめおばさん」
そらまめおばさんの三つ子の赤ちゃん。元気が良くて悪戯好き。食べ物と勘違いしたばいきんまんにさらわれてバイキン城に連れて来られるが、最初は友好的だったドキンちゃんがうんざりしてしまうほどに彼らを終始翻弄させた。
ブルーベリーちゃん
声 - 樋口智恵子
性別 - 女 / 初登場回 - TV第926話B「アンパンマンとブルーベリーちゃん」
頭の上の皿に沢山のブルーベリーを乗せた明るい女の子。農場でブルーベリーを栽培している。ブルーベリーを使ったおいしいジャムを御馳走してくれる。アメリカ人のような口調で話す。
何か嫌なことがあると周りの景色と一緒にちょっとブルーになる、つまり落ちこんでしまう。
ジャガじいさん
声 - 松山鷹志
性別 - 男 / 初登場回 - TV第1187話A「アンパンマンとジャガじいさん」
ジャガ農場に住んでいるジャガイモの小父。偏屈そうに見えるがジャガイモを大切に育てており、子供も大好きな優しい性格。語尾に「ジャガ」とつけて話す。

##### コケコッコ農場の住人
たまごちゃん
声 - 佐々木るん→あきやまるな→並木のり子
性別 - 女 / 初登場回 - TV第74話B「アンパンマンとたまごちゃん」
卵の女の子。コケコッコ農場の卵をあちこちに配るのが仕事。
おんどりさん
声 - 山寺宏一
性別 - 男 / 初登場回 - TV第74話B「アンパンマンとたまごちゃん」
ニワトリの男性。コケコッコ農場で多くのニワトリを育てている。
めんどりさん
声 - 斉藤千恵子
性別 - 女 / 初登場回 - TV第74話B「アンパンマンとたまごちゃん」
おんどりさんの妻。卵を大事に暖めていたが、ばいきんまんとドキンちゃんに連れて行かれてしまう（ドキンちゃんはヒヨコを自分で育てようとしていた）。アンパンマンとカツドンマンの活躍で無事にヒヨコは帰ってきた。なお生まれたひよこはカツドンマンが親だと勘違いしてしまった。

#### 浜辺の住人
クマデちゃん
声 - 浅野典子
性別 - 女 / 初登場回 - TV第138話A「すなおとことスコップマン」
熊手の形をしている女の子。スコップマンとじょうろくんと一緒に砂浜でいろんなサンドアートを作っている。
じょうろくん
声 - 神代知衣
性別 - 男 / 初登場回 - TV第138話A「すなおとことスコップマン」
じょうろの形をしている男の子。スコップマンとクマデちゃんと一緒に砂浜でいろんなサンドアートを作っている。
スコップマン
声 - 山口奈々
性別 - 男 / 初登場回 - TV第138話A「すなおとことスコップマン」
スコップの形をしている男の子。じょうろくんとクマデちゃんと一緒に砂浜でいろんなサンドアートを作っている。
ウキワくん
声 - 山口勝平
性別 - 男 / 初登場回 - TV第291話B「アンパンマンとウキワくん」
海を監視している浮輪の男の子。泳ぎ方を教えてくれる。体の中の空気が無いと力が出なくなる。
はまぐりぼうや
声 - 滝沢ロコ
性別 - 男 / 初登場回 - TV第603話B「アンパンマンとはまぐりぼうや」
綺麗な浜辺を守っている蛤の男の子。みんなに美味しい蛤料理を作ってくれたり、潮干狩りの仕方を教えてあげている。口から海水を吐いて攻撃する。
ホットサンドちゃん
声 - 國府田マリ子
性別 - 女 / 初登場回 - TV第718話A「アンパンマンとホットサンドちゃん」
顔はホットサンドでビキニのような服を着た女の子。海に来た人に自分の店でおいしいホットサンドを御馳走してくれる。ホットサンドを素早く配るためにローラースケートを履いている。ドキンちゃんが彼女に変装した時は、顔は日焼けメイクでビキニのような服を着ていた。
ロコモコシスターズ
初登場回 - TV第1184話A「アンパンマンとロコモコシスターズ」
ロコモコビーチに住んでいる頭の中身がロコモコの双子の姉妹。おいしいロコモコ丼を御馳走してくれる。
ロコちゃん
声 - 川澄綾子
性別 - 女
ロコモコシスターズの姉。モコちゃんとの違いは目の色は紫色で頭に赤いハイビスカスを身に付けており前髪がギザギザで花柄の青いワンピースを着ている。語尾に「ロコ」をつけて話す。
モコちゃん
声 - 能登麻美子
性別 - 女
ロコモコシスターズの妹。ロコちゃんとの違いは目の色は青色で頭にピンク色のハイビスカスを身に付けており前髪が丸く花柄の白いワンピースを着ている。語尾に「モコ」をつけて話す。

#### 港町の住人
あかりさん
声 - 吉田理保子
性別 - 女 / 初登場回 - TV第114話「光れ!ぼくらのクリスマスツリー」
ほのおくんが住んでいる小さな港町にいる巨大な赤い灯台の女性。ほのおくんをいつも勇気付けてくれる、優しくて大切な友達。
しろくまの村長（しろくま そんちょう）
声 - 茶風林
性別 - 男 / 初登場回 - TV第114話「光れ! ぼくらのクリスマスツリー」
シロクマの小父で小さな港町の指導者。
ラッコのお母さん
声 - 速水圭
性別 - 女 / 初登場回 - TV第114話「光れ!ぼくらのクリスマスツリー」

ラッコの男の子
声 - 高山ゆかり
性別 - 男 / 初登場回 - TV第114話「光れ!ぼくらのクリスマスツリー」

ラッコの女の子
声 - 兼子由利子
性別 - 女 / 初登場回 - TV第114話「光れ!ぼくらのクリスマスツリー」

## 原作・絵本版の登場キャラクター
この節では原作および絵本版にのみ登場するキャラクターについて記述する。
ナゾパンマン
性別 - 男性 / 初登場回 - 絵本「アンパンマンのなぞなぞのくに4 - アンパンマンのゲームの本シリーズ」
アンパンマンの偽者。両目の周りにクエスチョンマークが付いている。ばいきんまんが発明したもので、なぞなぞに答えられない者から食べ物を奪い取ってしまう。なぞなぞに正解されると消滅する。ばいきんまんの工場で大量生産されていたが、アンパンマンに設備を破壊され、残りの1体がジャムおじさんに作り直され、善人になった。
ムシバラス
性別 - 男 / 初登場回 - 絵本「アンパンマンとムシバラス - フレーベル館の秀作絵本シリーズ」
黄色い虫歯菌のお化け。牛のような顔をしており、手に三叉槍を持ち、仲間がたくさんいる。巨大化したバイキンマン を虫歯にして苦しめた。アンパンマンとハミガキマンの活躍で全滅する。原作版の登場人物の中では、アンパンマンとバイキンマンの共通の敵とも言える。
元はライオンのマスコットキャラクターであり、子供用歯磨き製品のテレビCMなどに使用されていた。
ゴムまり子ちゃん
性別 - 女 / 初登場回 - 紙芝居「アンパンマンとツンツンどり」
その名の通り顔がゴムまりでできた女の子。ばいきんまんに騙されたツンツンどりがアンパンマンと間違えて突いてしまったことで、空気が漏れてしまった。その後、アンパンマンに助けてもらい、ジャムおじさんに新しい空気を入れてもらった。自分の過ちに気づいたツンツンどりは謝罪し、本人は少しも怒らず宥めた。
アクビぼうや
性別 - 男 / 初登場回 - 絵本「アンパンマンとアクビぼうや - アンパンマンのおはなしるんるん6」
あくびの国からやって来た男の子。あくびどりを模した帽子を被っており、背中から生えた羽で空を飛ぶ。ばいきんまんが拾った不思議な玉の中から現れ、起こしてくれたお礼としてばいきんまんの願いを一つだけ叶える。

## 本編に一切登場していないキャラクター
名前のみもしくはキャラクターの妄想シーンのみ登場のキャラクター。
おむすびまんの妹
TV第4話B「アンパンマンとおむすびまん」でおむすびまんの発言でのみその存在が語られた。
バナナマン
TV第23話B「アンパンマンとソフトクリームマン」でソフトクリームマンの妄想シーンのみ登場した。なお、後に登場するバナナマンとは容姿など全く異なるため一切無関係。
ババロアマン
バナナマンと同じくTV第23話B「アンパンマンとソフトクリームマン」でソフトクリームマンの妄想シーンのみ登場した。
スタンプぞうさんの母親
声 - 不明
TV第186話B「アンパンマンとスタンプぞうさん」でスタンプぞうさんが泣いている時に回想シーンのみ登場した。
あかちゃんまんの母親
声 - 島本須美
映画第4作同時上映「あかちゃんまんの大冒険 - アンパンマンとゆかいな仲間たち（Aパート）」の冒頭で声のみ登場した。

## 映画キャラクター
各作品を参照。

## キャラクターの変身と変装

### メロンパンナ
絵画メロンパンナ
初登場回 - 映画第6作「リリカル☆マジカルまほうの学校」
ばいきんまんの大魔法で絵画になったメロンパンナ。
ポコポコダンボールメロンパンナ
初登場回 - TV第話359A「アンパンマンとカッターくん」
オルゴールメロンパンナ
初登場回 - TV第話333A「アンパンマンとオルゴールマン」
町中でいたずらしたオルゴールマンに変装したばいきんまんを懲らしめるのとばいきんまんにつかまったオルゴールマンを救出させるためピエロに近い姿に変装して、リーナちゃんからばいきんまんにプレゼントで「人形のオルゴール」名目で同様の姿に変装していたアンパンマンと共にもらった。

### クリームパンダ
ゴールドクリームパンダ
初登場回 - TV第1294話B「クリームパンダといずみのせい」
不思議な泉に誤ってパンの入った籠を落としてしまい、その際にいずみのせいの質問に正直に答えてしまったことで全身が金色になったクリームパンダ。胸のアルファベットがGマークになり、アンパンマン並みに力持ちになった。
小鳥クリームパンダ（ことりクリームパンダ）
初登場回 - TV第629話A「クリームパンダとまほうのぼうし」
マゴマジョの魔法の帽子で小鳥の姿に変身したクリームパンダ。
スーパークリームパンダ
初登場回 - TV第891話A「クリームパンダのふしぎなゆめ」
あくびどりの見せた夢の中で最強になったクリームパンダ。胸のアルファベットもSマークになっている。最初はやる気十分だったものの途中で疲労と苦労に嫌気が差し、自ら夢の世界から出た。
鉄骨クリームパンダ（てっこつクリームパンダ）
初登場回 - TV第1483話A「アンパンマンとてっこつクリームパンダ」
ばいきんまんの鉄骨マシーンに誤って入ってしまったクリームパンダ。筋肉もとても丈夫になっただけでなく技の威力も上がった。パンの配達をする際には猛スピードで空を飛ぶ。
ビー玉クリームパンダ（ビーだまクリームパンダ）
初登場回 - TV第979話A「クリームパンダとびいたん」

### ホラーマン
お化け（おばけ）
初登場回 - TV第196話B「ホラーマンとピエロマン」
アンパンマンが人気者だったので落ち込んだホラーマンをばいきんまんがナンカ・ヘンダーを連れてきて変装した姿。ホラーマンの顔を上下反対にして青色に塗り、怖い衣装を着用した。森で町の学校の人たちが自然観察に来ているのを見てまぎれてくると周りから怖がり、パン工場まで来るとアンパンマンが止めようとするが、その拍子に足が石にぶつかり木にぶつかって変装が取れた。
ピエロマン
初登場回 - TV第196話B「ホラーマンとピエロマン」
上記のお化けの後、ばいきんまんとの騒動後にナンカ・ヘンダーが顔を塗りなおして、バタコさんからピエロの衣装をもらって着用した姿。町の子供たちから人気になり遊んでもらうようになった。
ゴールドホラーマン
初登場回 - TV第733話A「かがやけ!ゴールドホラーマン」
不思議な泉に誤ってホネブーメランを落としてしまい、その際にいずみのせいの質問に正直に答えてしまったことで全身を金色にされてしまったホラーマン。金色のシルクハットとタキシードを身に纏い言動が普段の時よりキザになったが、戦闘力は普段の状態とあまり変わらない。
さくらもちホラねえさん
初登場回 - TV第1260話A「ホラーマンとさくらもちねえさん」
アンパンマンとさくらもちねえさんに襲い掛かろうとするばいきんまんの前に現れる。事前にさくらもちねえさんから作り方を教わった桜餅をばいきんまんに食べさせ隙を作り、桜餅の葉で目眩ましをするといった活躍を見せる。
さわやかホラーマン
初登場回 - TV第1034話B「ホラーマンとミントちゃん」
ミントちゃんのミントティーを飲んでさわやかになったホラーマン。ミントちゃんとそっくりな格好をしている。幾度と無くバイキンログハウスを訪れては、室内をミントの力で綺麗にしたり周囲に花を飾ったりしたため、ばいきんまんを何度も怒らせてしまう。
しょくぱんホラーマン
初登場回 - TV第322話B「しょくぱんまんとホラーマン」
しょくぱんまんが人気者だったので落ち込んだホラーマンをばいきんまんが変装させ、いたずら書きなど悪いことをしてしょくぱんまんの評判を落とそうとした。パン工場で悪さをした後、ホラーマンが逃げ出したためばいきんまんが「こうなったら自分でもっと評判を悪くしてやる」と言って変装するが、そこへ本物のしょくぱんまんが殴りかかった拍子に変装が取れてしまい、「偽物の正体はばいきんまんだったんだな!?」と疑われ、慌てて弁解するもいつも悪いことばかりするばいきんまんの話を聞くはずがなく「しょくパンチ」で吹っ飛ばされた（この際本人は「俺様、まだ何もしてないのに～!!」と言っている）。なおホラーマン本人は何とか逃げ切れ、そこへ現れたドキンちゃんが本物のしょくぱんまんにあげる予定だったケーキを食べて顔が汚れ、ドキンちゃんが顔を拭くと変装が取れてしまい、憤慨した彼女に殴り飛ばされた。
鉄骨ホラーマン（てっこつホラーマン）
初登場回 - TV第383話A「ばいきんまんとてっこつホラーマン」
みんなの役に立ちたいと思いばいきんまんの鉄骨マシーンで強く大きくなったホラーマン。バイキンUFOとの接触により暴走してしまうが、メロンパンナのメロメロパンチを受け元に戻った。その後も何度か鉄骨ホラーマンにされているが、映画版などではいつの間にか鉄骨ホラーマンになるパターンが多い。アンパンマンの新しい顔を、砲丸投げのようにパン工場近くからジャストミートさせたことがある。
ブラックサンタ
初登場回 - TV第408話「アンパンマンとブラッククリスマス(前編)」
ばいきんまんが発明した薬で巨大化したホラーマン。マッチョな体型とお腹に描かれた赤いXマークがトレードマーク。口から黒い雪を吐いて相手を氷漬けにしたり、巨体を生かした怪力で攻撃する。マッチョなだけあってトリプルパンチではびくともしないが、メロメロパンチには弱い。その後、アリンコキッドの銃で元に戻ったものの、本人は変身していた時の記憶を覚えていなかった。
しょくぱんまん2号（しょくぱんまん2ごう）
初登場回 - TV第1563話A「鉄骨ホラーマンとしょくぱんまん」

ブラック鉄骨ホラーマン（ブラックてっこつホラーマン）
初登場回 - TV第1164話A「ブラックてっこつホラーマン」
ブラック鉄骨マシーンに間違えて入って変身してしまったホラーマン。触った物をみんな黒く固めてしまう。パン工場の焼き窯を使えなくさせ、ばいきんまんと共にアンパンマンとしょくぱんまんを追い詰める。しかし、しょくぱんまんのマントを汚されたことに憤慨したドキンちゃんに強制的にマシーンの中へ入れられたため元の姿に戻る。同時に黒くされた物も全て復元された。
ホラー王子（ホラーおうじ）
初登場回 - TV第972話B「ホラーマンとあくびどり」
あくびどりの夢の中に登場した、王子様のホラーマン。「ホラーマジック」という魔法でばいきんまんを白馬やシロイルカ、シロワシ、バイキン絨毯に変身させ、しょくぱん黒騎士に攫われたドキン姫を救出に向かう。最後は荒地でしょくぱん黒騎士と一騎討ちし勝利するが、黒騎士からしょくぱん王子に戻った彼にドキン姫が一目惚れしてしまったり、しょくぱん王子の白馬に蹴り飛ばされたりなど、悲惨な結末に終わった。
TV第1003話A「ホラーマンとサラダ姫」では、強くて優しい王子様になりたいと思いサラダを食べて王子となったホラーマンとして登場。ドキンちゃんが「強くて優しいしょくぱんまん様みたいな王子様が理想」と語ったため、サラダ王子（実はサラダ姫）を見習ってサラダを食べた。
ホラー剣士（ホラーけんし）
初登場回 - TV第760話A「かつぶしまんとホラーマン」
ホラー大王（ホラーだいおう）
初登場回 - TV第836話B「とべ!ばいきんまん」
あくびどりの夢の中で巨大な大王の姿に変身したホラーマン。ドキンちゃんをさらい、「ドクロ山」でスーパーばいきんまんを待ち構える。杖から強力な光を放つ「ホラーフラッシュ」と「十字ホネブーメラン」を武器にアンパンマンとスーパーばいきんまんをピンチに追い込む。呪いが掛かってこの姿になったらしく、戦いに敗れると呪いが解けて元の姿に戻った。
ホラー男爵（ホラーだんしゃく）
初登場回 - TV第532話A「アンパンマンとホラーだんしゃく」
ホラーマンが別人格に憑依された姿で、髭を生やした西洋の騎士のような格好をしている。元々はホラーマンの先祖または親戚であり、夢の中でまったく怖がられることのない彼を叱責した後、肖像画がある古城へホラーマンを導く。宝箱の中にあった帽子を被った瞬間、ホラー男爵の人格になってしまった。骨の形をした剣で、人々の顔に髭の落書きをする。“バイキン伯爵”に変装したばいきんまんに騙されアンパンマンを襲うが、令嬢に変装したドキンちゃんに夢中になっているうちにばいきんまんの怒りを買い、彼から逃げているうちに帽子が脱げて元に戻った。その後、あきれ果てた真のホラー男爵により衣装は再び封印されている。
ホラー仙人（ホラーせんにん）
初登場回 - TV第1277話B「ばいきん仙人とホラーマン」
ばいきん仙人の魔法で仙人の姿に変身させられたホラーマン。外見はばいきん仙人にそっくりで、杖や空を飛ぶ雲も備わっており魔法を使うことができる。しかし、魔法をうまく使うことができず、蒸し暑いバイキン城を涼しくしようとして城ごと氷漬けにしてしまったり、お腹を空かせたばいきんまんのためにスイカを出そうとして城中をスイカで溢れ返らせたりして、ばいきんまんを怒らせてしまう。その後、ばいきんまんがアンパンマンとチーズを襲おうとしていた所へ再び魔法を使い、バイキンUFOを風鈴の形に変えてしまった。
ホラたま剣士（ホラたまけんし）
初登場回 - TV第1217話B「ホラーマンとしらたまさん」
しらたまさんの演劇に出演していたホラーマンが、観客を襲おうとしたばいきんまんを倒すために剣士に扮した姿。同じく剣士を演じていたしらたまさんと共にバイキンUFOのマジックハンドを破壊した。
リアルホラーマン
初登場回 - TV第398話「アンパンマンと海賊ロブスター（前編）」
リアルな劇画調の顔をしたホラーマン。暗がりに現れた時にこの顔つきになることが多い。初登場時にカレーパンマンやばいきんまん、ドキンちゃんに骸骨の海賊と間違われた。映画「ばいきんまんVSバイキンマン!?」ではベレちゃんを怖がらせてしまい、ばいきんまんに殴り飛ばされた。また、「アンパンマンとおばけの城」ではカバオくんやばいきんまん達に死神と間違われるシーンがあった。

### かびるんるん
合体かびるんるん（がったい かびるんるん）
初登場回 - TV第87話B「アンパンマンとドライヤーのドラくん」
沢山のかびるんるんが合体した巨大なかびるんるん。体色は青緑色。パン工場をカビだらけにできるほどの力がある。アンパンチをしたら橙色の分身ができるため通用しないが、ドラくんの活躍で解体され飛ばされた。
合体巨大かびるんるん（がったい きょだい かびるんるん）
初登場回 - TV第190話A「アンパンマンとカビとり」
沢山のかびるんるんが合体した巨大なかびるんるん。体色は黄色。上記の合体かびるんるんとは異なり頭頂部にはバイキンUFOが固定されており、ばいきんまんが中でレバー操作を行っていることから、性質としてはバイキンメカに近い。岩石をも砕く凄まじいパンチ力を誇る上にアンパンチが通用しない。アンパンマンを追い詰めるが、カビとりのスプレー攻撃で片手や片足を消毒され、そのまま涙を浮かべながら湖の底へ沈んでしまった。
チビブラックサンタ
初登場回 - 2003年TVスペシャル「ブラックサンタとすてきなプレゼント」
バイキン茸のスプレーで変身したかびるんるん。プレゼントに隠れて、ご馳走を奪う。通常のかびるんるん同様に宙に浮いたり食い意地が張ってたりするが、かびを生やし汚染させる力があるかどうかは不明である。ブラックサンタになったスノーラが元に戻ったのと同時に元のかびるんるんに戻る。なお、かびるんるんの面影は一切残っていない。
ねこるんるん
初登場回 - TV第1117話B「かつぶしまんとにんにくこぞう」
ネコの顔をしているかびるんるん。かつぶしまんはネコが嫌いなため、ねこるんるんが登場した際は逃げ回っていた。通常のかびるんるん同様、集団で合体すると巨大化出来る。
バイキンチーズ
声 - 萩原えみこ
初登場回 - TV第460話B「アンパンマンとバイキンチーズ」
犬の着ぐるみの中に集団で入り込み、めいけんチーズに変装したかびるんるん。斜視状態であることと鼻の色を除けば本物とそっくり。本物のチーズを落とし穴の中に閉じ込め、ばいきんまんと共にパン工場やアンパンマン号に様々な工作を行う。本物のチーズがモオさんに助け出されたため、作戦は失敗した。その際、寝ているアンパンマンの布団を剥いだが、その下にまた布団があり、またその下に布団があるという怪現象を目撃したことがある。
ビー玉かびるんるん（ビーだま かびるんるん）
初登場回 - TV第665話A「かつぶしまんとびいだまん」
びいだまんによってビー玉に変えられたかびるんるん。縦横無尽に素早く動いてかつぶしまんとびいだまん、さらにアンパンマン達を翻弄する。ビー玉かつぶしまんの体当たりでビー玉川に落とされ、元の姿に戻った。
ひえるんるん
初登場回 - TV第994話B「だいすき!ばいきんパパ」
アンパンマンをやっつけるためにばいきんまんが開発した新型のかびるんるん。通常のかびるんるんをそのまま氷漬けにした姿をしている。強力な冷気でパン工場やアンパンマン号を凍らせパンを焼けなくしてしまうが、フランケンロボくんの凄まじい電気の力によって撃退されたため元に戻った。
ピカルンルン
声 - 伊関由維
初登場回 - TV第569話B「ばいきんまんとピカルンルン」
金色のかびるんるん。ばいきんまんがかびるんるんの入っている鉄のくす玉を誤って不思議な泉に落としてしまい、その際にいずみのせいの質問に正直に答えてしまったことで彼からもらった金色のくす玉から出てきた。かびるんるんとは逆に綺麗好き。
ミニカレーパンマン
初登場回 - 映画第6作「リリカル☆マジカルまほうの学校」
ばいきんまんの大魔法でカレーパンマンに変身したかびるんるん。
リトルかびるんるん
初登場回 - TV第957話「アンパンマンとリトルばいきんまん」
「バイキンジャイアントマシーン」の実験で巨大化させるつもりが、逆にノミのように小さくなってしまったかびるんるん。同じく小さくなってしまったばいきんまんと共に悪戯を働き、メロンパンナとクリームパンダ、しょくぱんまんとカレーパンマンをそれぞれ仲間割れさせる。さらにパン工場に侵入し大混乱を起こした後、大勢でパン工場を占領して小麦粉を使えなくさせた。
ジャイアントかびるんるん
初登場回 - TV第957話「アンパンマンとリトルばいきんまん」
一度小さくなったリトルかびるんるんが、「バイキンジャイアントマシーン」で巨大化した姿。同じく巨大化したばいきんまんと共にアンパンマン達を追い詰めるが、暴走したバイキンジャイアントマシーンの光線を浴びたことで全員が元の大きさに戻ってしまった。

### どんぶりまんトリオ
どんぶりまんトリオは、器の中身を失った（ばいきんまんに食べられるなど）際に、急場しのぎにゲストキャラクターに因む食品・飲み物を器に入れると、元気が回復すると同時に、そのゲストキャラクターの特殊能力を一時的に使えるようになる。また、人格やコスチュームも、そのゲストキャラと同一のものになる場合がある。
どんぶりフラワープリンセス
初登場回 - TV第1361話B「どんぶりまんトリオとフラワー姫」
ニセフラワー姫（ばいきんまん）とニセアネモネさん（ドキンちゃん）に中身を食べられ、頭の中にフラワー姫の花びらが入ったどんぶりまんトリオ。フラワー姫そっくりな姿と口調になり、杖で無数の花びらを操ることができる。
うどんブラザーズ
初登場回 - TV第1533話A「どんぶりまんトリオとうどんくん」
ドキンちゃんに中身を食べられ、頭の中にうどんくんが作ったうどんが入ったどんぶりまんトリオ。まゆ毛がうどんくんそっくりになり、うどんくんと協力してうどん生地を使って戦う。

#### てんどんまん
ちゃわんむしどんまん
初登場回 - TV第812話A「てんどんまんとちゃわんむしまろ」
ばいきんまんに中身を食べられ、頭の中にちゃわんむしまろの茶碗蒸しが入ったてんどんまん。「どんぶり貴族」を名乗り、マイペースになる。
てんぷらそばまん
初登場回 - TV第926話A「かつぶしまんとてんどんまん」
ばいきんまんに中身を食べられ、頭の中にかつぶしまんの蕎麦が入ったてんどんまん。『お箸二刀流』が攻撃技。「てーんてんてんてん、てんぷらそば!!」と笑う。

#### カツドンマン
カツドンナットーマン
初登場回 - TV第847話A「カツドンマンとナットーマン」
ばいきんまんに中身を食べられ、ナットーマンの納豆を頭の中に詰めたカツドンマン。納豆だけに普段より粘り強く、声色も普段より頼もしさが表れている。腕力も格段に上がっておりバイキンUFOのハンマーを1人で受け止めていた。ナットーマンと同様語尾に「ナーット」をつけて話す。
カツドンまろ
初登場回 - TV第1037話B「カツドンマンとマシュマロさん」
ばいきんまんに中身を食べられ、マシュマロさんのレインボーマシュマロを頭の中に詰めたカツドンマン。平安貴族のような姿や口調になる。マシュマロさんのように「とても柔らかくてツルツルした体」になり、物理的拘束を受け付けなくなる（ばいきんまんのロボットの手に掴まれなくなるなど）。身のこなしも軽やかになっている。性格もマイペースになり、マシュマロさんと共にマジックハンドの上で舞を踊りばいきんまんを困惑させた。
ニンニクカツドンマン
初登場回 - TV第1139話A「カツドンマンとにんにくこぞう」
ばいきんまんに中身を食べられ、にんにくこぞうのニンニクを頭の中に入れたカツドンマン。表情が普段より凛々しくなり、ニンニクパワーで脚力が上がる。

#### かまめしどん
かまめしくん
初登場回 - TV第1353話B「かまめしどんとコネギくん」
ばいきんまんに頭の釜飯を食べられたかまめしどんが、コネギくんのネギを頭に入れて復活した姿。目がコネギくんみたいになるが、大して強くはない。
クリかまめしどん
初登場回 - TV第1002話B「かまめしどんとクリ・キン・トン」
ばいきんまんに中身を食べられ、クリ・キン・トン三兄弟の作った栗ご飯を頭の中に入れてもらったかまめしどん。顔が金色に輝いている。クリちゃんの毬栗のトゲを飛ばす能力、キンちゃんのジャンプ力、トンちゃんの怪力を兼ね備えている。
コチョウかまめしどん
初登場回 - TV第1105話A「かまめしどんとコチョウランさん」
スーパーゴールドかまめしどん
初登場回 - TV第529話B「かがやけ!かまめしどん」
不思議な泉に誤ってしゃもじを落としてしまい、その際にいずみのせいの質問に正直に答えてしまったことで全身を金色にされてしまったかまめしどん。タキシードの服を着ている。彼曰く「略して金かま〜!」と言っている。体を光らせて敵の目を眩ませたり、バイキンメカを焦がしたりする『スーパーゴールドかまめしフラッシュ』が得意技。TV第726話A「どんぶりまんトリオのたからもの」でも、本人の想像シーンで一瞬だけ登場している。
鉄火のかまめしどん（てっかのかまめしどん）
初登場回 - TV第663話A「鉄火のマキちゃんとどんぶりまんトリオ」
鉄火のマキちゃんに鉄火巻の材料を頭の中に入れてもらい、鉄火丼風になったかまめしどん。凛々しくなり、口調がべらんめえ調になる。バイキンUFOと互角に戦い、マキちゃんとツープラトンを決めた。
鉄骨かまめしどん（てっこつ かまめしどん）
初登場回 - TV第954話B「アンパンマンと鉄骨かまめしどん」
鉄骨マシーンに誤って入ってしまったかまめしどん。巨大な鉄のしゃもじを持ち、筋肉もとても丈夫になった。性格も豪快になっており、至る所へ釜飯を与えに回っていた。巨大な鉄製の釜飯を町に投げたりするほどの怪力を誇る。
ピカピカ殿様かまめしどん（ピカピカ とのさま かまめしどん）
初登場回 - TV第995話A「うなどんまんとかまめしどん」
うなどんまんに挑発されて最高級の食材を取り揃えた、顔が金色のかまめしどん。その名の通り殿様のような格好をしている。一人称に「余」を使い、語尾に「ぞよ」を付けて話す。金箔を散りばめたイセエビをはじめ、松茸やふかひれなど、天下一品の食材をふんだんに使った釜飯を町の住人達に振る舞う。しかし、「おいしいが、いつもの釜飯の方がいい」と評価されてしまう。本人は、最初はその評価に納得していなかったが、いつもの釜飯の方が喜んで食べてもらえることを理解したため、元の姿に戻った。
ぶたかまどん
初登場回 - TV第1278話A「かまめしどんとぶたまんまん」
ぶたまんまんの豚まんを頭の中に入れてもらい、ぶたまんまんよろしく豚鼻と出っ歯になったかまめしどん。いつもの蓋の代わりに、せいろの蓋がついている。口調も中華風になり、語尾に「ブヒ」を付けて話す。拘束されたアンパンマンを鼻息で救出し、ぶたまんまんとのツープラトンでバイキンUFOを吹き飛ばした。
わんこかまめしどん
初登場回 - TV第1385話A「かまめしどんとわんこちゃん」
ばいきんまんに襲われ蓋を落としてしまい、わんこちゃんの蓋を代用として被ったかまめしどん。わんこちゃん同様、照れ屋な性格になる代わりにわんこちゃんを守るために必死になる。なお、どんぶりまんトリオで中身ではなく、蓋で性格が変わるのがこれが初で唯一である。

### たぬきおに
コウモリたぬきおに
初登場回 - TV第460話A「アンパンマンとたぬきおに」
空を飛んで逃げる時に変身した姿。現在でも飛んで移動する際によく変身する。
巨大怪物たぬきおに（きょだい かいぶつ たぬきおに）
初登場回 - TV第460話A「アンパンマンとたぬきおに」
体が柔らかいのでアンパンチが効かない。バタコさんを助けたり仇を討ったりする時に変身することが多い。
あかちゃんたぬきおに
初登場回 - TV第1020話B「バタコさんとあかちゃんたぬきおに」
バタコさんに近づくために変身した姿。服や髪はあかちゃんまんの色違い。バタコさんに甘えようとしたがジャムおじさんやクリームパンダにあやされてしまった。子守唄を聴くと自然と眠くなってしまう。最後はばいきんまんに捕まったバタコさんを助けるために巨大怪物たぬきおにに変身したため、やむを得ず正体をばらしてしまった。
アンパンマンたぬきおに
初登場回 - TV第949話B「クリームパンダとたぬきおに」
本物のアンパンマンと共に「ダブルパンチ」をばいきんまんにお見舞いした。
ジャムおじさんたぬきおに
初登場回 - TV第1205話B「バタコさんとたぬきおに」
いなりずしのみことたぬきおに
初登場回 - TV第1205話B「たぬきおにといなりずしのみこと」
バタコさんに稲荷寿司を食べさせて喜んでもらうために変身した姿。

### ゴミラ
鋼鉄ゴミラ（こうてつゴミラ）
初登場回 - TV第1076話「アンパンマンと鋼鉄ゴミラ」
ばいきんまんが仕込んだ装置を、鉄の星から盗んできたクズ鉄と一緒に食べてしまったことで、鋼鉄の身体に変化してしまったゴミラ。ゴミラの意識はなく、ばいきんまんの命令でパン工場や街を荒らす。口からジャンクパーツを吐き出して攻撃するほか、金属を食べるとパワーアップする。アンパンマンの機転で、ゴミラが元々育てていた花を見て自我を取り戻し、涙で身体全体が錆びついたことで元の姿に戻った。
バイキンゴミラ
初登場回 - 2011年TVスペシャル「アンパンマンとゴミラの城のクリスマス」
ばいきんまんが作った「バイキンの結晶」で増殖するゴミを食べて処理したことで、結晶の効果により凶暴化してしまったゴミラ。身体中に棘が生え、ばいきんまんのような体色になり角が生える。言葉を話さなくなり「ゴミラ〜!」と唸り声を上げる。ばいきんまんの命令に従い、アンパンマンや子供達の説得を聞き入れなくなる。口から吐き出すゴミに当たると何でもゴミまみれになってしまう。クリスマスパーティーを守ろうとするアンパンマン達を苦しめるが、ゴミラが拾った氷中花がみんなの想いで開花し、その花粉を浴びたことで元のゴミラに戻った。書籍によっては、最初に登場したバイキンメカのバイキンゴミラと区別するために「ブラックゴミラ」と表記されていることもある。

### その他
オオカビ男（オオカビおとこ）
初登場回 - TV第243話B「アンパンマンとオオカビ男」
月の光で巨大な怪物に変身したオオカビさんの姿。カビを撒き散らし暴れまわる。月が雲で隠れると元のオオカビさんに戻る。
オオカミおばけ
声 - 山寺宏一
初登場回 - TV第627話B「アンパンマンとオオカミおばけ」
満月や丸い物を見て、巨大な狼の怪物に変身したちびおおかみの姿。記憶や理性のほぼ全てを失い、ばいきんまんの言われるがままにアンパンマン達を襲ってしまうが、変身前に親しくなったキャラクターの声に反応するなどをして、記憶を取り戻し元に戻ることがある。
カバウリマン
初登場回 - TV第948話A「ニガウリマンとカバオくん」

きつねどり
初登場回 - TV第429話A「おむすびまんとアングリラ」
アンパンマンの危険を知らせるためにおこんちゃんが化けた鳥の姿。
ゴールドチーズ
初登場回 - TV第1387話B「めいけんチーズといずみのせい」
不思議の泉にレアチーズのプレゼント用の花を落としてしまい、正直に答えて全身が金色になっためいけんチーズ。目にもとまらぬ速さで走ったり、ばいきんまんをUFOごと投げ飛ばすなど、普通のチーズにはなかった力を発揮する。
ゴールドコキンちゃん
初登場回 - TV第1168話B「コキンちゃんといずみのせい」
不思議の泉に誤ってUFOを落としてしまい、その際にいずみのせいの質問に正直に答えてしまったことで自身のUFOと一緒に全身を金色にされてしまったコキンちゃん。UFOはスピードが増し、アクロバティックに舞いながら通った後が金色に輝く。コキンちゃん自身は涙の色と効果が変わり、涙がかかった人は面白くないのにニコニコしてしまうようになる。本人は最初はこの状況を楽しんでいたが自分の涙で相手が泣かないことに気づき、いずみのせいに頼んで元に戻してもらった。
ゴールドフランケンロボくん
初登場回 - TV第1032話B「フランケンロボくんといずみのせい」
不思議な泉に誤ってばいきんまんの絵を落としてしまい、その際にいずみのせいの質問に正直に答え、さらに綺麗な方の絵を差し出されたがそれを拒んだため、その代償として全身を金色にされてしまったフランケンロボくん。走る速度が格段に上がっており、故障したアンパンマン号に触れただけでたちまち直ったり大きな岩をパンチで粉々に砕いたりなど、パワーアップしている。この性能を利用しようとしたばいきんまんがバイキン城まで連れて行きゴロンゴロを組み立てさせるが、電流が流れたショックで暴走してしまう。最後は酷い目に遭わされ激昂したばいきんまんに追い返されたため（本人は彼が怒っていた理由を『自分の体がゴールドになったから』と勘違いしていた）、いずみのせいに元に戻してもらった。
こんにゃくおじさん
声 - 藤本譲
初登場回 - TV第429話A「おむすびまんとアングリラ」
こん太郎が化けた姿。ばいきんまんやアングリラを倒してくれる人を待っていた。
ジャムなべ
初登場回 - 映画第6作「リリカル☆マジカルまほうの学校」
ばいきんまんの大魔法で鍋にされたジャムおじさん。
　チーズブリキのおもちゃ
初登場回 - 映画第6作「リリカル☆マジカルまほうの学校」
ばいきんまんの大魔法でブリキの玩具にされたチーズ。
バイキンおばけ花（バイキンおばけばな）
初登場回 - TV第743話B「ナンドバットとバイキンおばけ花」
ばいきんまんの発明により改造されたおばけ花。体色が黒である。口から黒い花粉を吐き出す。
バイキンいわおとこ
初登場回 - TV第863話B「アンパンマンとバイキンいわおとこ」
やみるんるんに取り付かれて凶悪化してしまったいわおとこ。体色は紫色。両目から石に変える光線を発射して暴れまわるが、ストーンマンのストーンパンチで元のいわおとこに戻る。
バイキンケロゴン
初登場回 - TV第137話A「アンパンマンとみみせんせい」
ばいきんまんがやみるんるんのエキスで作ったバイキン液で黒く染まって凶悪化したケロゴン。長い舌で何でも黒く汚してしまうが、最後はアンパンマン号のスーパーノーズシャワーで浄化されてクリームパンダたちと和解した。
バタコフライパン
初登場回 - 映画第6作「リリカル☆マジカルまほうの学校」
ばいきんまんの大魔法でフライパンにされたバタコさん。
ビー玉かつぶしまん（ビーだま かつぶしまん）
初登場回 - TV第665話A「かつぶしまんとびいだまん」
「ビー玉の心はビー玉が一番わかる」として、ビー玉ばいきんまん達を成敗するため、びいだまんにビー玉に変えてもらったかつぶしまん。ばいきんまん達がやっつけられた後、元の姿に戻っていた。
ブラックおむすびまん
1号
初登場回 - TV第198話B「こむすびまんとブラックおむすびまん」
ばいきんまんが作った三度笠型のメカに操られたおむすびまん。ばいきんまんのラジコンの操作で動くが、最後はラジコンが壊れて元に戻る。
2号
初登場回 - TV第639話A「アンパンマンとブラックおむすびまん」
ブラックちくりんに刺されて、顔が黒くなり、ばいきんまんの子分になってしまったおむすびまん。アンパンマンを倒そうとするが梅干しで元に戻る。

ブラックサンタ
声 - 西村朋紘
初登場回 - 2003年TVペシャル「ブラックサンタとすてきなプレゼント」
スノーラがバイキン茸のスプレーを浴びて巨大な怪物になってしまい、サンタクロースの格好をした姿。口で黒い吹雪を起こしたり、持っている大きな袋で何でも吸い込んだりする。

ブラックちくりん

1号
声 - 若林直美
初登場回 - 映画第12作同時上映「やきそばパンマンとブラックサボテンマン」、TV第639話A「アンパンマンとブラックおむすびまん」（TVデビュー）
ちくりんがバイキン草のエキスを浴びた状態。刺されるとブラックになり、悪いことをするようになる。
ブラックサボテンマン
初登場回 - 映画第12作同時情勢「やきそばパンマンとブラックサボテンマン」
ばいきんまんに騙されたサボテンマンがブラックちくりんに刺されて、黒く凶暴になった姿。口から吐く黒いトゲと怪力が武器で、やきそばパンマンを追い詰めSLマンのSOS信号を打ち消すが、駆けつけたロールパンナに正体を知られ、メロンパンナのメロンジュースで元に戻った。
2号
初登場回 - TV第1056話A「アンパンマンとブラックニガウリマン」
1号の影から誕生したブラックちくりん。相手の影を刺して、その影と合体して偽者に変身することが出来る。1号とは異なり目の下に隈が出来ている。その能力もコピーできるが、自分が何かの影に入ると元に戻ってしまう。
ブラックニガウリマン
声 - 山寺宏一
初登場回 - TV第1056話A「アンパンマンとブラックニガウリマン」
ブラックちくりん2号とニガウリマンの影が合体してできたニガウリマンの偽者。ニガウリマンより全体的に黒く表情が邪悪で「カゲカゲ」としか言わない。ニガウリマンと同じ攻撃技を持ち、影のギターから黒いニガウリ（水風船でできた偽物もある）と黒いニガウリジュースを出し、付着した物を黒く染めてしまう。ニガウリマンと互角の勝負を繰り広げるが、間違ってばいきんまんを攻撃したことで怒られた際、UFOの影に入ってしまったことで2号の姿に戻った。同時に、汚された建物や噴水の水も元通りになった。
ホワイトちくりん
初登場回 - TV第1183話A「アンパンマンとブラックかつぶしまん」
ばいきんまんがかつぶしまんに攻撃され、バイキンUFOが飛ばされた最中に煙まみれになった状態で彼を倒すヒントを掴み、ブラックちくりんに光を浴びせてできた影の中から生まれた白い色のちくりん。かつぶしまんの近くで光を発した後に影の中から生まれてブラックかつぶしまんに変身した。かつぶしまんとの激闘の末に彼の三日月剣法に敗れて元の姿に戻り、地面に潜って逃亡した。
ブラックかつぶしまん
初登場回 - TV第1183話A「アンパンマンとブラックかつぶしまん」
かつぶしまんの近くで光を発した後に影の中から生まれたホワイトちくりんが変身した姿。かつぶしまんより色が暗く、表情が邪悪で目に隈がある。かつぶし剣の先から汚れを放ち、光を発した後に影になって移動することもできる。

ブラックなだれおに
声 - 小林和矢
初登場回 - 2005年TVスペシャル「アンパンマンのジンジンジングルベル」
巨大化したなだれおにが雷の力でやみるんるんと合体して凶悪化してしまった姿。体色は黒。口から何でも凍らせる黒い吹雪を吐いて暴れ回り、アンパンマンの力を奪い、さらにアンパンマン号を凍らせてしまうが、キャンドルちゃんの『クリスマスの炎』の能力で元のなだれおにに戻る。
ブラックピエロ
初登場回 - TV第240話「バイキンサーカスとブラックピエロ」
身体中に取り付かれたかびるんるんに心を汚されて、巨大な黒いピエロになってしまったピエロくん。手品でたいまつやハンマーを出して攻撃する。メロンパンナの渾身のメロメロパンチをきっかけにして、汚れた心から自分の心を取り戻して元に戻る。
絵本版ではばいきんまんの作った「ピエロメカ」として登場。アンパンマンを襲うも、ハニーの剣に刺され故障、その後、ジャムおじさんに作り直され、人気者の「ピエロマン」に改造された。
ブラックロールパンナ
初登場回 - 映画第7作目「ゆうれい船をやっつけろ!!」、TV第378話A「ロールパンナのふたつのこころ」（TVデビュー）
悪い心が強化した時のロールパンナ。体色が黒くなり、瞳の色が青から赤に変化する。同時に瞳のハイライトが消える。声質も低く図太い声になる。
映画版ではドクター・ヒヤリにまごころ草の花粉を取り除かれたこと、TV版でばいきんまんにバイキン草の力を増幅されたことがきっかけとなり誕生した。ばいきんまんの命令でアンパンマン達と敵対することが多いが、必ずしもばいきんまんに従うわけではない。
性格は非常に好戦的。攻撃方法は良い心とほぼ同じだが、より攻撃性が高くなり、戦闘能力もアンパンマンを大きく凌ぐ。良い心とは別人格であるが、記憶は共有している。
通常はメロンパンナが現れる（または話しかける・メロンジュースをかけるなどする）とブラック状態であっても元に戻るが、良い心が抜き取られたり、「バイキン草のエキス」やバイキン光線をを大量に浴びた場合はメロンパンナにも簡単には全く反応しなくなる。良い心を強調させたものを思い出させることで、ブラックロールパンナを元に戻させることも多い。彼女と一緒に共演するゲストキャラクターの呼びかけにも反応して元に戻ることもあり、映画第9作目「虹のピラミッド」では、ばいきんまんの説得によって良い心に戻ったことがある。
2000年代から出番が減少していき、TV第998話B「しょくぱんまんとロールパンナ」から第1283話「メロンパンナとブラックロールパンナ」まで約6年間登場していなかった。
マンモスタイヤ
初登場回 - TV第276話B「アンパンマンとタイヤくん」
ばいきんまんに騙されて、暴れたくなる空気を入れられ巨大化してしまったタイヤくん。
ビー玉化石の魔王
初登場回 - 1681話B「びいたんと化石の魔王」
びいだまんによってビー玉に変えられた化石の魔王。息を吐けなくなった代わりに体当たりやジャンプで化石に変える能力を手に入れた。

## 分身キャラクター
たんこぶまん
声 - 戸田恵子
性別 - 男 / 初登場回 - TV第8話A「アンパンマンとたんこぶまん」
アンパンマンのたんこぶから誕生した瘤の精。顔がアンパンマン。集団で飛んでいって敵に体当たりして懲らしめる。役割が終わるとアンパンマンの頭に戻る。登場回数は少なく、近年では全く登場しない。また瘤ができても必ず登場するわけではない。
大群ドキンちゃん
性別 - 女 / 初登場回 - TV第201話B「アンパンマンと3ばいばいきんまん」
ドキンちゃんが身体を増やす薬を全部飲んだことで出て来た大量のドキンちゃん。ばいきんまんはこの大群に追いかけられ、ドキンちゃん本人もどうしたらいいか困っていた。
鉄骨ホラーマンズ（てっこつホラーマンズ）
初登場回 - TV第612話A「アンパンマンと鉄骨ホラーマンズ」
3倍マシーンの機能が付いた3台の鉄骨マシーンで誕生したキャラクター。正確には、鉄骨ホラーマンと3人合わせての呼称。
鉄骨ホラーマンレッド
声 - たてかべ和也
性別 - 男
乱暴者の赤い鉄骨ホラーマン。
鉄骨ホラーマンブルー
声 - 水鳥鐵夫
性別 - 男
おっとりした青い鉄骨ホラーマン。

### ばいきんまん
赤ばいきんまん（あかばいきんまん）
声 - 鈴木勝美
性別 - 男 / 初登場回 - TV第201話B「アンパンマンと3ばいばいきんまん」
ばいきんまんが開発した、身体を増やす薬を飲んで白ばいきんまんと共に生まれた、赤い鼻のばいきんまん。気が早く、ケンカっぱやい。白ばいきんまんと共にアンパンマンを困惑させ、あと一歩のところまで追いつめたが、薬の効果が切れ一人に戻ってしまった。
白ばいきんまん（しろばいきんまん）
声 - 梁田清之
性別 - 男 / 初登場回 - TV第201話B「アンパンマンと3ばいばいきんまん」
身体を増やす薬で、赤ばいきんまんと共に生まれた、白い鼻のばいきんまん。のんき者でほとんど寝ている。赤ばいきんまんと共にアンパンマンを困惑させ、あと一歩のところまで追いつめたが、薬の効果が切れ、一人に戻る時の爆発でばいきんまんはバイキン城まで吹き飛ばされた。
ゴールドばいきんまん
声 - 中尾隆聖
性別 - 男 / 初登場回 - TV第1455話A「プリンちゃんといずみのせい」
ばいきんまんがプリンちゃんとエクレアさんから逃げる時に誤っていずみのせいの泉に落ちてしまい、プリンちゃんとエクレアさんが正直に言ったことで金色になったもう一人のばいきんまん（本物のばいきんまんは返してもらった）。本物とは正反対に優しい性格で、プリンちゃん達とも仲良く遊んだ。最後は本物のばいきんまんによって無理やり泉に返された。

### 3倍マシーンで誕生したキャラクター
ばいきんまんの3倍マシーンで誕生したキャラクター。
3倍ドキンちゃん（さんばいドキンちゃん）
初登場回 - TV第494話A「しょくぱんまんと3ばいドキンちゃん」
青ドキンちゃん（あおドキンちゃん）
声 - 横山智佐
性別 - 女
青いドキンちゃん。男勝りでさっぱりした性格。体色は薄青。白い手袋。青緑のブーツ。
黄ドキンちゃん（きドキンちゃん）
声 - 兵藤まこ
性別 - 女
黄色いドキンちゃん。おしとやかだが抜け目が無い。体色は黄色。白い手袋。オレンジ色のブーツ。

3倍カレーパンマン
初登場回 - TV第661話A「アンパンマンと3ばいカレーパンマン」
スーパー激辛カレーパンマン（スーパーげきからカレーパンマン）
声 - 坂本千夏
性別 - 男
怒りっぽいカレーパンマン。一人称は「オレさま」。その名の通り、彼の作るカレーは超激辛。カレーパンマンや超甘口カレーパンマンを「甘っちょろい」などと見下していたが、最後は3人で協力してばいきんまんと戦った。マントの色は赤。
超甘口カレーパンマン（ちょうあまくちカレーパンマン）
声 - 冨永みーな
性別 - 男 / 初登場回 - TV第661話A「アンパンマンと3ばいカレーパンマン」
泣き虫なカレーパンマン。一人称は「ぼく」。瞳がうるうるしている。その名の通り、彼の作るカレーは甘口すぎて子供達には不評だった。口調は丁寧で、カレーパンチを喰らったばいきんまんに同情するなど優しい性格。マントの色は白。

3倍しょくぱんまん
初登場回 - TV第841話B「ドキンちゃんと3ばいしょくぱんまん」
青しょくぱんまん
声 - 堀内賢雄
性別 - 男
マッチョ姿の熱血なしょくぱんまん。すぐに戦おうとするが戦闘力はあまり高くない。モーレツしょくパンチが攻撃技。服の色は青。
ピンクしょくぱんまん
声 - 三瓶由布子
性別 - 男
芸術家タイプの上品なしょくぱんまん。ベレー帽を被っている。美しい自然を愛している。服の色はピンク色。

3倍ムシバキンマン
初登場回 - TV第892話A「はみがきまんと3ばいムシバキンマン」
ムシバキンマンII
声 - 梅津秀行
性別 - 男
太い眉毛のある茶色いムシバキンマン。3人で協力しようとする姿勢がなく、1人ではみがきまんを倒そうとしていた。
ムシバキンマンIII
声 - 鈴木琢磨
性別 - 男
赤紫色のムシバキンマン。正々堂々を好み1対1での戦いを望んでいた。他の2人と違って敬語口調。

3倍おばけパン
初登場回 - TV第1104話B「ばいきんまんと3ばいおばけパン」
怒りん坊おばけパン（おこりんぼう おばけパン）
声 - 川﨑芽衣子
性別 - 男
太い眉毛のあるおばけパン。怒りっぽくて乱暴者。
泣き虫おばけパン（なきむし おばけパン）
声 - 慶長佑香
性別 - 女
瞳をうるうるさせたおばけパン。満腹になるまで泣き続ける。

3倍クリームパンダ
初登場回 - TV第1384話B「アンパンマンと3ばいクリームパンダ」
グーパンダ
声 - 冨永みーな
性別 - 男
手袋やブーツ、マントの色が紫色のクリームパンダ。頭が常にグーの形をしており、怒りっぽく力持ち。
チョキパンダ
声 - かないみか
性別 - 女
手袋やブーツ、マントの色がピンク色のクリームパンダ。頭が常にチョキの形をしており、気弱で泣き虫。

3倍メロンパンナ
初登場回 - TV第1456話B「クリームパンダと3ばいメロンパンナ」
メロンパンナ姉さん（メロンパンナねえさん）
声 - 冨永みーな
性別 - 女
服の色が濃緑色のメロンパンナ。力持ちで怒りっぽい性格。プンプンパンチを食らった者は怒りっぽくなってしまう。額や服のイニシャルが大文字の「M」になっている。
メロンパン子（メロンパンこ）
声 - 伊瀬茉莉也
性別 - 女
服の色が淡緑色で、頭にリボンをつけているメロンパンナ。気弱で泣き虫。えんえんパンチを食らった者は泣き虫になってしまう。

3倍めいけんチーズ
初登場回 - TV第1466話B「アンパンマンと3ばいめいけんチーズ」
チョイワルチーズ
声 - 矢尾一樹
性別 - 男
頭にバンダナを巻いたマッチョな体型のチーズ。チョイ悪で少し乱暴な性格。バイクの運転が得意。
キザチーズ
声 - 三ツ矢雄二
性別 - 男
前髪のある白いタキシードを着たチーズ。キザな性格で女の子に優しい。
3倍コキンちゃん
初登場回 - TV第1506話A「ドキンちゃんと3ばいコキンちゃん」
やんちゃコキンちゃん
声 - 平野綾
性別 - 女
スポーツ万能で元気いっぱいのコキンちゃん。コキンちゃんの元々の体色は青一色だが、この元気なコキンちゃんの体色は群青色。
お嬢コキンちゃん（おじょうコキンちゃん）
声 - 平野綾
性別 -　女
優雅でおしとやかな二重瞼のコキンちゃん。体色は水色。
3倍てんどんまん
初登場回 - TV第1535話A「ばいきんまんと3ばいてんどんまん」
パワフルてんどんまん
声 - 坂本千夏
性別 - 男
まゆ毛が太く、マッチョな体型のてんどんまん。てんどんまんの中身のえび天は1本だが、彼の中身は2本入っている。彼が作った天丼はえび天が山盛りになっている。
ビューティフルてんどんまん
声 - 坂本千夏
性別 - 女
頭にベレー帽をかぶり、首にスカーフを巻いた芸術家風のてんどんまん。彼女が作った天丼はえび天の他に目玉焼きやウインナーなどが乗った洋風の天丼で、ナイフとフォークで食べるスタイル。
3倍レアチーズ
初登場回 - TV第1583A「とびだせ!3ばいレアチーズ」
テニスレアチーズ
金髪縦ロールのお嬢様風なレアチーズ。テニスが得意。
スケボーレアチーズ
ニット帽をかぶった男勝りなレアチーズ。スケボーが得意。
3倍ばいきんまん
初登場回 - TV第1591話B「3ばいばいきんまんとフランケンロボくん」
スターばいきんまん
声 - 中井和哉
白いタキシードを着たスター気取りなばいきんまん。風船で飛ぶことができ、周囲をファンだと思っている。
マッチョばいきんまん
声 - 岡本幸輔
黄色いレオタードを着たマッチョなばいきんまん。困っている人を助けようとする優しい性格。